# تايلاند
تَايْلَانْدُ أو تَايْلَنْدُ ورسميًا مَمْلَكَةُ تَايْلَانْدَ (بالتايلندية: ราชอาณาจักรไทย) وتلفظ [râ:t.tɕʰā ʔā:nā:tɕàk tʰāj] (سماع)) المعروفة سابقًا باسم سيام هي دولة تقع في جنوب شرق آسيا في شبه الجزيرة الهندية الصينية تحدها كل من لاوس وكمبوديا من الشرق، وخليج تايلاند وماليزيا من الجنوب، وبحر أندامان وميانمار من الغرب. تنقسم حالياً تايلاند إداريًا إلى 75 محافظة التي بدورها تنقسم إلى أحياء وبلديات بالإضافة إلى عاصمة المملكة التايلاندية بانكوك التي تعدّ منطقة إدارية خاصة وعاصمة البلاد وأكبر مدنها.
تايلاند في المرتبة 51 عالميا من حيث المساحة الكلية، وتبلغ مساحتها حوالي 513,120 كم²، يقدر عدد سكان تايلاند بحوالي 65 مليون شخص، مما يضعها في المرتبة 22 عالميا حسب عدد السكان، تعرف تايلاند باسمها السابق «سيام» أيضًا، وقد كان هذا الاسم الرسمي للبلاد حتى تاريخ 11 مايو 1949. تعني كلمة «تاي» الحر في اللغة التايلاندية. اشتق من نفس اللفظ (تاي) الكلمة التي تطلق على السكان أي تايلانديون، تستعمل بعض الأقليات المتواجدة في البلاد كلمة سياميون عند الإشارة إلى سكان البلاد. العاصمة وأكبر مدينة هي بانكوك، والتي تعد المركز السياسي والتجاري والصناعي والثقافي في تايلاند. حوالي 75٪ من السكان تايلانديين عرقيًا، 14٪ تايلانديين صينيين، و 3٪ من الملايو؛ البقية ينتمون إلى الأقليات التي تشمل المون، الخمير ومختلف قبائل التلال. اللغة الرسمية في البلاد هي التايلاندية. الدين الرئيسي هو البوذية، التي يعتنقها ويمارسها حوالي 90٪ من السكان.
النظام ملكي دستوري، يحكم البلاد الملك راما العاشر، الملك العاشر من سلالة تشاكري، الذي يملكها منذ عام 2016.
شهدت تايلاند النمو الاقتصادي السريع بين عامي 1985 و1996، وتعدّ حاليا من الدول الصناعية الجديدة. السياحة أيضا تساهم كثيرًا في الاقتصاد التايلاندي وهناك ما يقرب من 2.2 مليون من المهاجرين الشرعيين وغير الشرعيين في تايلاند واجتذبت البلاد أيضا عددا كثير من المغتربين من البلدان المتقدمة.

## التاريخ

### تأثيل
كان اسم البلاد الرسمي سيام أو مملكة سيام (بالتايلاندية: สยาม) وحتى تاريخ 23 يونيو 1939 عندما تم تغيير الاسم إلى تايلاند، وبعد ذلك أعيد مجددًا إلى مملكة سيام من العام 1945 وحتى 11 مايو 1949 عندما أطلق عليها مملكة تايلاند. اشتق اسم التوأم السيامي من اسم مملكة سيام، ويرجع سبب تسمية ذلك لوجود الزوج الأكثر شهرة من التوائم الملتصقة (توأم سيامي) وهما تاشنغ وبنكر (بالتايلاندية:อิน-จัน؛ 1811-1874) بها، وقد ولدَ هذا الأخوان في سيام - حاليًا مملكة تايلاند - وسافرا معًا في سيرك حول العالم لسنوات عديدة، ولذا فشاعت تسميتهما بين الناس بـ«التوأم السيامي». وأخذ مصطلح التوأم السيامي نظرًا إلى شهرة الأخوين، وظلَّ منذ ذاك مرادفًا للتوأم المتلصقين. لكن معَ ذلك، ففي الواقع اكتشفت أقدم حالة للتوائم السيامية تاريخيًا في البيرو، إذ يعود تاريخها إلى عام 300. وتحتل دول جنوب شرق آسيا عُمومًا مركزًا مرتفعًا في نسبة ولادة التوائم السيامية.
اسم تايلاند هو مركب من كلمتين، ويَعني حرفياً «الأرض الحرة»، وهو اسم للتعبير عن الفخر بأن تايلاند هيَ الدولة الوحيدة التي لم تتعرض للاستعمار الأوروبي في منطقة جنوب شرق آسيا. وقد قامَ البعض بالإشارة إلى تايلاند على أنها إحدى المستعمرات البريطانية، على الرغم من أن سيطرة الإمبراطورية البريطانية على البلاد كانت ضعيفة.

### التاريخ القديم
أثبتت دلائل علم الآثار أن سكان قرية نون نوكثا التايلاندية في الشمال الشرقي قد زرعوا الأرز منذ أكثر من 5,000 سنة خلت. ويُعد هذا الاكتشاف أول دليل على زراعة الإنسان لأشهر غذاء في العالم (الأرز). وقد تأثرت المنطقة المعروفة حاليًا بمملكة تايلاند بثقافات جنوب شرق آسيا، وكانت شديدة التأثر بالثقافة الهندية بدءًا من مملكة فونان في القرن الأول الميلادي وفي القرنين الثالث عشر والرابع عشر وبعد سقوط إمبراطورية الخمير، والتي أسقطها الشعب التايلاندي، إذ شن هجمات متتالية ضدها ونجحَ في النهاية في القضاء عليها في عام 1444م. يَعتبر المؤرخون أن مملكة سوكوتاي هي بداية مملكة تايلاند الحالية، حيث مرت على البلاد أربع ممالك قبل المملكة التايلاندية حاليًا (والتي تُعتبر الدولة الوحيدة في جنوب شرق آسيا التي لم تستعمر).

### مملكة سوكوتاي
('ราชอาณาจักรสุโขทัย، الحكم من 1238 حتى 1448)

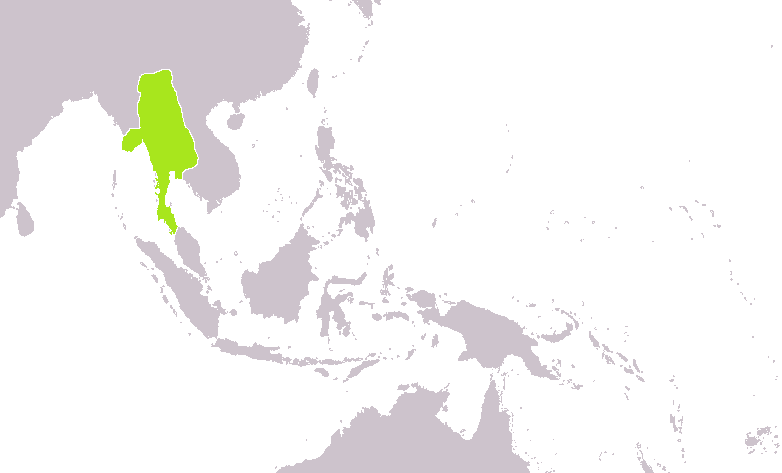
خريطة توضح موقع مملكة سوكوتاي.

كانت بداية المملكة في مدينة سوكوتاي الواقعة في شمال وسط تايلاند، وتوجد بالقرب منها مدينة سوكوتاي التاريخية العاصمة القديمة للمملكة، على بعد 12 كيلومترًا خارج المدينة الحالية. أصبحت مدينة سوكوتاي التاريخية من مواقع التراث العالمي وفقاً لليونسكو.
كانت مدينة سوكوتاي عاصمة للمملكة في الفترة (1238-1419) وبعدها انتقلت العاصمة خلال عهد فراماها الثالث إلى مدينة فيتسانولوك التي أصبحت عاصمة للمملكة خلال الفترة (1419-1583).
كانت بداية المملكة عندما هاجر أجداد التايلانديين المعاصرين من موطنهم الأصلي الأول بجنوب شرق ما يسمى الآن بجمهورية الصين الشعبية في الفترة ما بين القرنين الثاني والعاشر الميلاديين ليستوطنوا جنوب شرق آسيا البري بما فيه تايلاند الحالية. وفي عام 1238 كونوا أول شعب تايلاندي أسموه السوكوتاي بعد أن تحرروا من مملكة لافو، ثم ازدهرت سوكوتاي واتسعت وفي زمن حكم الملك رامكامهاينغ ملك مملكة سوكوتاي الذي اعتمد مذهب الثيرافادا القادم من سريلانكا في نهاية القرن الثالث عشر الميلادي والذي استمر حتى يومنا هذا.
أثبتت الدراسات التاريخية الحديثة أن التاريخ التايلاندي بدأ قبل سوكوتاي، ولكن لم يعرف إلا القليل عن ممالك قبل سوكوتاي. لذا، يعدّ المؤرخون التايلانديون مملكة سوكوتاي على أنها بداية لأمتهم. سقطت سوكوتاي تدريجيًا على يد مملكة أيوتايا.

### مملكة أيوتايا
- (อาณาจักรอยุธยา، الحكم 1351-1767)

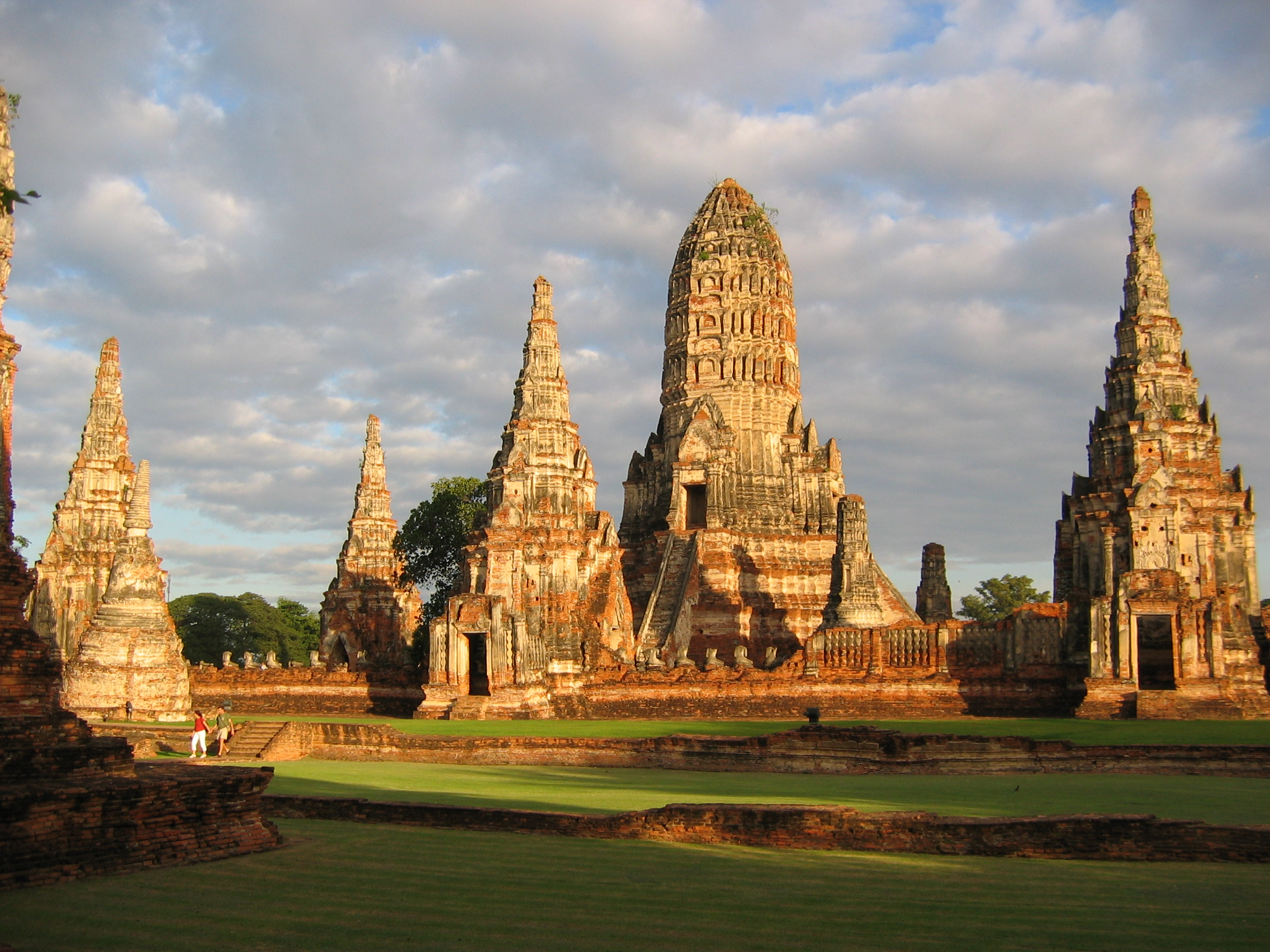
طلال معبد وات شايواتانارام في أيوثايا. بنيت في القرن السابع عشر، تم حرقها ونهبها في عام 1767 من قبل القوات البورمية.

في عام 1350 حيث أسست مجموعة من التايلانديين مملكة أيوتايا وعاصمتها مدينة أيوتايا في المنطقة الوسطى أو ما يُعرف اليوم بتايلاند. وتوسعت مملكة أيوتايا حتى عام 1378 عندما قامت بالسيطرة علي مملكة السكوتاي وظلت تحت سيطرتها حتى عام 1448. توفي ملك مملكة السكوتاي الملك بورومبان دون أي ورثة؛ وعلي أثر ذلك تم ضم مملكة السكوتاي إلى مملكة أيوتايا، وفي فترة حكمها خاضت المملكة العديد من الحروب مع شعب الملايو في الجنوب وبورما في الغرب والخمير الحمر في كمبوديا ناحية الشرق. وفي عام 1431 تمكنت القوات التايلاندية من غزو كمبوديا والاستيلاء على العاصمة أنكور.
في بداية القرن الخامس عشر، أبدت أيوتايا اهتمامًا بشبه جزيرة ملايو، لكن الموانئ التجارية الكبرى في سلطنة ملقا اعترضت على مطالبها بالسيادة. شنّت أيوتايا عدة غزوات فاشلة ضد ملقا التي حُصِّنت دبلوماسيًا واقتصاديًا بدعم عسكري من سلالة مينغ في الصين. في أوائل القرن الخامس عشر، أسّس الأميرال تشنغ خه من أسرة مينغ قاعدة للعمليات في المدينة الساحلية، ما جعلها موقعًا استراتيجيًا لا يحتمل الصينيون خسارته أمام السياميين. ازدهرت ملقا في ظلّ هذه الحماية، وأصبحت أحد ألدّ أعداء أيوتايا حتى استيلاء البرتغاليين على ملقا.
ابتداء من منتصف القرن السادس عشر، تعرّضت المملكة لهجمات متكررة من سلالة تاونغو الحاكمة في بورما. بدأت الحرب البورمية السيامية (1547-1549) بغزو بورمي وحصار فاشل لأيوتايا. قاد الملك بينانغ الحصار الثاني (1563-1564) وأجبر الملك ماها تشاكرابات على الاستسلام في عام 1564. نُقلت العائلة المالكة إلى مدينة باغو في بورما، ونُصّب الابن الثاني للملك، ماهينتراتيرات، كملك تابع. في عام 1568، ثار ماهينتراتيرات عندما تمكن والده من العودة من باغو كراهب بوذي. استولى الحصار الثالث على أيوتايا في عام 1569، وأصبح ماها تاماراتشا ملكًا تابعًا للملك بينانغ.

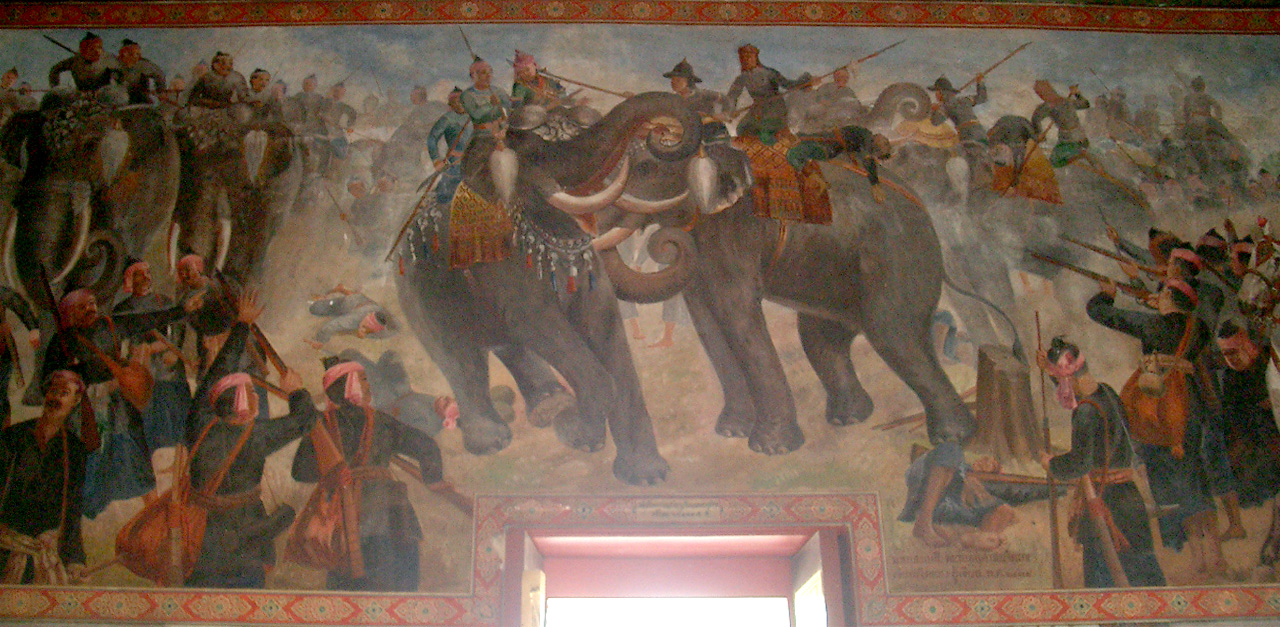
مبارزة على الفيلة بين الملك ناريسوان وولي عهد بورما، مينجي سوا، في عام 1593.

في 1584، بعد أربع سنوات من وفاة بينانغ، أعلن الأوباراجا ناريسوان استقلال أيوتايا. أدى هذا الإعلان إلى قيام بورما بشنّ غزوات متكررة على أيوتايا، والتي حاربها السياميون في نهاية المطاف في مبارزة على الفيلة بين الملك ناريسوان وولي عهد بورما، مينجي سوا، في عام 1593 خلال حصار أيوتايا الرابع الذي قتل فيه ناريسوان مينجي سوا. يُحتفل اليوم بهذا النصر السيامي سنويًا في 18 يناير باعتباره يوم القوات المسلحة الملكية التايلاندية. في وقت لاحق من نفس العام اندلعت الحرب مرة أخرى (الحرب البورمية السيامية (1593-1600)) عندما غزا السياميون بورما، واحتلوا أولًا مقاطعة تانينثاري في جنوب شرق بورما في عام 1593 وبعد ذلك مدينتي مولمين ومارتابان في عام 1594. في عام 1599، هاجم السياميون مدينة بيغو، ولكنهم طُردوا في نهاية المطاف على يد المتمردين البورميين الذين اغتالوا الملك البورمي ناندا باين واستولوا على السلطة.
بدأ الاتصال الأوروبي بشعب تايلاند عند وصول التجار البرتغاليين إلى أيوتايا في أوائل القرن السادس عشر الميلادي.لم تجلب التجارة الخارجية إلى أيوتايا الأدوات الفاخرة فحسب، بل الأسلحة الجديدة أيضًا. في منتصف القرن السابع عشر، خلال عهد الملك ناراي، ازدهرت أيوتايا ازدهارًا كبيرًا. وفي القرن السابع عشر استطاعت كل من أسبانيا وبريطانيا وفرنسا واليابان وهولندا أن تؤسس نشاطًا تجاريًا في تايلاند. وقد منح التايلانديون بعض الشعوب مثل: فرنسا وإنجلترا وهولندا حق الاستقرار داخل أيوتايا مع التمتع بقوانين بلادهم الأصلية.
في عام 1767 غزت القوات البورمية مملكة أيوتايا التي تمكنت من إسقاط العاصمة أيوتايا وتدميرها بعد حصار دام أشهر. وبعد أن أصاب العاصمة الدمار وسيطرت القوات البورمية علي مملكة أيوتايا تم تعين الابن الأكبر للملك وأصبحت أيواتيا مملكة موالية لبورما.

### مملكة ثونبوري
(ธนบุรี، إنجليزية: Thonburi؛ الحكم من 1768 إلى 1782)
في غضون ما يُقارب السبعة أشهر من الاحتلال البرومي لمملكة أيوتايا، نجحَ الجنرال تاكسين في هزم جيش الاحتلال البورمي وإعادة تأسيس الدولة معَ تغيير عاصمتها إلى ثونبوري. وفي عام 1768م تُوِّجَ ثاكسين ملكاً للبلاد وأسَّسَ مملكة ثونبوري، وبعد أن أمَّن وسط تايلاند تحت حكمه غزا في عام 1769م غرب كمبوديا، ثم ذهب جنوبًا نحوَ شبه جزيرة الملايو. وفي عام 1774م ضم الملك تاكسين مدينة تشيانغ مي إلى مملكته، ثم سيطرَ في عام 1778م على مدينة فيينتيان عاصمة لاوس. وعلى الرغم من تحقيق تاكسين للكثير من النجاحات فقد كان يُواجه - في المُقابل - الكثير من الاضطرابات السياسية في الداخل، وأخيرًا في عام 1782 أرسلَ تاكسين جيوشًا تحت قيادة راما الأول لغزو كمبوديا، وفي هذه الأثناء بدأت حركة التمرد في المنطقة المحيطة بالعاصمة، ولاقى المتردون دعمًا شعبيًّا كبيرًا وتم خلع تاكسين الذي قيل أنه أُعدمَ سرًا بعد وقت قصيرٍ من خلعه، وانتهت بذلك فترة حُكم مملكة ثونبوري.

### مملكة سيام
مملكة راتاناكوسين أو مملكة سيام (อาณาจักรรัตนโกสินทร์؛ الحكم من 1782م إلى 1932م)
تعدّ سلالة تشاكري أو أسرة تشاكري الأسرة الحاكمة في مملكة تايلاند منذ عام 1782م والتي عاصرت فترتي حكم للبلاد عبر الملكية المطلقة من 1782م إلى 1932م والملكية الدستورية من 1932م حتى وقتنا الحاضر. تتألف العائلة المالكة التايلاندية حاليا من الملك بوميبول وزوجته الملكة سيريكيت التي تزوجها سنة 1950م وأنجب منها أربعة أبناء من ضمنهم ثلاث بنات وولي العهد ماها فاجيرالونجكورن.

#### الملك راما الأول
- فترة الحكم 1782م–1809م

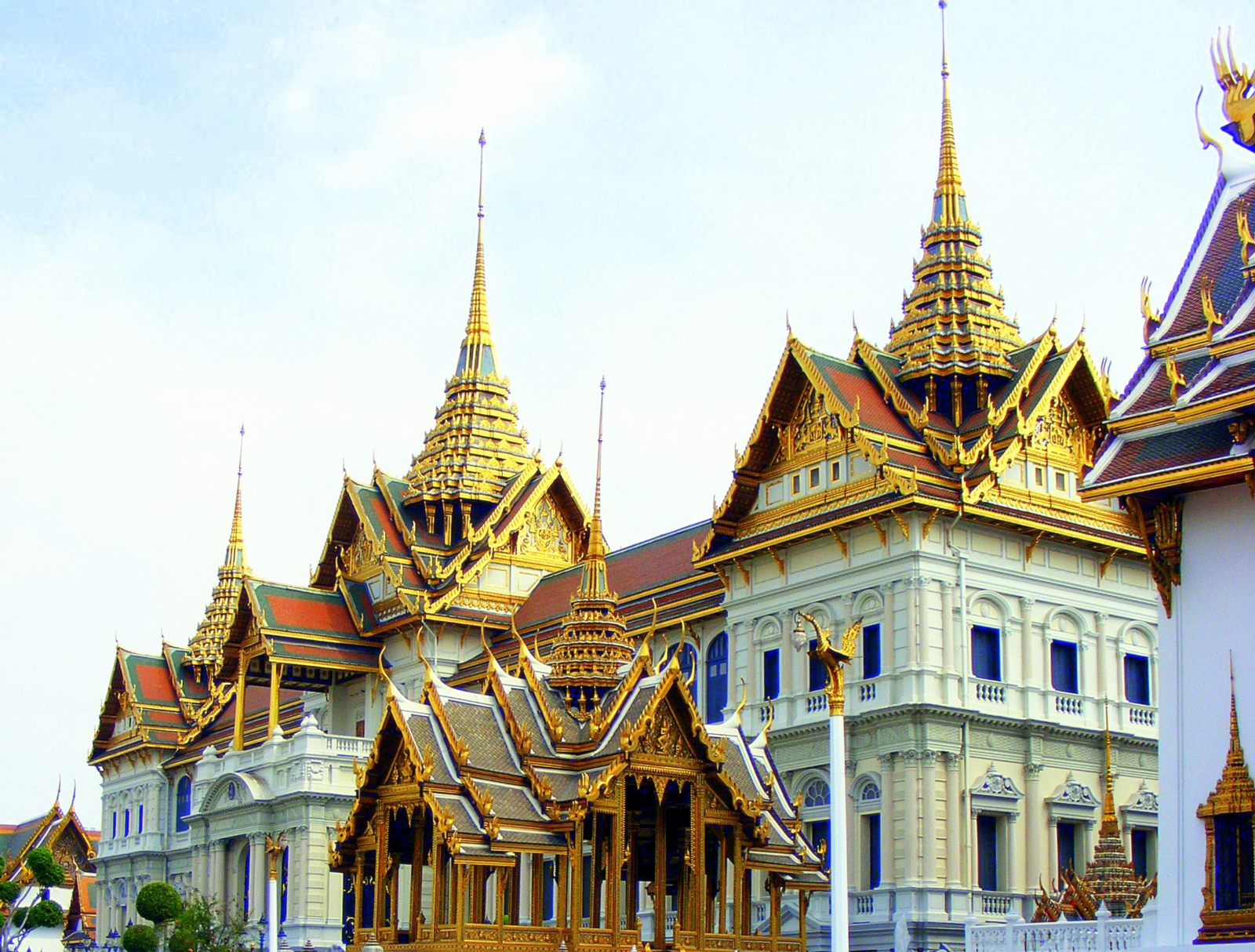
القصر الكبير في بانكوك في بانكوك، بُنيَ في عام 1782 وهو المقر الرسمي لملك تايلاند.

عاد الجنرال فيرا شاكري راما الأول معَ جيشه الذي أرسل إلى كمبوديا وحل محل الملك تاكسين وأصبح هو الملك، وأسَّسَ أسرة شاكريٍ التي ما زالت تحكم حتى يومنا هذا. وفي عام 1782 تغير اسم الدولة إلى سيام، ولأسباب دفاعية تم نقل العاصمة إلى الجهة اليسرى من نهر تشاو فرايا، وشُرعَ في تشييد بنايات محصنة هي الآن القصر الملكي الكبير في العاصمة بانكوك. وقام راما الأول بوضع نظام اجتماعي وسياسي شبيه بمملكة ثونبوري، وأصدرَ قوانين جديدة وفرضَ الانضباط وعيَّن شقيقه قائدًا للجيش، واستطاع ضم مملكة فطاني في عام 1786م إلى دولته، وخاض الكثير من الحروب حتى وفاته.

#### راما الثاني
- فترة الحكم 1809م–1824م

بعد وفاة فيرا شاكري راما الأول استلمَ الحكم ابنه الملك لوت ناباهالا راما الثاني (24 شباط/فبراير 1767—21 تموز/يوليو 1824). كان عهده هادئًا نسبيًا وخاليًا من الصراعات الكبرى. عُرفَ عهده باسم «العصر الذهبي للأدب»، حيث كان الملك راعيًا لعدد من الشعراء، وكان هو نفسه شاعرًا. توفي في 21 تموز/يوليو 1824.

#### راما الثالث
- فترة الحكم 1824م-1851م

خلَفَ الملك لوت راما الثاني ابنه فرا بات راما الثالث (31 آذار/مارس 1787—2 (عدد) نيسان/أبريل 1851م)، وكان حكمه غير عادي، إذ خاضَ سلسلةً من الحروب الهائلة في لاوس وكمبوديا وفيتنام، ووقَّع في عام 1826م أول معاهد تجارية معَ بريطانيا كما سمح للتجار الصينين بدخول البلاد، وشهدت فترة حكمه ازدهارًا اقتصاديًا وعرفَ عنه حبه للثقافة الصينية وسماحه للكثير من الصينيين بالهجرة إلى تايلاند والعمل فيها. ترجمَ الملك فرا بات راما الثالث الكثير من أعمال الأدب الصيني، وشهد عهده الكثير من الاتصالات الغربية والعلاقات الخارجية. وفي النهاية توفي في 2 نيسان/أبريل 1851م دون أن يُسمِّي خليفة له.

#### راما الرابع
- فترة الحكم 1851م-1868م

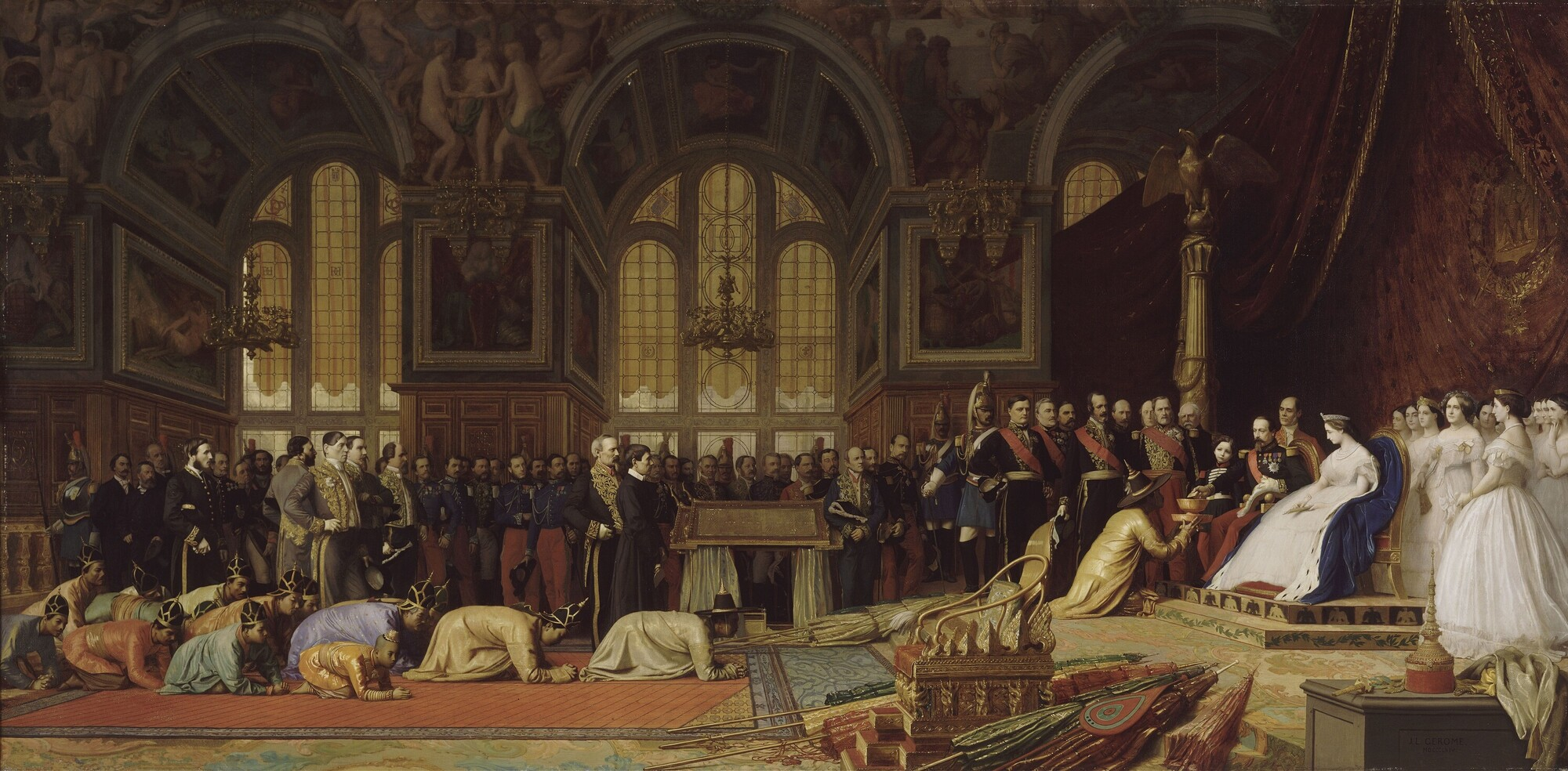
تلقى نابليون الثالث رسالة سيامي في قصر فونتينبلو في عام 1864.

استطاعَ منغوكوت راما الرابع (الأخ غير الشقيق للملك فرا بات راما الثالث) أن يُصبحَ الملك الرابع للمملكة. ويُعد راما الرابع من أقوى حكام سيام، حيث استعان بموظفين من الشعوب الغربية وشجع مواطنيه على دراسة اللغات الغربية والعلوم الحديثة، وأعادَ النشاط التجاري مع فرنسا وبريطانيا ودول أخرى، كما أعاد للغربيِّين حق التمتع بقوانين المهاجرين الأصلية. توفي الملك في العاصمة بعد أن أصيب بالملاريا بعد ستة أسابيع من مصارعة المرض.

#### راما الخامس
- فترة الحكم (1868م-1910م)

خريطة توضح التنازلات التي قدمتها سيام لبريطانيا بعد معاهدة بانكوك عام 1909.

راما الرابع ابنه شولالون كورن "راما الخامس" الذي تلقى تعليمًا غربيًا، إذ تولَّت تعليمه مربية بريطانية منذ الصغر. تمكن الابن والملك الخامس من أسرة شاكريٍ من مواصلة الإصلاحات الاجتماعية التي بدأها والده، ففي فترة حكمه استطاع إلغاء تجارة الرق في سيام، وإعادة تنظيم الدولة وإقامة نظام تعليمي جديد صُمّم لخدمة كل أطفال الشعب. وفي عام 1909 وقعت بريطانيا مع تايلاند اتفاقًا يقضي باعتراف الأخيرة بأحقية بريطانيا في ولايتي كلنتن وبرليس مُقابل اعتراف بريطانيا بسيادة تايلاند على مملكة فطاني الإسلامية التي كانت قد احتلُّت في عهد فيرا شاكري "راما الأول"، والتي تطالب بالانفصال حتى يومنا هذا)، وبذلك أصبحت محافظة فطاني محافظة تايلاندية بشرعية واعتراف دولي. توفي شولالون كورن "راما الخامس" في 23 أكتوبر/تشرين الأول 1910 نتيجة مرض في كليته.

#### راما السادس
- فترة الحكم (1910م-1925م)

عُيِّن فاجيرافود "راما السادس" - ابن الملك راما الخامس - ملكًا للبلاد بعد وفاة والده، وكان قد تلقى تعليمه في المملكة المتحدة في أكاديمية ساند هيرست العسكرية وجامعة أوكسفورد. بدأت الحكومة في الشروع بالكثير من مشاريع التنمية علي الصعيد الوطني في عهد راما السادس، وعلى الرغم من المشاكل الاقتصادية فقد انتشرت الكثير من الطرق الجديدة والجسور والسكك الحديدية والمستشفيات والمدارس في جميع أنحاء البلاد. في عام 1917 أعلنت سيام دخولها في الحرب العالمية الأولى إلى جانب فرنسا وبريطانيا ضد ألمانيا والنمسا والمجر، وقد حارب الجنود التايلانديون في المعارك الأوروبية، ونتيجة لهذه المساعدة تخلت بريطانيا وفرنسا عن حق التمتع بالقوانين البريطانية والفرنسية لرعاياها في تايلاند. توفي الملك فاجيرافود "راما السادس" يوم 25 نوفمبر/تشرين الثاني 1925.

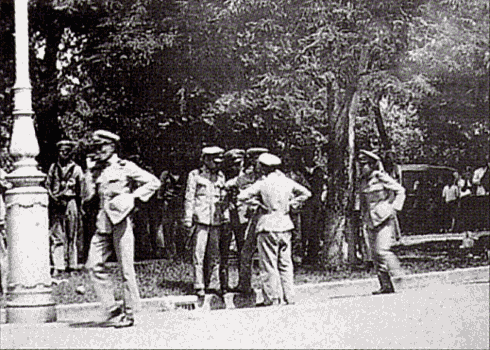
مجموعة من الجنود في بانكوك أثناء الثورة في يوم 24 يونيو/يونيو 1932.

#### راما السابع
- فترة الحكم (1925م-1935م)

كان عهد راما السابع مضطربًا من الناحية السياسية، وكانت الدولة مفلسة، فقامَ بالكثير من محاولات الإصلاح منها إنشاء مجلس أمناء لإدارة البلاد. وأثناء حكمه قامت الثورة التايلاندية 1932 بقيادة مجموعة من التايلانديين ممن تلقوا تعليمهم في فرنسا، وأجبرَ الملك راما السابع في يوم 24 حزيران/يونيو 1932م على تحويل نظام الحكم في مملكة سيام من الملكية المطلقة إلى الملكية الدستورية. وبعدَ تحول سيام إلى الملكية الدستورية انتُخبَ برلمان ديمقراطي، وتحكم هذا البرلمان في وضع البلاد بالكامل وألغى الكثير من صلاحيَّات الملك براجاد هيبوك (راما السابع)، مثل إلغاء قانوني العفو الملكي عن المحكومين بالإعدام وإصدار حكم الإعدام من دون تصديق الملك. غضبَ راما السابع بسبب هذه الإجراءات وطلبَ بعض الصلاحيات من البرلمان، وهدَّدَ بالتنازل عن العرش إن لم تنفذ طلباته. وفي يوم 2 آذار/مارس 1935م تنازل الملك براجاد هيبوك "راما السابع" عن الملك لابن أخته ذي العشر سنوات، وانتقدَ في بيان تنحيه النظام الديمقراطي الجديد، فيما أكملَ حياته في بريطانيا حتى توفي في 30 أيار/مايو 1941م عن عمر 47 عاماً.

#### الملكية الدستورية
أنهت ثورة عام 1932 حكم الملكية المطلقة في تايلاند الذي امتد إلى أربع ممالك بداية من مملكة سوكوتاي وانتهاءً بمملكة سيام، وأفرزت الثورة مشروع دستور جديد أطلق عليه دستور 1932. ودعت المجموعة التي قامت بالثورة والتي أطلقت على نفسها اسم «حزب الشعب» إلى نظام ملكيٍ دستوري مع هيئة تشريعية منتخبة، وتم إنشاء أول مجلس تشريعي في تاريخ تايلاند بنفس العام مع جمعية تأسيسية من 70 عضوًا معيَّنين. ودخلَ الدستور الجديد حيز التنفيذ في كانون الأول/ديسمبر 1932، وأجريت أول انتخابات تشريعية في 15 تشرين الثاني/نوفمبر 1932، ونصَّ الدستور على أن يكون هناك 78 مقعدًا بالانتخاب المباشر و 78 مقعدًا بتعيين من الملك.

#### راما الثامن

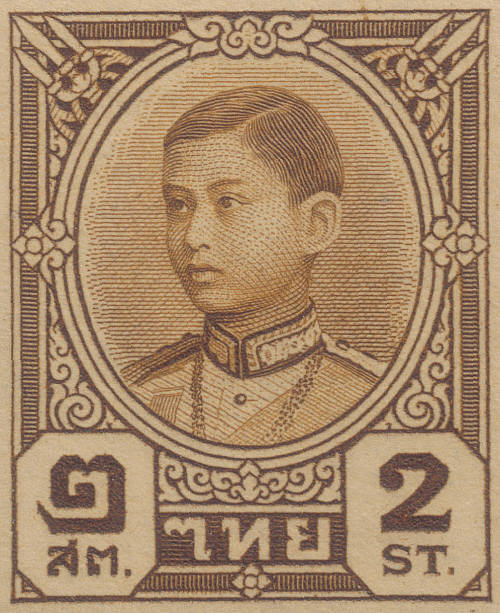
صورة الملك الصغير راما الثامن علي الطوابع.

- الملك أناندا ماهيدول الملقب بـ«راما الثامن» — فترة الحكم 1935-1946

الملك أناندا ماهيدول "راما الثامن" الذي حكم بالإنابة عنه مجلس من الأوصياء، استولى بعض أعضاء الدولة من العسكريين على زمام السلطة عام 1938، وتم تعديل اسم الدولة رسميًا لتايلاند عام 1939. وفي عام 1940 (إبان الحرب العالمية الثانية) طالبت تايلاند باستعادة الأرض التي منحها الملك شولا لولنكورن للهند الصينية، ووقفت اليابان إلى جانب تايلاند في الضغط على الهند الصينية لإعادة هذه الأرض، وفي عام 1941 غزت اليابان تايلاند التي قاومت قليلاً، ثم وقعت معاهدة تحالف مع اليابان. وفي العام نفسه هاجمت اليابان القواعد الأمريكية الموجودة في ميناء بيرل في هاواي، ودخلت الولايات المتحدة في حرب مع اليابان، وأعلنت تايلاند الحرب على أمريكا وبريطانيا عام 1942، وخلال هذه الحرب قامت حركة تايلاندية حرة ضد اليابان من داخل تايلاند. إلا أنه تايلاند سرعان ما أعادت حساباتها وأصبحت حليفا قويا للولايات المتحدة الأمريكية. عايشت تايلاند أثناء تاريخها المعاصر العديد من الانقلابات العسكرية، ثم أخذت ومنذ الثمانينيات تتقدم بخطى ثابتة نحو ترسيخ المؤسسات الديمقراطية. في يوم 9 حزيران/يونيو 1946 توفي الملك أناندا ماهيدول "راما الثامن" حيث وجد في غرفة نومة مقتولا بالرصاص في القصر الكبير في بانكوك. يذكر أن الملك راما الثامن لم يتوج رسميا كملك وتم الإعلان في الإذاعة في يوم 9 حزيران/يونيو أنه قتل بطريق الخطأ أثناء لعبه بمسدس. اعتبرت وفاة الملك لغزاً، وفي تشرين الأول/أكتوبر 1946 ذكرت لجنة التحقيق أن وفاة الملك لا يمكن أن تكون حادثاً عرضياً.

#### راما التاسع
- فترة الحكم: منذ 9 حزيران/يونيو 1946 - حتى 13 أكتوبر 2016

عُيَّن الملك بوميبول أدولياديج في 9 حزيران/يونيو 1946 بعُمر 19 عامًا، وتولى الحكم الفيلد مارشال «بيبول سونغرام»، الذي شغل منصب رئيس الوزراء إبان الاحتلال الياباني لتايلاند بين عامي 1946-1957. وقد أطاح به الفيلد مارشال «ساريت تانارات» لاحقًا، وظل هذا الأخير في منصبه حتى وفاته عام 1963. وتمكن ساريت من تطوير الاقتصاد وتقوية العلاقات مع الولايات المتحدة، وواصلَ الفيلد مارشال «تانوم كيتكاشورن» في الاتجاه نفسه، حيث سمَحَ للولايات المتحدة الأمريكية بإقامة قواعد جوية في تايلاند.
وفي عام 1965 (إبان حرب فيتنام) استخدمت أمريكا هذه القواعد لضرب القوات الشيوعية في فيتنام وكمبوديا ولاوس، وأرسلت تايلاند قوات للقتال إلى جانب القوات الأمريكية وقوات فيتنام الجنوبية خلال حرب فيتنام. وفي عام 1967 كوَّنت تايلاند وإندونيسيا وماليزيا والفلبين وسنغافورة اتحادًا عُرف بـ"أسيان"، وانضمت بروناي رسميًا لهذا الاتحاد عام 1984، ومن أهداف هذا الاتحاد تنمية التعاون الاقتصادي والثقافي والاجتماعي بين هذه الدول، بالإضافة إلى جعل منطقة جنوب شرق آسيا منطقة أمن واستقرار.

## نظام الحكم
تُعتبر صلاحيات الملك الرسمي للبلاد محدودة، ويعود ذلك إلى الدستور الذي تم إقراره. بالإضافة إلى دوره السياسي يُعتَبر الملك حامي البوذية في تايلاند، ورمزًا للوحدة الوطنية. يحظى الملك الحالي بشعبية كبيرة ويملك سلطة روحية قوية، يستعملها أحيانًا عند حدوث أزمات سياسية كبيرة. رئيس الوزراء هو رئيس السلطة التنفيذية، ويُعينه الملك من بين أعضاء الغرفة الثانية للبرلمان، وغالبًا ما يكون زعيمًا للحزب الذي يمكن أن يشكل أغلبية في الحكومة الائتلافية المتشكلة.

### البرلمان والدستور

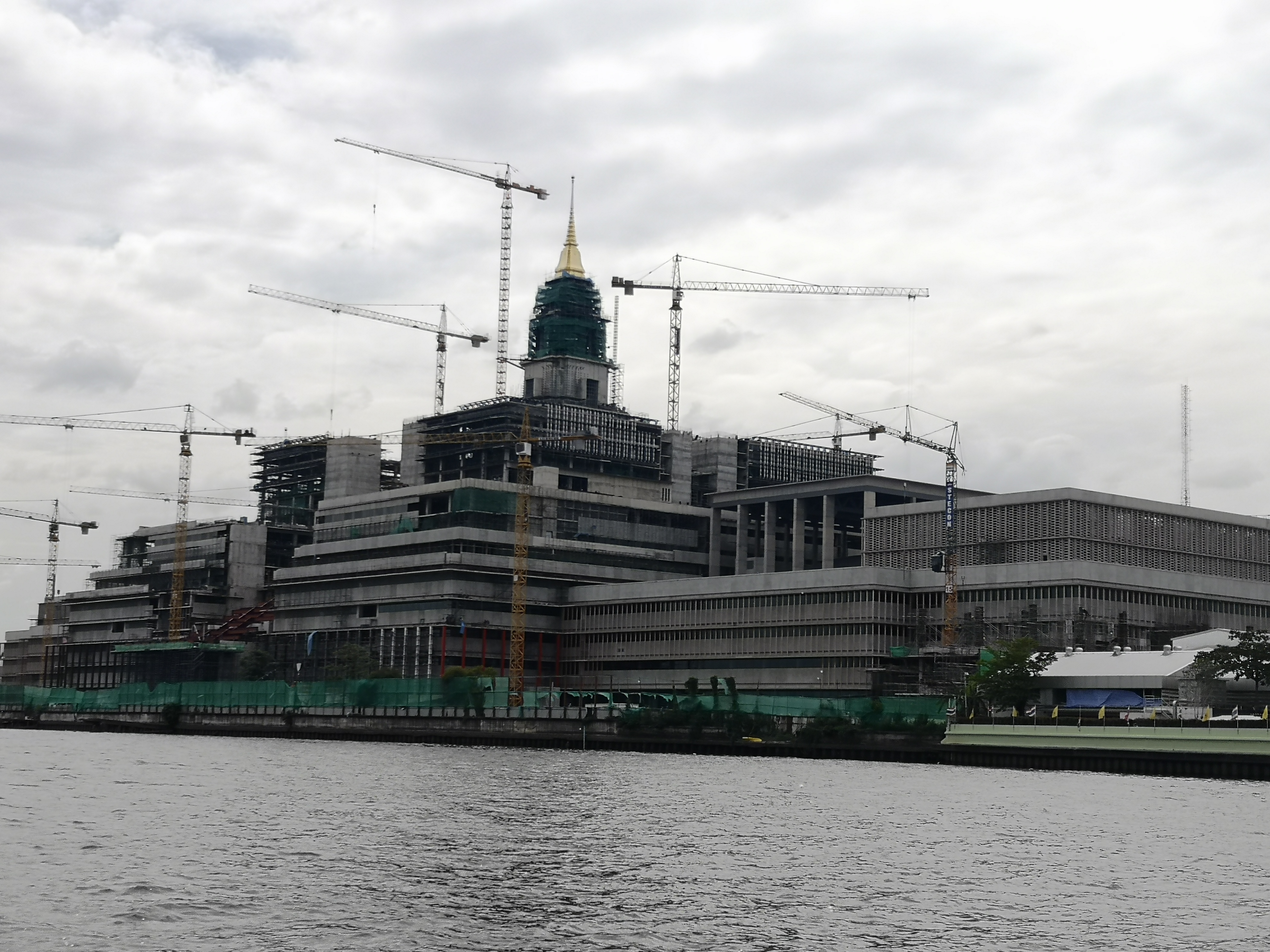
صورة لبرلمان تايلاند.

المجلس الوطني في تايلاند هو برلمان ذو غرفتين تشريعيتين، ويُسمى بالمحلية «راتاسافا» (รัฐสภา) ويتألف من مجلس النواب (สภาผู้แทน)، وعدد مقاعده 500 مقعد، ثم مجلس الشيوخ (วุฒิสภา)، وعدد أعضائه 150. يُنتخب أعضاء الغرفتين عن طريق الاقتراع العام، ويشغل كل نائب من مجلس النواب مقعده لمدة أربع سنوات، فيما تدوم عهدة أعضاء مجلس الشيوخ ست سنوات. المحكمة العليا هي أعلى هيئة قضائية في البلاد، ويَقوم الملك بتعيين قضاتها.

### دستور1997
عرفت البلاد التايلاندية تاريخياً أزمات متباعدة ومتتالية من الصراعات الداخلية وعدم الاسقرار ابتداءً من العام 1997، عندما صِيغ الدستور التايلاندي من قبل المنتخبين وعُدِّلَ بشكل كامل من قبل المجلس البرلماني وأطلقت تسمية دستور الشعب عليه. واقتضى التعديل أن يَكون البرلمان التايلاندي من مجلسين هما مجلس النواب بـ500 مقعد ومجلس الشيوخ بـ200 مقعد، وانتُخب بذلك - للمرة الأولى في تاريخ تايلاند - المجلسان باقتراع مباشر، ولاقت هذه الخطوة اعتراف الكثير من مؤسسات حقوق الإنسان. وقد عمل مجلس عام 1997 لمدة أربع سنوات، بينما عملَ مجلس الشيوخ لمدة 6 سنوات، وينصُّ الدستور على أن ضمن صلاحيات المجلسين إنشاء المحكمة الدستورية وولاية القضاء علي الدستور والمراسيم التشريعية والملكية والمسائل السياسية وكذلك الموافقة على المعاهدات وإعلان الحرب على دولة ما. دُعيَ لانتخابات جديدة في العام 2001 معَ أول انتخابات في ظل دستور عام 1997 والانتخابات الأكثر انفتاحاً وخلواً من الفساد الانتخابي في التاريخ السياسي التايلاندي. كانت الحكومة التي فازت في انتخابات العام 2001 هيَ أول حكومة في التاريخ التايلاندي تُتم دورتها البالغ طولها أربع سنوات بأكملها. وبعدَ ذلك دُعيَ إلى انتخابات أخرى في عام 2005، وتميزت انتخابات العام 2005 بالفساد وشراء الأصوات والعُنف الانتخابي، حتى أن مؤسسة «بول ووتش» - التي راقبت الانتخابات التايلاندية - قالت أن شراء الأصوات وتحديداً في شمال تايلاند وشمال شرقها كان في تلك السنة أكثر انتشاراً واستفحالاً مما كان عليه في انتخابات 2001.

### انقلاب عام2006

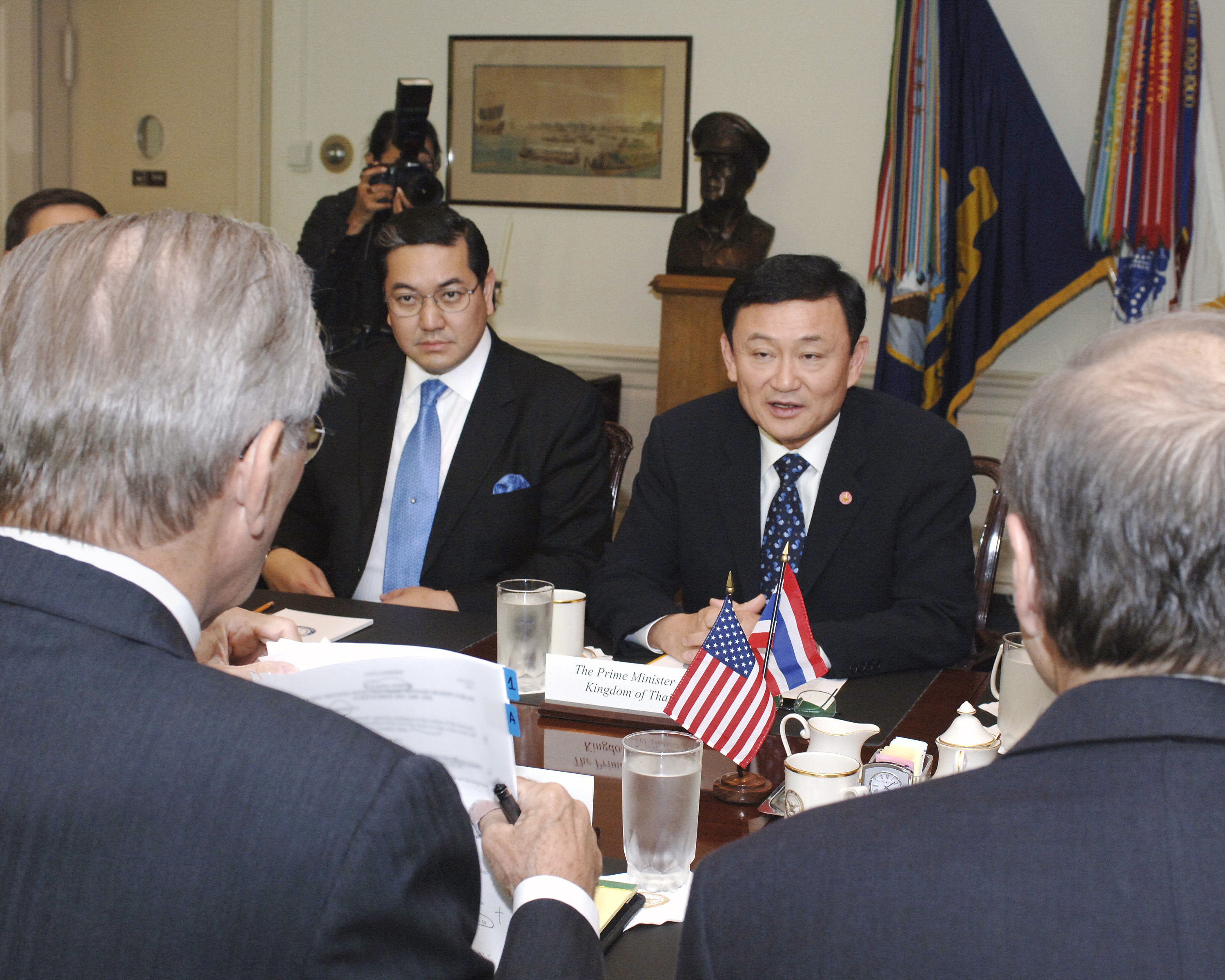
رئيس الوزراء التايلاندي السابق تاكسين شيناواترا في اجتماع في البيت الأبيض مع وزير الدفاع الأمريكي دونالد رامسفيلد في يوم 19 سبتمبر 2005.

في يوم 19 سبتمبر 2005 أطاحَ المجلس العسكري بالحكومة المنتخبة وفقاً لانتخابات العام 2005 والتي كانت برئاسة تاكسين شيناواترا، وقد أسقط المجلس الحكومة دون مواجهة مقاومة تذكر، ثم استولى على السلطة في البلاد وألغى العمل في الدستور وحلَّ البرلمان والمحكمة الدستورية واعتقلَ عدداً من أعضاء الحكومة وأعلن قيام الأحكام العرفية، كما عيَّن المجلس العسكري أحد مستشاري الملك (الجنرال «سورايود») رئيساً للوزراء وأعادَ صياغة الدستور وعيَّن هيئة تشريعية تضمُّ 250 عضواً، مما أثارَ سخطاً واسعاً علي اللجنة، إذ أسماها البعض «غرفة الضباط» بينما ادَّعى آخرون أنها تفتقر إلى ممثلين عن الغالبية الشعبية في تايلاند، وخصوصاً الفقراء.
انتهت اللجنة بعدَ فترة من وضع دستور مؤقت يَسمح لرئيس المجلس العسكري بتنحية رئيس الوزراء في أي وقت، وتم إقرار الدستور الدائم في 24 أغسطس 2007، ثمَّ ألغيت الأحكام العرفية جزئياً في يناير 2007، كما رُفعَ الحظر المفروض على الأنشطة السياسية في يوليو 2007. وفي نفس الشهر (يوليو/2007) أمرت لجنة مشكلة من قبل المجلس العسكري بنوك تايلاند بتجميد حسابات رئيس الوزراء السابق تاكسين شيناواترا متهمة إياه بجمْع ثروة غير عادية منذ أن أصبحَ رئيساً للوزراء في انتخابات عام 2001, ومن ثم وُوفق على دستورٍ جديدٍ في استفتاء أجريَ في 19 أغسطس 2007، مما أدَّى إلى عودة الحياة الديمقراطية عبرَ انتخابات عامة في يوم 23 ديسمبر 2007. وأسفرت هذه الانتخابات عن فوز زعيم حزب الشعب ساماك سوندارافيج، وحزب الشعب هو نفس الحزب الذي سيطرَ على الحكومة التايلاندية والبرلمان التايلاندي خلال الفترة من 2001 إلى 2006 بقيادة رئيس الوزراء المخلوع تاكسين شيناواترا. وتزعم ساماك سوندارافيج - حليف تاكسين شيناواترا - ائتلافاً من ستة أحزاب تمكن من الحصول على ثلثي مقاعد البرلمان وانتُخبَ رئيساً للوزراء بأغلبية تتجاوز الـ241 صوتاً التي يحتاجها المرشح لتولي المنصب، وألحق بذلك الهزيمة بمنافسه زعيم الحزب الديمقراطي المعارض أبهيسيت فيجاجيفا.

### الأزمة السياسية2008–2010

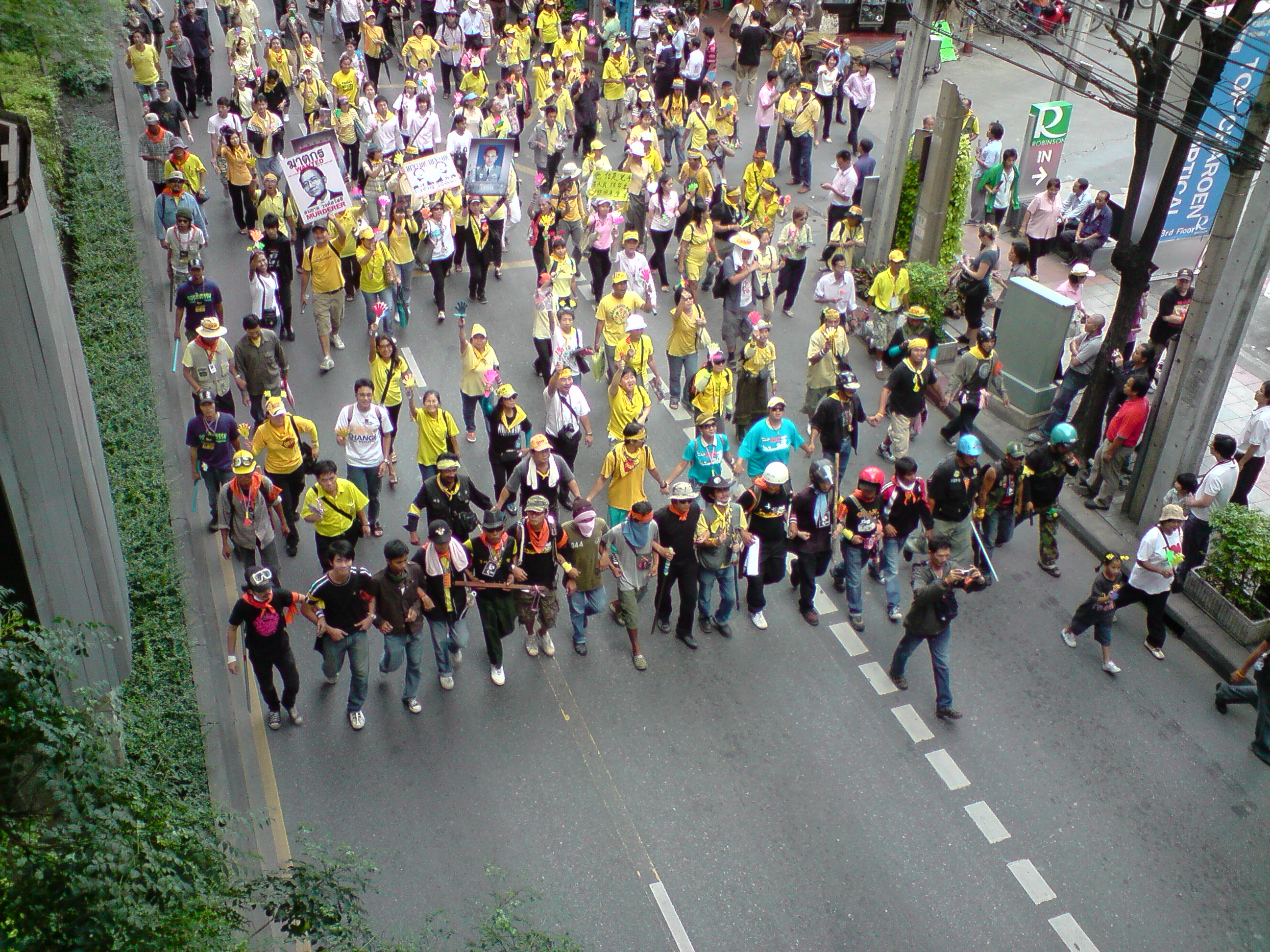
حركة القمصان الصفر الداعمة للحزب الديمقراطي في احتجاجات في أحد شوارع العاصمة بانكوك عام 2008 م.

استطاعَ رئيس الوزراء التايلاندي ساماك سوندارافيج تشكيل الحكومة بائتلاف من ستة أحزاب، ولاقى ساماك منافسة قوية من طرف أعدائه السياسيين، لكنه استطاع أن يفلت من طرح الثقة في البرلمان التايلاندي واستطاع معارضوه في المُقابل اللجوء إلى المحكمة الدستورية ورفع القضايا عليه بسبب تلقيه أموالاً من شركة إنتاج خاصة ليكون شيفاً في برنامج لطهي الطعام.
وأثناء بداية الاحتقان السياسي وتحديداً في أيلول/سبتمبر 2008 ظهرت مجموعة «تحالف الشعب من أجل الديمقراطية» ذات القمصان الصفر في الشوارع وشلت الحركة في العاصمة التايلاندية بانكوك ومطار بانكوك الدولي وكذلك اعتصمت أمام مقر الحكومة من دون مغادرة، ووصلت حدَّتُها إلى ذروتها عندما اقتحمَ المتظاهرون مبنى قناة تلفزيونية رسمية والمقر الرسمي لرئاسة الحكومة، ونجحت المعارضة في إقصاء ساماك سوندارافيج بعد أن أرغمته المحكمة الدستورية على الاستقالة بسبب إقراره بالذنب لقبوله أموالاً من شركة خاصة تُنتِج برامجه التلفزيونية عن فن الطبخ. صادقَ البرلمان على الاستقالة وعُيِّن سومتشاي وونجساوات كرئيس للوزراء بالإنابة، لكن مجموعة القمصان الصفر لم تُعجب برئيس الوزراء الجديد، فاستمرت في مظاهراتها المطالبة بإجراء انتخابات برلمانية جديدة. وفي 2 سبتمبر 2008 أصدرت لجنة الانتخابات في تايلاند قراراً بحلّ الحزب الحاكم في البلاد (حزب سلطة الشعب) بعدَ أن اتهمته بارتكاب تزويرٍ في الانتخابات الماضية. وفي 17 أيلول/سبتمبر 2008 استطاعَ الحزب الديمقراطي تشكيل الحكومة للمرة الأولى منذ عام 2001 وعيَّن أبهيسيت فيجاجيفا رئيساً للوزراء.

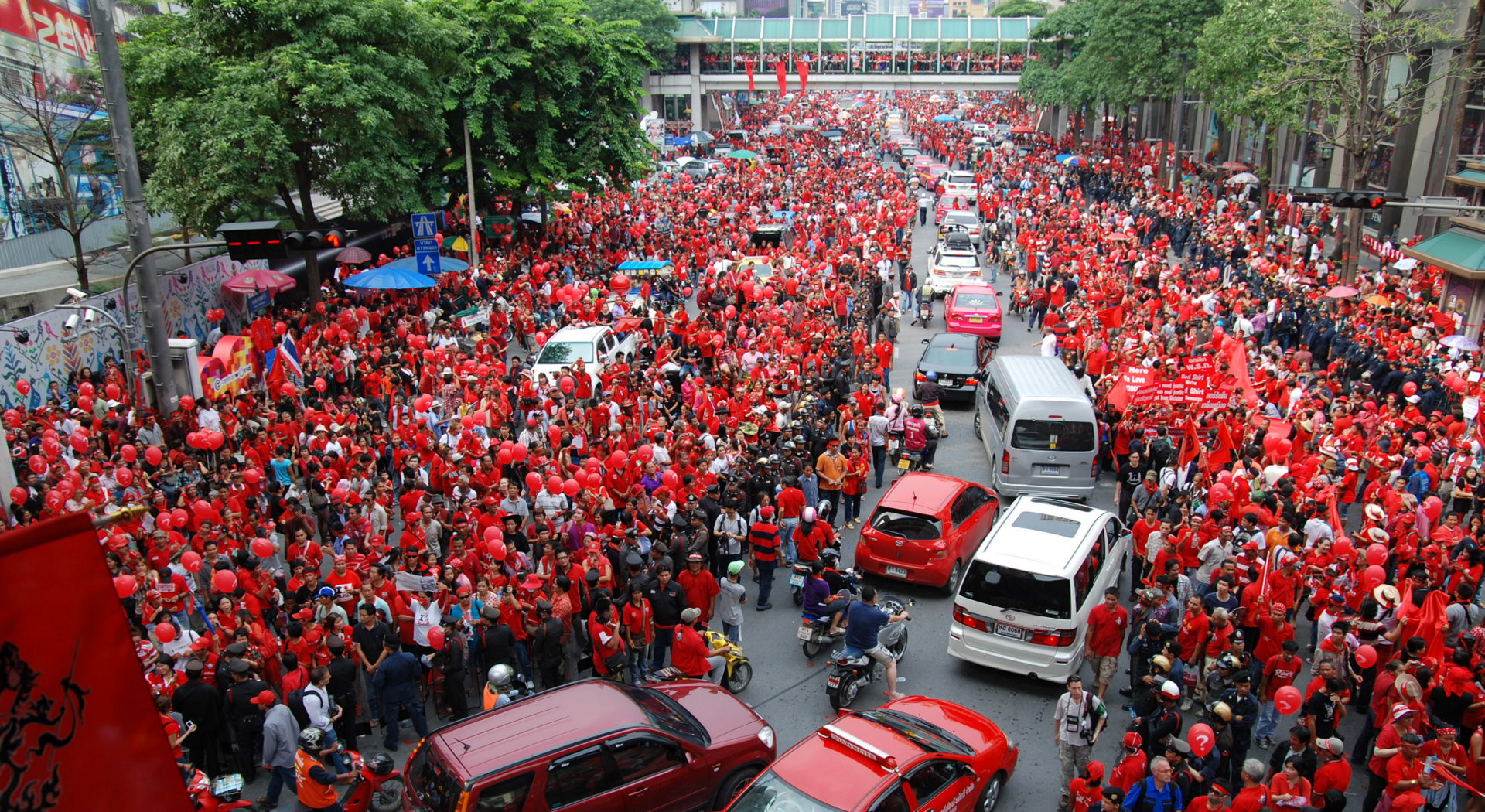
حركة القمصان الحمر الداعمة لحزب بويا تاي في احتجاجات في العاصمة بانكوك عام 2010 م.

بعد حل الحزب الحاكم السابق ونجاح الحزب الديمقراطي بالفوز برئاسة الوزراء، استطاعت المعارضة المعروفة بدعمها الكامل لرئيس الوزراء المخلوع ثاكسين شيناواترا الهارب خارج تايلاند والمسماة بـ«حركة القمصان الحمر» تشكيل حزب جديد (بعد حل حزبهم السابق)، وسُمِّيَ الحزب الجديد باسم حزب بويا تاي (พรรคเพื่อไทย «من أجل التايلانديين») واستمرت المعارضة بالعمل على التسويق للحزب والتصعيد في الاحتجاجات على حد سواء. وفي نيسان/أبريل 2010 أسفرت احتجاجاتٌ عنيفة نظمتها حركة المعارضة المسماة بالقمصان الحمر في العاصمة بانكوك عن مقتل 87 شخصاً (معظمهم من المدنيين وبعضهم من العسكرين) وجرح 1,378 آخرين. وفي 10 نيسان/أبريل 2010 حاولَ الجيش التايلاندي تفريق المتظاهرين، واستخدمَ الأسلحة الآلية بالإضافة إلى القنابل اليدوية والغاز المسيل للدموع والقنابل الحارقة، مما أدى إلى رد القمصان الحمر بالاشتباك معَ الجيش، وتطوَّر الوضع نتيجة لذلك إلى تبادل إطلاق نار بين الطرفين. وقد اتهمت الحكومة التايلاندية لاحقاً رئيس الحزب الديمقراطي أبهيسيت فيجاجيفا وحركة القمصان الحمر المعارضة بإطلاق النار والقنابل اليدوية ضد المسيرات الداعمة للحكومة وإحراق منازل مسؤولين حكوميين.

### انتخابات 2011
في تموز/يوليو 2011 حقق حزب بويا تاي فوزاً ساحقاً في الانتخابات البرلمانية التايلاندية متفوقاً على الحزب الديمقراطي حاصلاً على 263 مقعداً من أصل 500 مقعد، بينما حصلَ الحزب الديمقراطي على 161 مقعدا. استطاعت زعيمة حزب بويا تاي السيدة ينغلوك شيناواترا (الشقيقة الصغرى لرئيس الوزراء السابق ثاكسين شيناواترا) نيل منصب رئيس الوزراء بعد أن صادقَ البرلمان على تعيينها بكسب أصوات 296 عضواً معها مقابل 3 أصوات ضدها وامتناع 197 نائباً عن التصويت. وبذلك تعدّ ينغلوك أول امرأة تَفوزُ بمنصب رئيس وزراء تايلاند.

### القوات المسلحة

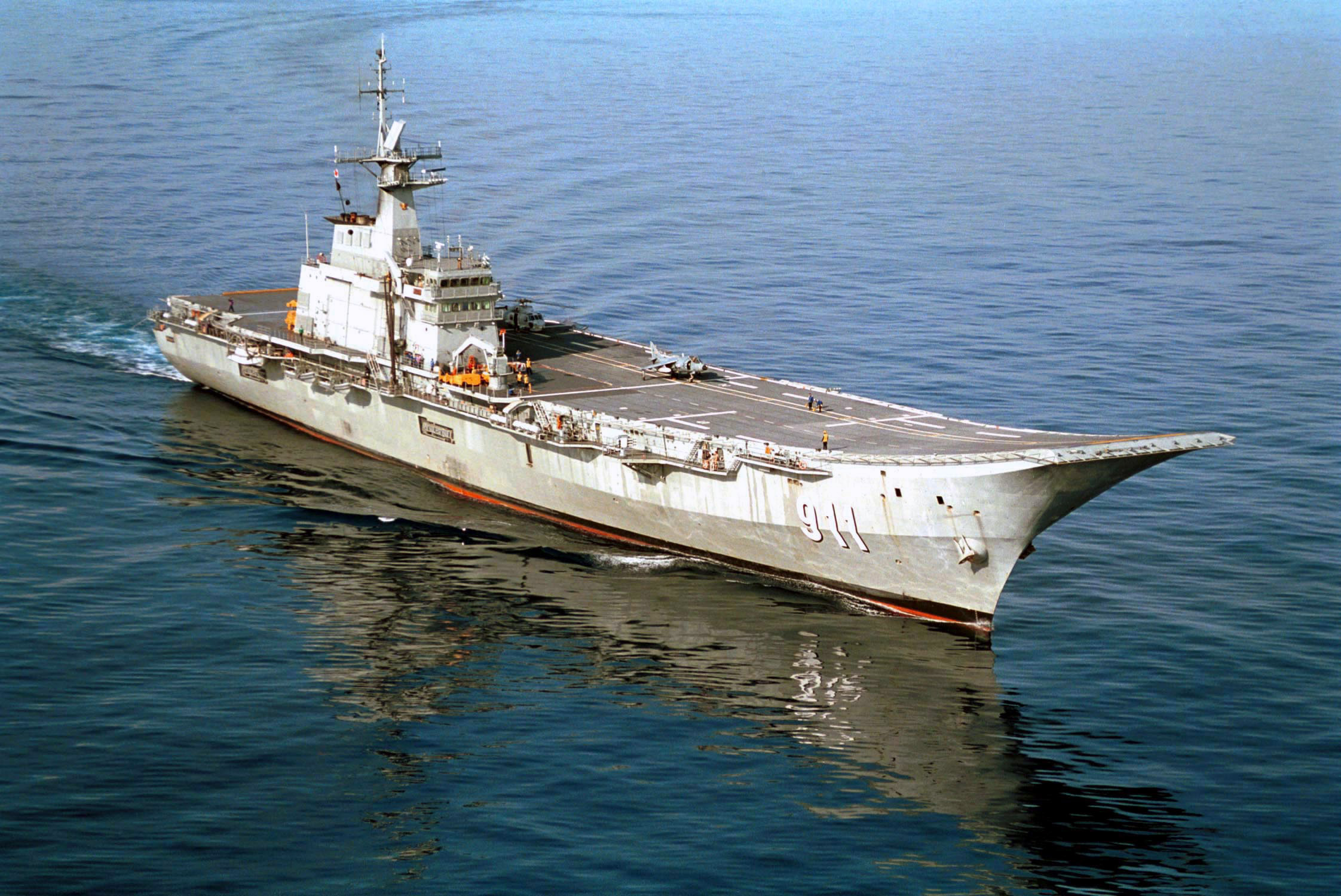
حاملة الطائرات التايلاندية تشاكري دينستي التابعة للبحرية الملكية التايلاندية.

القوات الملكية التايلاندية المسلحة (กองทัพไทย) هي المؤسسة العسكرية لمملكة تايلاند، وهي تتألف من الفروع التالية:
- الجيش الملكي التايلاندي (กองทัพบกไทย).
- البحرية الملكية التايلاندية (กองทัพเรือไทย, ราชนาวีไทย).
- سلاح الجو الملكي التايلاندي (กองทัพอากาศไทย).

يَبلغ عدد جنود القوات المسلحة الملكية التايلاندية 306000 فرد في الخدمة الفعلية و 245000 فرد احتياطي نشط، والقائد الأعلى للقوات المسلحة هو الملك فاجيرالونغكورن. أما القيادة التي تشرف على القوات المسلحة التايلاندية فهي وزارة الدفاع التايلاندية التي يترأسها وزير الدفاع (وهو عضو بمجلس الوزراء التايلاندي)، أما القيادة الميدانية فهي لرئاسة الأركان.
تحتفل القوات المسلحة الملكية التايلاندية في 18 كانون الثاني/يناير من كل عام بذكرى انتصار الملك «ناريسوان الكبير» في معركة ضد بورما عام 1593.

## التقسيمات الإدارية

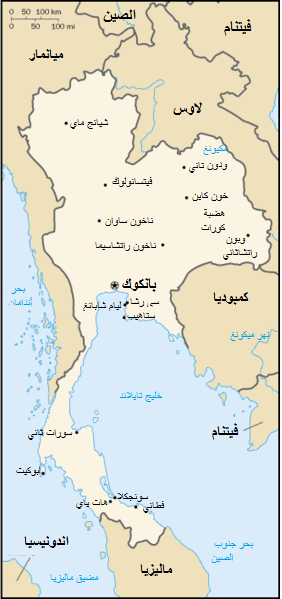
خريطة تايلاند

تنقسم تايلاند حالياً إلى 75 محافظة وتتجمع في خمس مجموعات. تنقسم كل محافظة بدورها إلى أحياء، العاصمة بانكوك ليست محافظة إنما هي منطقة إدارية خاصة بالإضافة إلى مدينة باتايا.

### الشمال
- تشيانغ مي
- تشيانغ ري
- كامفاينغ فيت
- لامبانغ
- لامفون
- ماي هونغ سون
- ناخون ساوان
- نان
- فاياو
- فيتشابون
- فيتشيت
- فيتسانولوك
- فراي
- سوكوتاي
- تاك
- يوثاي ثاني
- أوتاراديت

### الشرق
تشانثابوري - تشونبوري - رايونغ - ترات - سا كايو - براشينبوري - شاشوينجساو

### الجنوب
تشومفون - كرابي - ناخون سي تاممارات - ناراتيوات - فطاني - فانغ نغا - فاتالونغ - بوكيت - رانونغ - ساتون - سونغكلا - سورات ثاني - ترانغ - يالا

### المنطقة الشمالية الشرقية
أمنات تشاروين - بوريرام - تشايافوم - كالاسين - خون كاين - لويي - ماها ساراخام - موكداهان - ناخون فانوم - ناخون راتشاسيما - نونغبوا لامفو - نونغ خاي - روي إت - ساكون ناخون - سي سا كت - سورين - وبون راتشاثاني - ودون تاني - ياسوثون

### الوسط
أنغ ثونغ - فرا ناخون سي أيوتثايا - بانكوك - تشاينات - كانتشانابوري - لوبوري - ناخون نايوك - ناخون باتوم - نونثابوري - باثوم ثاني - براتشينبوري - براتشواب خيري خان - راتشابوري - ساموت براكان - ساموت ساخون - ساموت سونغخرام - سارابوري - سنغ بوري - سوفانبوري

### المدن والجزر

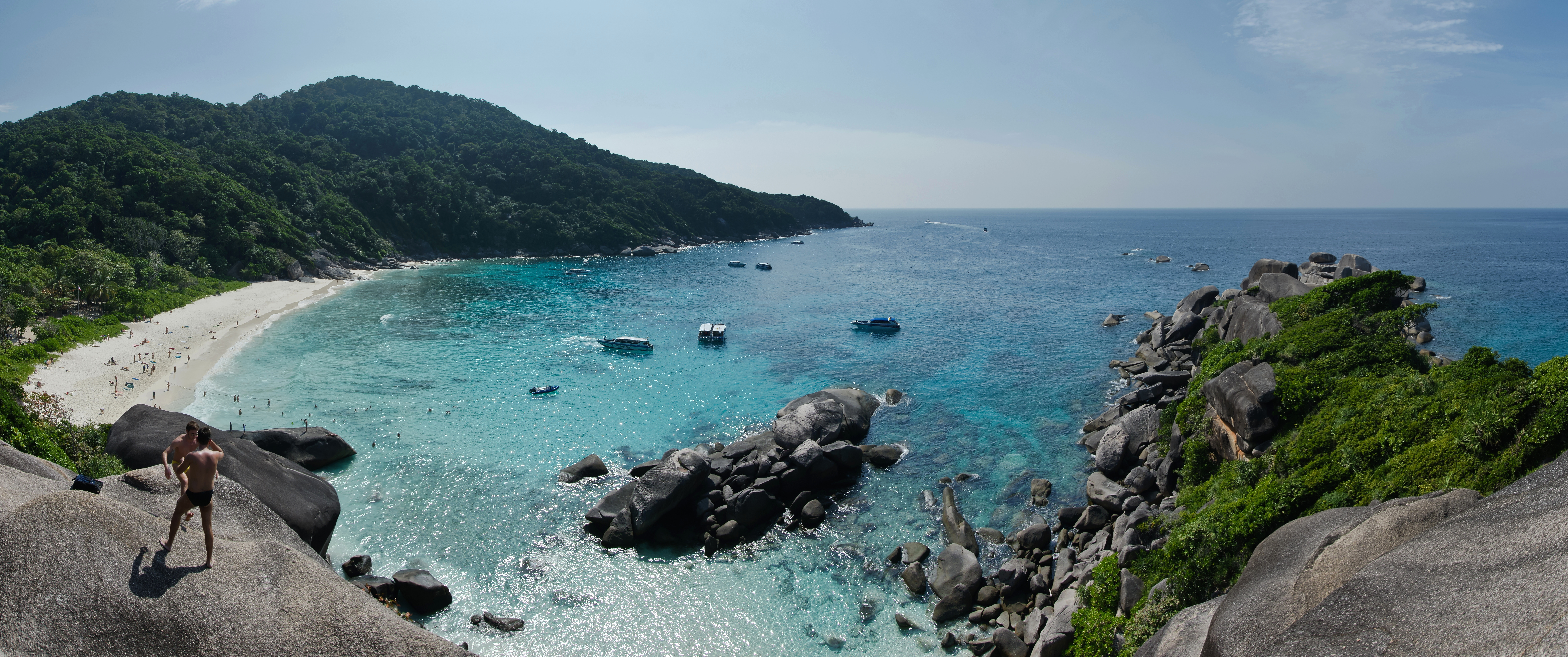
منظرا من جزر سميلان

جدول يوضح أهم جزر تايلاند
| الاسم          | بالتايلاندية | بالإنكليزية     | المحافظة     | احداثيات                                   |
| -------------- | ------------ | --------------- | ------------ | ------------------------------------------ |
| كوه تشانغ      | เกาะช้าง      | Ko Chang        | ترات         | 12°04′N 102°20′E / 12.06°N 102.33°E        |
| جزيرة كيت      | เกาะกูด       | Ko Kut          | ترات         | 11°40′N 102°34′E / 11.66°N 102.57°E        |
| جزيرة كوه سميت | เกาะเสม็ด     | Ko Samet        | رايونغ       | 12°33′54″N 101°27′00″E / 12.565°N 101.45°E |
| كوه ساموي      | เกาะสมุย      | Ko Samui        | سورات ثاني   | 9°30′N 100°00′E / 9.50°N 100.00°E          |
| جزيرة بوكيت    | ภูเก็ต         | Phuket          | محافظة بوكيت | 7°58′N 98°20′E / 7.967°N 98.333°E          |
| جزر سميلان     | เกาะสิมิลัน     | Similan Islands | رايونغ       | 8°39′N 97°39′E / 8.65°N 97.65°E            |
| كو في في لي    | เกาะพีพีเล     | Ko Phi Phi Lee  | كرابي        | 7°40′48″N 98°46′05″E / 7.68°N 98.768°E     |
| جزيرة في في    | เกาะพีพีดอน    | Ko Phi Phi Don  | كرابي        | 7°44′28″N 98°46′48″E / 7.741°N 98.780°E    |
| كو تابو        | เกาะตะปู      | Ko Tapu         | فانغ نغا     | 6°35′N 99°38′E / 6.583°N 99.633°E          |

## الجغرافيا

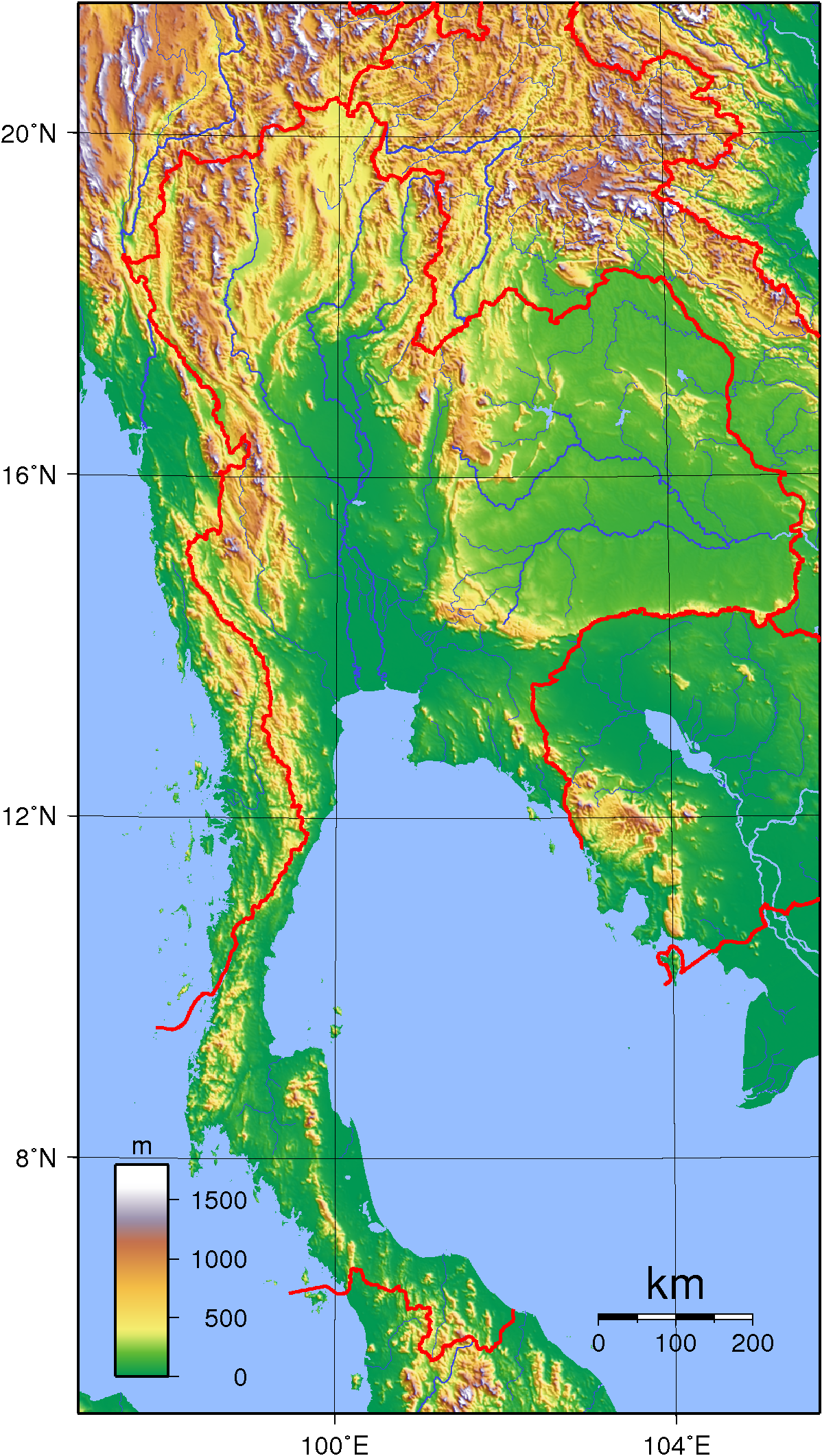
خريطة طبوغرافية لمملكة تايلاند.

تبلغ مساحة تايلاند 513,115 كم²، تضمُّ تايلاند العديد من المناطق ذات التضاريس المتباينة، وقد اعتمدت تقسيماتها الإدارية تبعاً لذلك. تغلب التضاريس الجبلية على شمال البلاد، وتتواجد فيه أعلى قمة في البلاد: «دوى إن تانون» التي يَبلغ ارتفاعها 2,565 متراً. تقع أيضاً «هضبة كورات» في شمالي شرق البلاد، ويحدُّها من الشرق «نهر ميكونغ». يمتد وادي «تشاو فرايا» عبرَ وسط البلاد، ويواصل مجراه إلى أن يصب في خليج تايلاند. يقع في الجنوب مضيق «كرا إيستموس» والذي يطل على شبه الجزيرة الماليزية، وتنقسم هذه الأرض إلى 4 أقسام:
- الجبال الشمالية.
- هضبة كورات.
- السهل الأوسط.
- شبه الجزيرة الجنوبية.

### الجبال الشمالية
تحتل هذه الجبال الشمال الغربي من تايلاند وتمتد على طول حدودها الغربية حتى شبه جزيرة الملايو، وتضم هذه الجبال «جبل أنثانون» وهو أعلى قمة في البلاد، إذ يَبلغ ارتفاعه 2,595 مترًا فوق مستوى سطح البحر. وتجري العديد من الأنهار من الجبال نحو خليج تايلاند، مُرسِّبة الطمي والرمال على ضفافها، وتُوجد في المنطقة أيضا ترسبات من النحاس والحديد والرصاص.

### هضبة كورات
تُعرَف الهضبة باسم إسان أيضاً وهيَ تقع في شمال تايلاند الشرقي، وتمثل 30% من إجمالي مساحة اليابسة في تايلاند، وتُعدّ من أكثر المناطق المأهولة بالسكان. وتحدّ هذه الهضبة الجبال من ناحية الجنوب والغرب ونهر ميكونغ من ناحيتي الشمال والشرق. وللهضبة تربة رملية تحتفظ بالقليل من الرطوبة، وتجلب أنهار الميكونغ والكاي والمون فيها المياه اللازمة للري. ويُعدّ الأرز المحصول الرئيسي في المنطقة.

### السهل الأوسط
يمتد السهل الأوسط بين التلال السفحية للجبال الشمالية وخليج تايلاند، ويُساعد وجود التربة الخصبة في هذه المنطقة المزارعين على زراعة الأرز بكميَّات أكثر مما يُزرع في أي منطقة أخرى بتايلاند. وتلتقي في شمالي السهل أربعة أنهار هي نان ويتق ووانغ ويم؛ لتكوِّنَ ما يُعرف بنهر تشاو فرايا، وهو وسيلة النَّقل الرئيسية في البلاد.

### شبه الجزيرة الجنوبية
شبه الجزيرة الجنوبية هيَ جزء من شبه جزيرة الملايو، ويتكون أغلبها من الغابات وبعض الجبال والتلال، وتحوي العديد من الأنهار الصغيرة بين الوديان لتصب في السهول الساحلية. وتقتسم تايلاند وبورما شبه جزيرة الملايو في الجزء الشمالي لهذا الإقليم، وتُوجد شريحة ضيقة من اليابسة تابعة لتايلاند في هذه المنطقة. أما الجزء الجنوبي للإقليم فيَحتلُّ كل عرض شبه جزيرة الملايو، وتمتاز التربة بالخصوبة في هذه المنطقة الجبلية، حيث تنمو أشجار المطاط، بالإضافة إلى وجود ترسبات كبيرة من القصدير.

### الثروة الحيوانية
تُوجد حيوانات عديدة في غابات تايلاند ومناطق الأدغال، مثل الخنازير البرية والتماسيح والغزلان والنمور، بالإضافة إلى بعض الثعابين السامة مثل الكوبرا. وقد كانت تعيش العديد من الأفيال في تايلاند، ولكنها استؤنست واستخدمت في حمل الأثقال.

### كوارث الطبيعية
في يوم 26 ديسمبر 2004م وفي أعقاب حدوث هزة أرضية كبيرة في المحيط الهندي، اجتاحت موجة تسونامي بلغ ارتفاعها عشرة (10) أمتار السواحل الغربية للبلاد، وأحصت الحكومة التايلاندية ما لا يقل عن 5,000 ضحية، نصفهم من السياح الأجانب.

### الحدود
تملك تايلاند حدوداً برية معَ أربع دول، ويبلغ طول هذه الحدود بالمجمل 4,863 كم، بينما تُطل تايلاند بحرياً على خليج تايلاند وبحر أندامان، ويبلغ طول شريطها الساحلي 3,219 كم.

### الأنهار

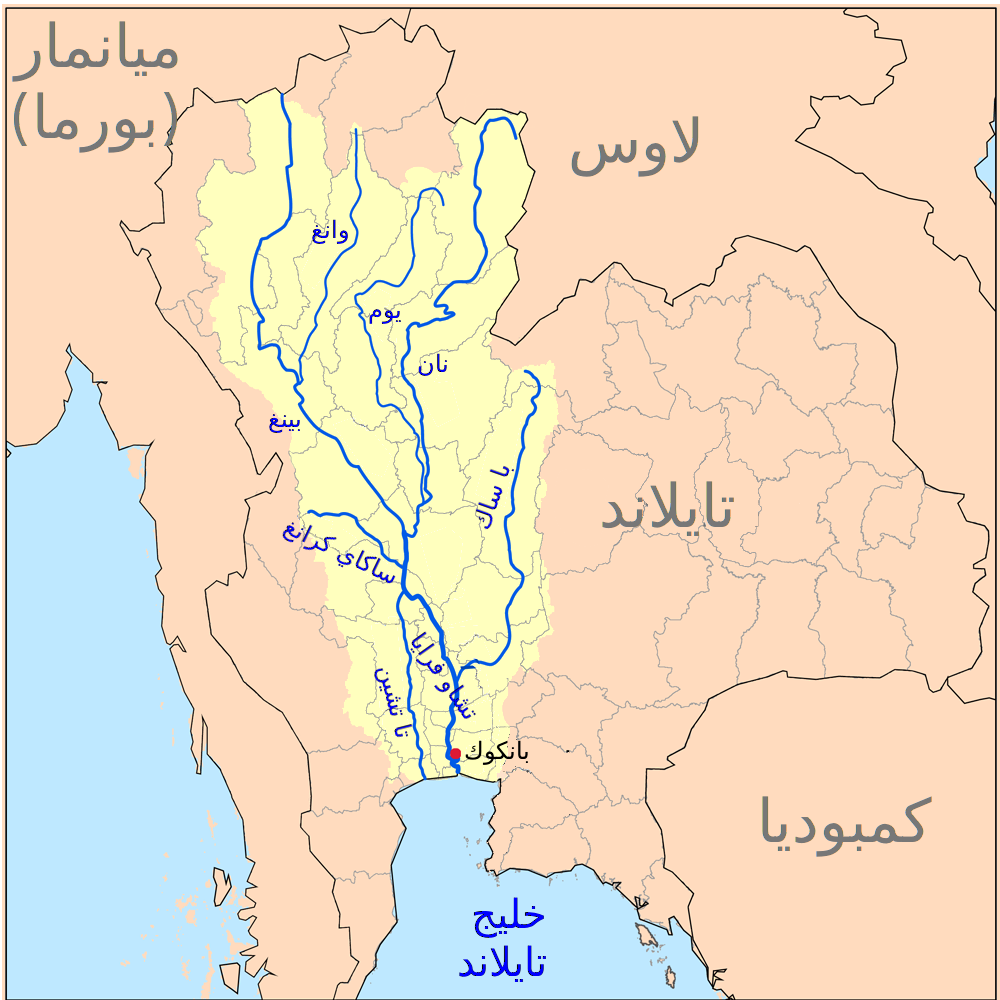
مجري نهر تشاو فرايا في تايلاند.

تتميز تايلاند بوجود شبكات واسعة من الأنهار فيها، بينها نهران رئيسيَّان، هما نهرا تشاو فرايا وميكونغ، وهما يُعتبران معاً الداعم الرئيسي للاقتصاد الزراعي في تايلاند.

#### نهر تشاو فرايا
تشاو فرايا (إنكليزية: Chao Phraya River) هو النظام النهري الرئيسي في تايلاند، وهو يُعتبر نهراً رئيسياً في البلاد إذ يلتقي في وسط تايلاند معَ نهري بينغ ونان في ناخون صوان، ثم يتدفق من الشمال إلى الجنوب.

#### نهر ميكونغ
يُعتبر نهر ميكونغ (إنكليزية: Mekong River) واحداً من أكبر الأنهار في العالم، وهو يصب في بحر الصين الجنوبي ويمتد عبر حدود تايلاند الشمالية، ويتميَّز النهر بأنه علامة من علامات الحدود التايلاندية، حيث يفصل تايلاند عن لاوس.

#### المناخ

خريطة تصنيف كوبن للمناخ في تايلاند

المناخ في تايلاند من النوع المداري الحار، وعموماً تُوجد في البلاد ثلاثة فصول: ربيع حار وصيف ممطر حار وشتاء قليل البرد. تصل درجات الحرارة بالمتوسط في بانكوك إلى 17°م في شهر يناير و37°م في مايو. أما في الجبال الشمالية فتنخفض درجة الحرارة، حيث تصل إلى الصفر المئوي في يناير و32°م في مايو.
وتهب الرياح الموسمية الجنوبية الغربية في الفترة ما بين شهري مايو وأكتوبر، حيث تتسبب في هُطول الأمطار في جميع أنحاء تايلاند. أما الفترة ما بين شهري ديسمبر وفبراير فتهب فيها الرياح الموسمية الشمالية الشرقية مسببة سقوط الأمطار في شبه الجزيرة الجنوبية فقط، إذ يصل معدل الأمطار هناك إلى 255 سم في السنة، أما معدل الأمطار في بانكوك فيصل إلى 140 سم في السنة.
| البيانات المناخية لـبانكوك (1961-1990) | البيانات المناخية لـبانكوك (1961-1990) | البيانات المناخية لـبانكوك (1961-1990) | البيانات المناخية لـبانكوك (1961-1990) | البيانات المناخية لـبانكوك (1961-1990) | البيانات المناخية لـبانكوك (1961-1990) | البيانات المناخية لـبانكوك (1961-1990) | البيانات المناخية لـبانكوك (1961-1990) | البيانات المناخية لـبانكوك (1961-1990) | البيانات المناخية لـبانكوك (1961-1990) | البيانات المناخية لـبانكوك (1961-1990) | البيانات المناخية لـبانكوك (1961-1990) | البيانات المناخية لـبانكوك (1961-1990) | البيانات المناخية لـبانكوك (1961-1990) |
| الشهر                                  | يناير                                  | فبراير                                 | مارس                                   | أبريل                                  | مايو                                   | يونيو                                  | يوليو                                  | أغسطس                                  | سبتمبر                                 | أكتوبر                                 | نوفمبر                                 | ديسمبر                                 | المعدل السنوي                          |
| -------------------------------------- | -------------------------------------- | -------------------------------------- | -------------------------------------- | -------------------------------------- | -------------------------------------- | -------------------------------------- | -------------------------------------- | -------------------------------------- | -------------------------------------- | -------------------------------------- | -------------------------------------- | -------------------------------------- | -------------------------------------- |
| متوسط درجة الحرارة الكبرى °م           | 32                                     | 32.7                                   | 33.7                                   | 34.9                                   | 34                                     | 33.1                                   | 32.7                                   | 32.5                                   | 32.3                                   | 32                                     | 31.6                                   | 31.3                                   | 32.7                                   |
| متوسط درجة الحرارة الصغرى °م           | 21                                     | 23.3                                   | 24.9                                   | 26.1                                   | 25.6                                   | 25.4                                   | 25                                     | 24.9                                   | 24.6                                   | 24.3                                   | 23.1                                   | 20.8                                   | 24.1                                   |
| الهطول سم                              | 1                                      | 3                                      | 3                                      | 6                                      | 16                                     | 16                                     | 18                                     | 20                                     | 21                                     | 17                                     | 6                                      | 1                                      | 128                                    |
| متوسط درجة الحرارة الكبرى °ف           | 90                                     | 90.9                                   | 92.7                                   | 94.8                                   | 93                                     | 91.6                                   | 90.9                                   | 90.5                                   | 90.1                                   | 90                                     | 88.9                                   | 88.3                                   | 91.0                                   |
| متوسط درجة الحرارة الصغرى °ف           | 70                                     | 73.9                                   | 76.8                                   | 79.0                                   | 78.1                                   | 77.7                                   | 77                                     | 76.8                                   | 76.3                                   | 75.7                                   | 73.6                                   | 69.4                                   | 75.4                                   |
| الهطول إنش                             | 0.4                                    | 1.2                                    | 1.2                                    | 2.4                                    | 6.3                                    | 6.3                                    | 7.1                                    | 7.9                                    | 8.3                                    | 6.7                                    | 2.4                                    | 0.4                                    | 50.6                                   |
| المصدر:                                |                                        |                                        |                                        |                                        |                                        |                                        |                                        |                                        |                                        |                                        |                                        |                                        |                                        |

## النقل والاتصالات

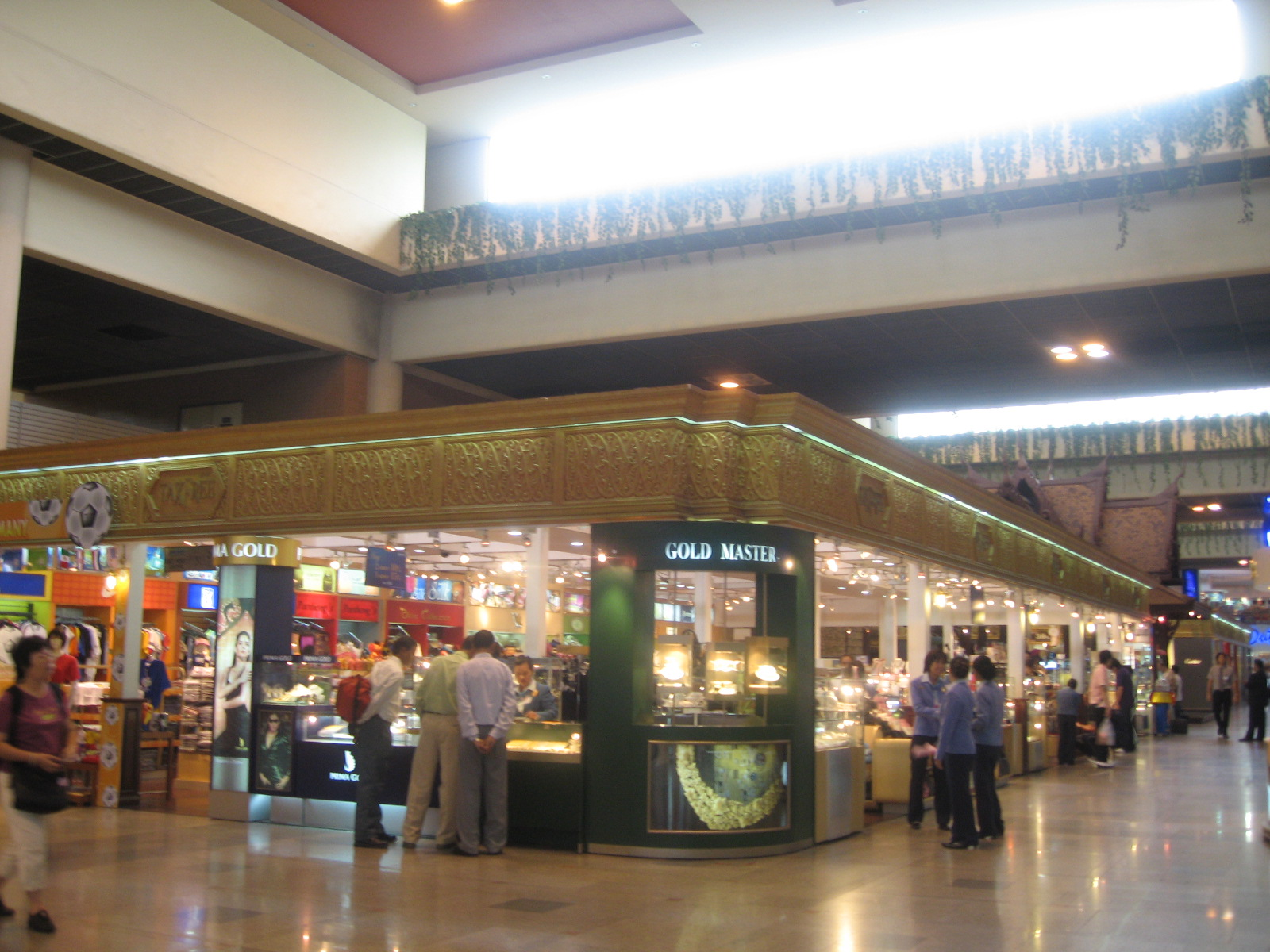
مركز التسوق في مطار دون موينغ.

### المطارات
تنقسم تايلاند إلى 75 محافظة يخدمها اليوم ما يقارب 11 مطارًا دوليًا وأكثر من 50 مطارًا داخليًا. يَعود تاريخ المطارات في تايلاند إلى يوم 27 مارس 1914 عندما افتُتحَ مطار دون موينغ في بانكوك كقاعدة عسكرية لسلاح الجو الملكي التايلاندي، وحُوِّلَ المطار في عام 1924 إلى مطار للرحلات التجارية، وظل المطار يخدم العاصمة التايلاندية بانكوك حتى عام 2006 عندما أغلق مطار دون موينغ وافتُتح مكانه مطار سوفارنابومي الدولي، وبعدَ عام من إغلاق المطار القديم أعيدَ افتتاحه ليخدم الرحلات الداخلية.

#### مطار سوانابوم الدولي

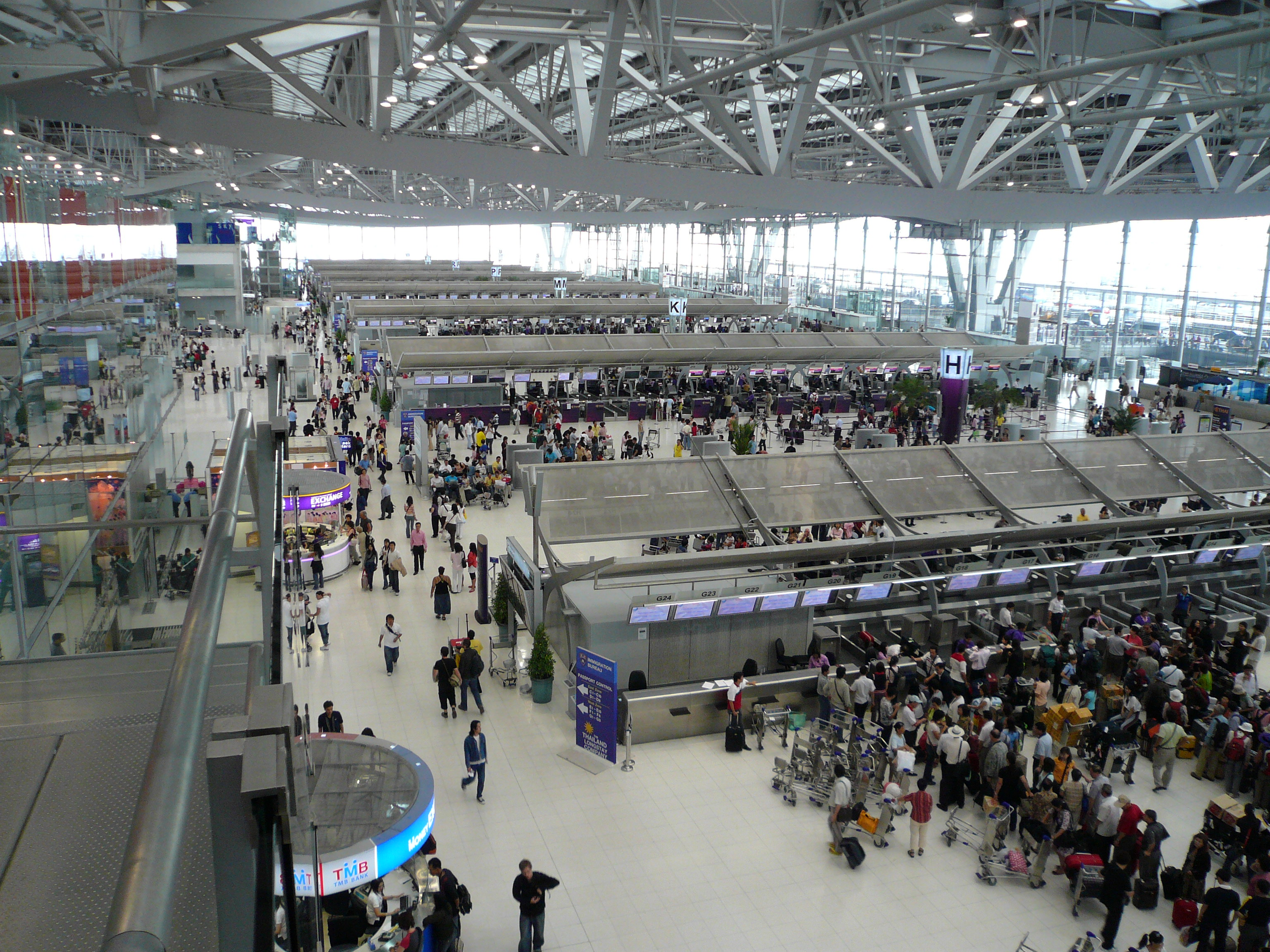
محطة الركاب في مطار سوفارنابومي الدولي.

هو المطار الدولي الرئيسي لتايلاند وللعاصمة بانكوك إذ يَبعد عن وسط العاصمة 25 كيلومترًا فقط، ويقع في محافظة ساموت براكان وتحديدًا في منطقة بانج فلي الواقعة شرق بانكوك، اسم المطار مطار سوانابوم الدولي ويُطلق عليه أيضًا مطار بانكوك الدولي الجديد، وهو يُعتبر المركز الرئيسي لعمليات الخطوط التايلاندية وطيران بانكوك.

### الطيران
سجلت الرحلات الدولية القادمة لمطارات تايلاند في عام 2010م عدد 215,650 رحلة طيران بواقع 107,989 رحلة قادمة/هبوط و 107,661 رحلة إقلاع (مغادرة) عبر جميع الشركات الدولية العاملة في تايلاند حيث نقلت 35,830,343 راكباً. سجلت الخطوط الداخلية 170,119 رحلة طيران داخلي بواقع 85,242 رحلة هبوط و 84,877 رحلة إقلاع عبر جميع شركات الطيران العاملة داخليا في تايلاند حيث نقلت عدد 57,425,084 راكباً في عام 2010م. صنف مطار سوفارنابومي الدولي في المركز الثامن عالميا بحسب حركة الركاب في عام 2010 م.

### القطارات

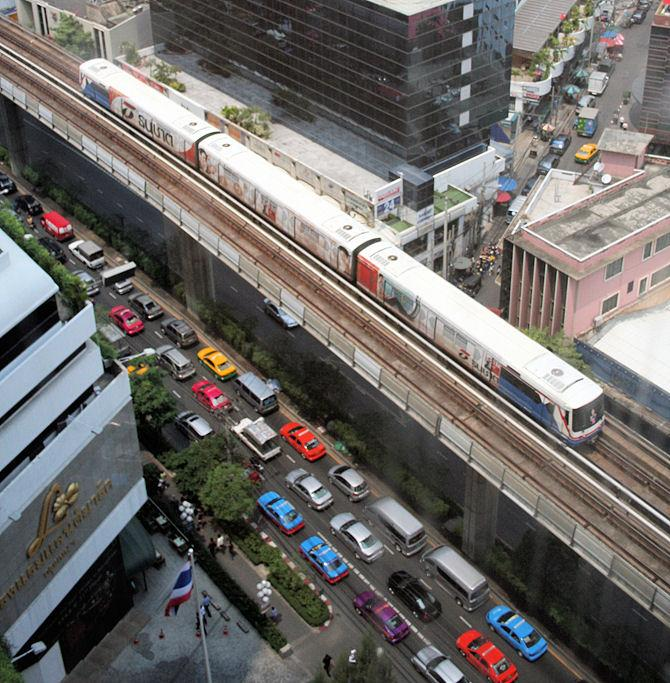
مترو بانكوك

تُعدّ تايلاند من أفضل الدول في جنوب شرقي آسيا من ناحية النَّقل، حيث يبلغ طول الشوارع المعبدة حوالي 39,000 كم، كما أنها تضم أكثر من 3,800 كم من خطوط السكك الحديدية. وتمثل الأنهار والقنوات أيضًا وسائل لنقل الرُّكاب والبضائع.

#### مترو بانكوك
بُدئ في بناء مترو أنفاق بانكوك في 19 تشرين الثاني/نوفمبر 1996 ليتم الانتهاء منه وافتتاح المترو في بانكوك في تاريخ 3 تموز/يوليو 2004، ليخدم اليوم أكثر من 200,000 راكب يوميًا عبرَ 18 محطة وبطول 21 كيلومترًا داخل العاصمة التايلاندية بانكوك.

#### القطار المعلق
افتُتحَ رسميًا نظام القطار المعلق في 5 ديسمبر 1999، وعلى الرغم من بدايته البطيئة والإقبال الضعيف عليه آنذاك، إلا أنه حقق اليوم قفزة جيدة في الاستخدام اليومي، حيث يبَلغ عدد مستخدميه يوميًا أكثر من 460,000 راكب، ويبلغ عدد محطاته 25 محطة.

#### سكك الحديدية إلى البلدان المجاورة
تمتلك تايلاند شبكة قطارات تربطها بالدول المجاورة، ومن هذه الدول:
- ماليزيا.
- لاوس.
- كمبوديا.
- مينامار.

### الاتصالات
تمتلك تايلاند تغطية واسعة للجوال تُغطي كافة أنحاء البلاد. وخلال السنوات الأخيرة حققت ملكية الهاتف الجوال نموًا كبيرًا بعكس ملكية الهاتف الثابت الذي أدخل شركات الاتصالات المتنقلة في حروب بالأسعار في فترة عامي 2005 - 2006. أما الإنترنت فهي متوفرة بسهولة في المدن الرئيسية، ولكن تُواجه الشركات صعوبة في توفير الخدمة للمناطق الريفية. في عام 2008 بلغ عدد مستخدمي الإنترنت في تايلاند حوالي 16,100,000 نسمة.

#### أرقام
- الهواتف الأرضية: 9.1 مليون خط (2007).[76]
- الهواتف المحمولة: 98 مليون خط (2011).[77]
- مشغلو الخطوط الثابتة شركة TOT و TT&T.
- مشغلو الجوال: DTAC, True Move, Hutch, CAT CDMA, Thai Mobile.
- محطات الإذاعة: 238.
- محطات التلفزيون: توجد 6 قنوات مجانية في تايلاند.

## الاقتصاد

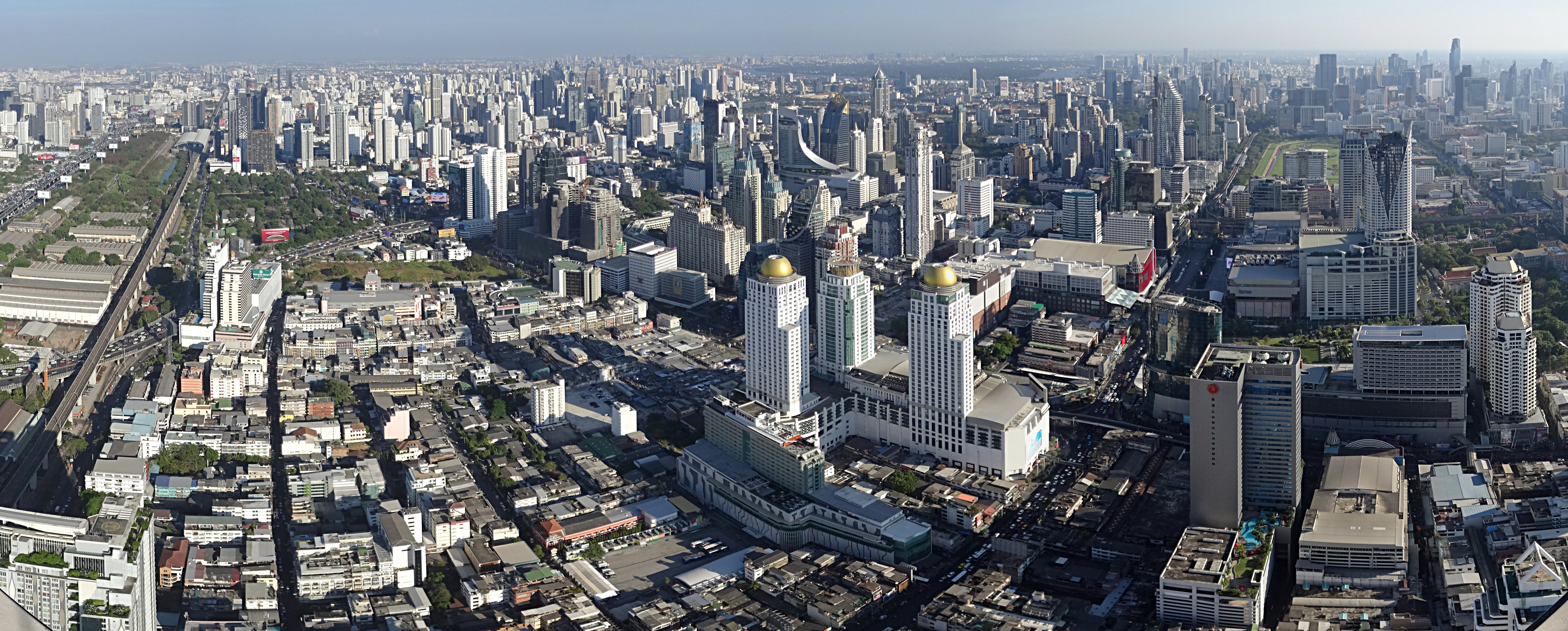
منظر للعاصمة بانكوك

الاقتصاد التايلاندي يعدّ من الاقتصاديات الصناعية الحديثة حيث أنه يعتمد كثيرًا علي الصادرات حيث تمثل ثلثي الناتج المحلي الإجمالي وتايلاند شهدت في الفترة الأخير نمو الناتج المحلي الإجمالي بنسبة 8% في عام 2010 مما يجعلها واحدة من اسرع اقتصاديات آسيا نموا وتحديدا الاسرع نموا في منطقة شرق آسيا تحتل تايلاند المرتبة 24 من أكبر الاقتصاديات في العالم وتصنف الثانية علي مستوي جنوب شرق آسيا بعد اندونيسيا وتحتل الترتيب الرابع علي منطقة جنوب شرق آسيا بالنسبة للناتج المحلي للفرد بعد سنغافورة وبروناي وماليزيا، اعتبار من يونيو 2010 بلغ الناتج الاقتصادي الاسمي في تايلاند 313,8 مليار دولار أمريكي في حين تمتلك تايلاند احتياطيات من العملة الأجنبية تقدر بـ172 مليار دولار تضعها في المرتبة 11 علي مستوي العالم تعدّ صناعة السيارات في تايلاند ذات نموا سريع حيث حققت نسبة نمو 63% في عام 2010 بعدد مليون و 600 الف سيارة منتجة تضعها في المرتبة الثالثة عشر حسب الإنتاج علي مستوي العالم ويتوقع الخبراء في عام 2015 ان تكون واحدة من أكبر عشر دول منتجة للسيارات في العالم 
وعرفت البلاد أعلى معدلات النمو في العالم بين سنوات 1985-1995 م، استقر أثنائها على حوالي 9 % سنويا. في سنة 1997 م أدت زيادة المضاربة بالعملة التايلاندية، البات، إلى أزمة كشفت هشاشة بعض القطاعات المالية ودفعت بالحكومة إلى تعويم العملة. بعد أن ظل سعرها متعلقا بالدولار حتى 1998 م، بلغ البات أدنى مستوياته سنة 1988 م عندما هبط إلى 56 نقطة، انكمش الاقتصاد بـ10.2 % في نفس السنة. انتقلت الأزمة الاقتصادية إلى كامل بلدان جنوبي شرق آسيا.
دخلت تايلاند مرحلة النقاهة في 1999 م، وارتفع معدل النمو إلى 4,4%، يرجع الفضل الكبير في ذلك إلى زيادة صادرات البلاد، -زادت بـ20 % في السنة التالية (2000)-. كان للنمو الذي حققه الاقتصاد الصيني في نفس الفترة الدور الكبير في انعاش الاقتصاد التايلاندي، كما أن التوجهات الجديدة التي قادتها حكومة رئيس الوزراء تاكسين شيناواترا يد في ذلك أيضا. في سنة 2003 م بلغ معدل النمو 6.3% وتوقع الخبراء أن يصل إلى مستوى 8-10% في سنة 2005 م.

### العملة
عملة البلاد الرسمية في تايلاند هي البات رمز العملة:฿ (بالتايلاندية: บาท). ويعود تاريخ إصدار العملة التايلاندية إلى عام 1897 عندما قام الأمير جايانتا مونغكول بوضع الأسس المصرفية للبات التايلاندي حيث جعل 1 بات = 100 ساتانغ ولم تصدر أي عملات حتى عام 1910. وتنقسم فئات العملة الورقية الي (20฿، 50฿، 100฿، 500฿، 1000฿) اما الفئات المعدنية تنقسم الي (1฿، 5฿، 10฿، 25฿) اما فئة ساتانغ اقل من واحد بات، فهي قليله التداول وهي بفئات (1 ساتانغ، 5 ساتانغ، 10 ساتانغ، 25 ساتانغ، 50 ساتانغ) ويذكر انه العملة التايلاندية البات ฿ تتداول بشكل غير رسمي في لاوس، كمبوديا، بورما.

### الزراعة

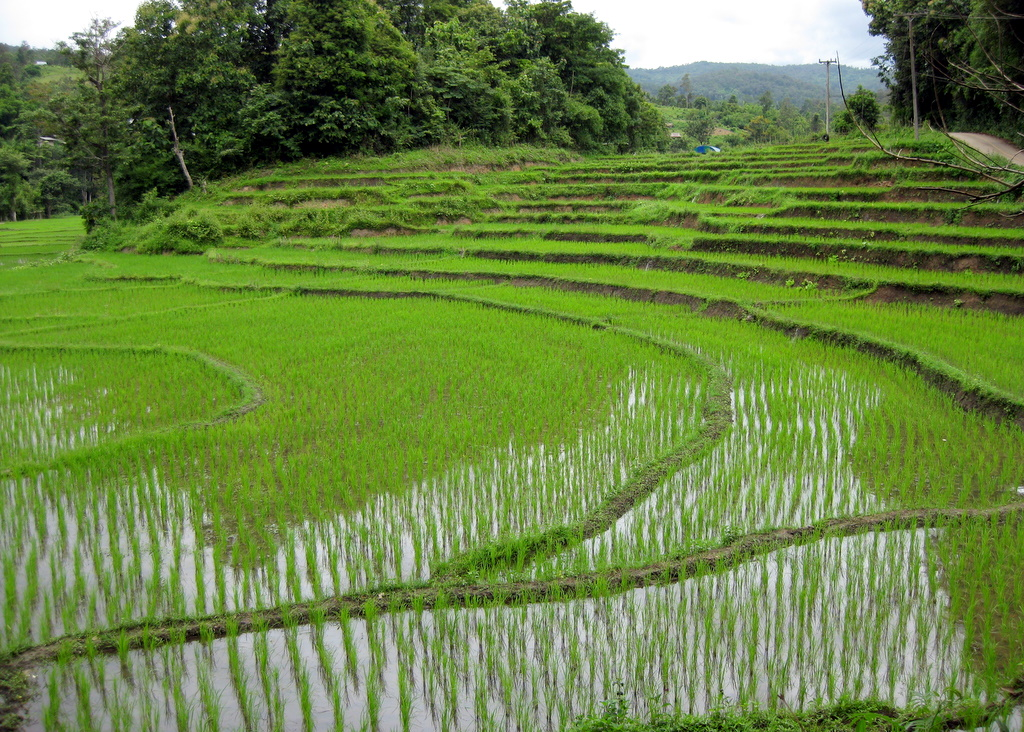
مزارع الأرز في تايلاند، يذكر بأن تايلاند أكبر مصدر للأرز في العالم

يستغل المزارعون التايلانديون نحو 45% من الأرض. والمحصول الغالب هو الأرز، بالإضافة إلى وجود محاصيل أخرى، وتشمل: الكسافا والذرة الشامية والأناناس والمطاط وقصب السكر والتبغ واللوز والحرير وفول الصويا وألياف الجوت، التي تستعمل في صناعة الحبال. ويبلغ متوسط مساحة المزارع نحو 4 هكتارات وتؤول ملكية المزارع المطلقة لأكثر من 75%من المزارعين.

### الصناعة
زادت أهمية الصناعة في تايلاند في سبعينيات القرن العشرين، وأهم الصناعات هي: السيارات والأسمنت والأغذية والورق والخشب والرقائق والمنسوجات. وتوجد لدى الكثير من الشركات العالمية مصانع في منطــقة بانكــوك، تقوم بتجميع السيارات والأجهزة الإلكترونية وصناعة الدواء والمنتجات الأخرى.

### التعدين
يُعدّ الصفيح (أو القصدير) من أهم المعادن في تايلاند، وتُعدّ تايلاند من أهم الدول المنتجة لهذا المعدن في العالم. وتنتج المناجم أيضًا كميات كبيرة من البوكسيت وخام الحديد والرصاص والمنجنيز والأحجار الكريمة والتنجستن. أما الغاز الطبيعي فقد أمكن الحصول عليه من الرواسب الموجودة في خليج تايلاند.

### صيد السمك
يتم صيد أسماك الأنشوجة والأسقمري والسرطان والجمبري في أنهار تايلاند والمناطق الساحلية، كما يربي الكثير من المزارعين الأسماك أيضًا في برك تشيد داخل المناطق السكنية.

### التجارة الدولية
مصدر مهم من مصادر الاقتصاد في تايلاند، وأهم الصادرات هي الأرز والتابيوكا والقصدير. وتصدر تايلاند أيضا الذرة الشامية والسكر والتبغ، ويتم اسـتيراد الكيميائيات والمحروقات والمكائن. وأهم الدول التي تتاجرمع تايلاند اليابان والولايات المتحدة الأمريكية.

### العلوم والتكنولوجيا
تشرف وزارة التعليم العالي والعلوم والبحث والابتكار ووزارة التعليم العالي والعلوم والبحث والابتكار على تطوير العلوم والتكنولوجيا والبحوث في تايلاند. وفقًا لمجلس البحوث الوطني في تايلاند، خصصت البلاد 1.1% من ناتجها المحلي الإجمالي للبحث وتطوير العلوم في عام 2019، وبلغ عدد الموظفين بدوام كامل في مجال البحث والتطوير أكثر من 166,788 موظفًا في ذلك العام.
جاءت تايلند المرتبة 43 في مؤشر الابتكار العالمي عام 2023، وتقدمت مركزين في مؤشر 2024 لتصبح في المركز 41.

### السياحة

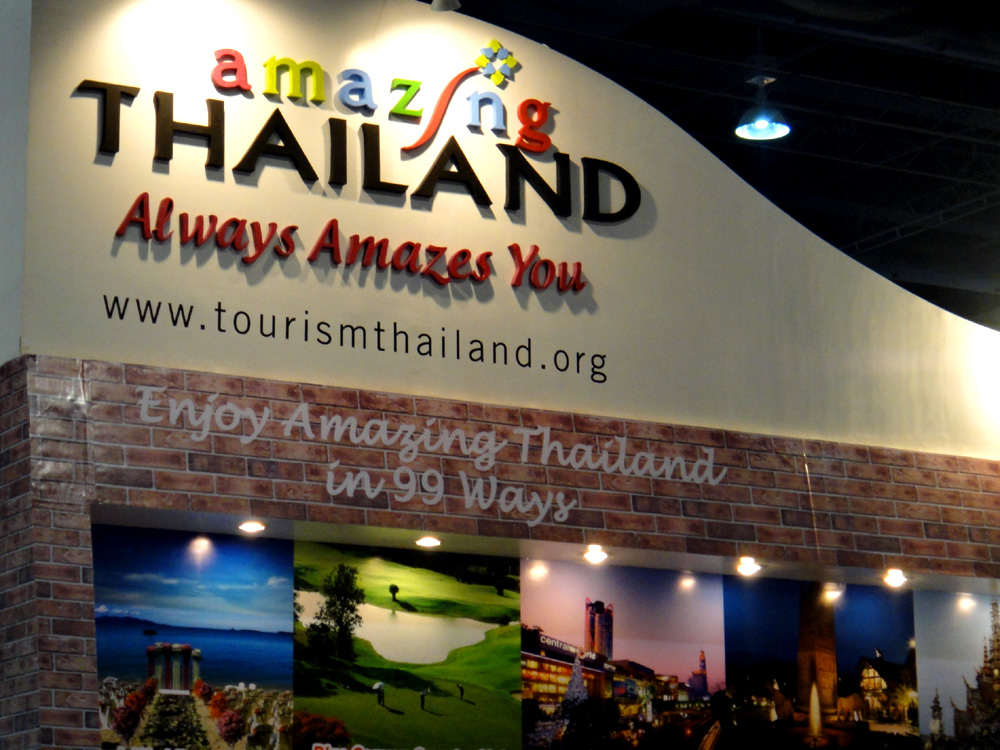
شعار الترويج السياحي في تايلاند "عجائب تايلاند" (بالإنجليزية:Amazing Thailand)

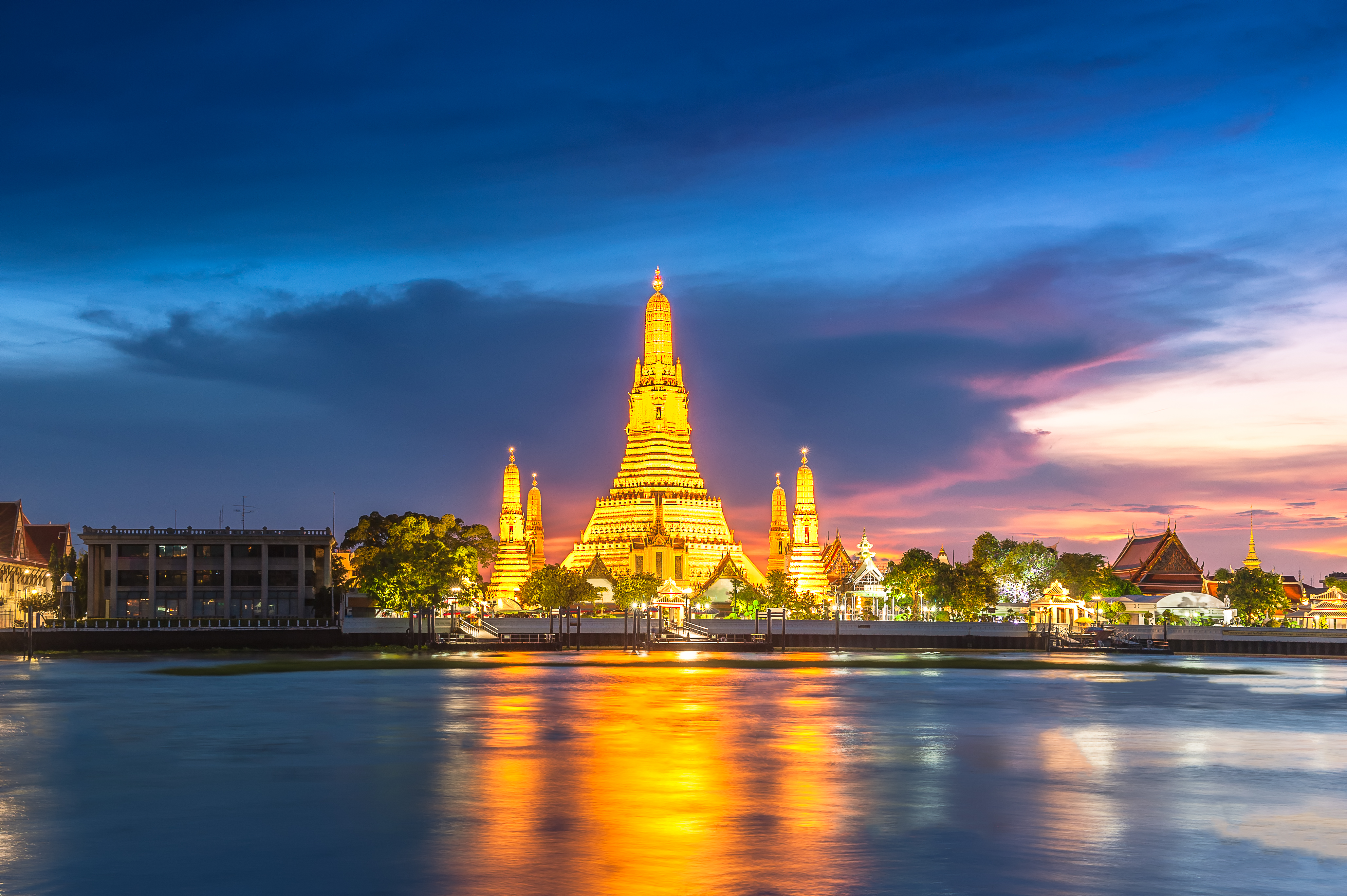
وات ارون
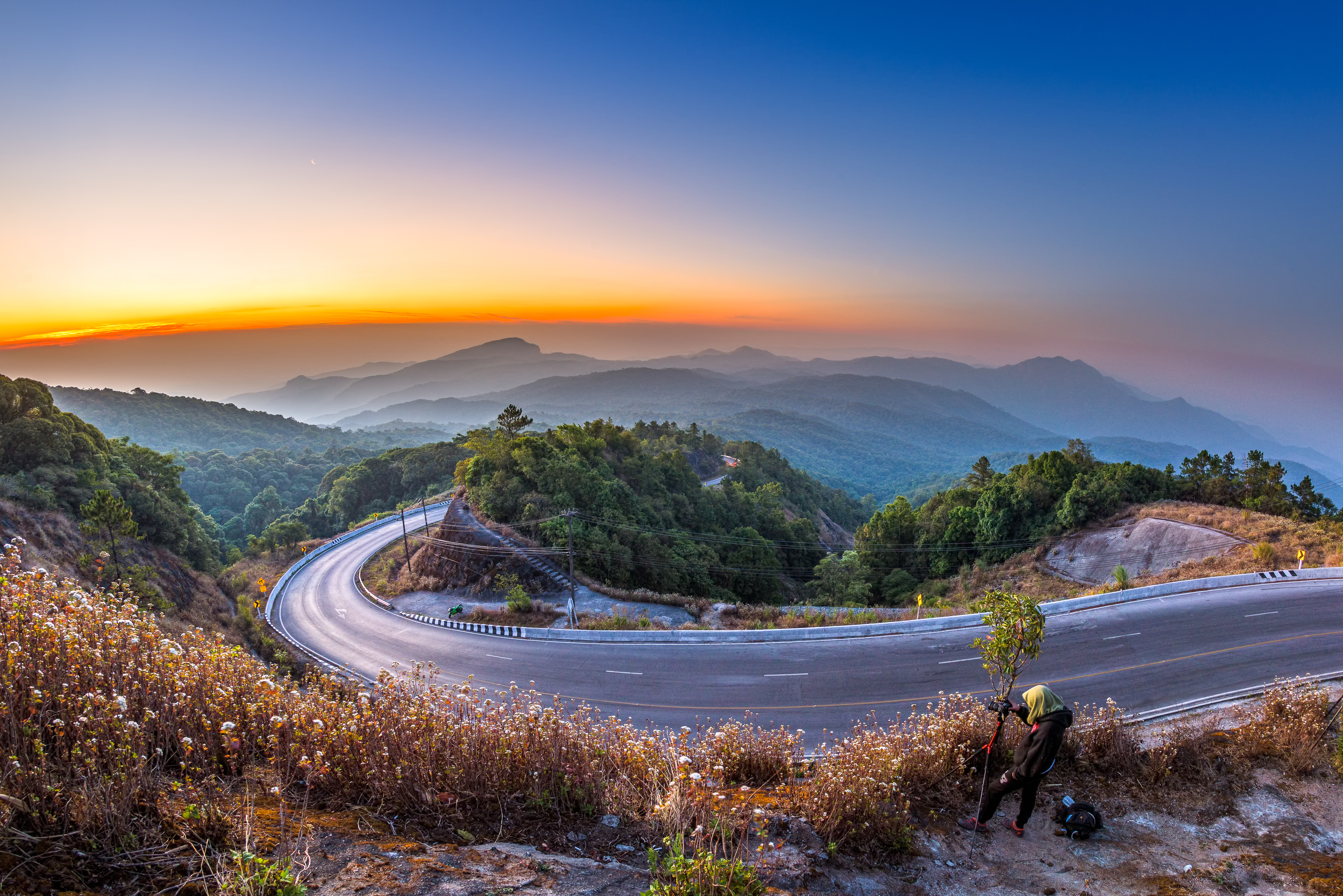
جبل دوى إن تانون محافظة تشيانغ مي
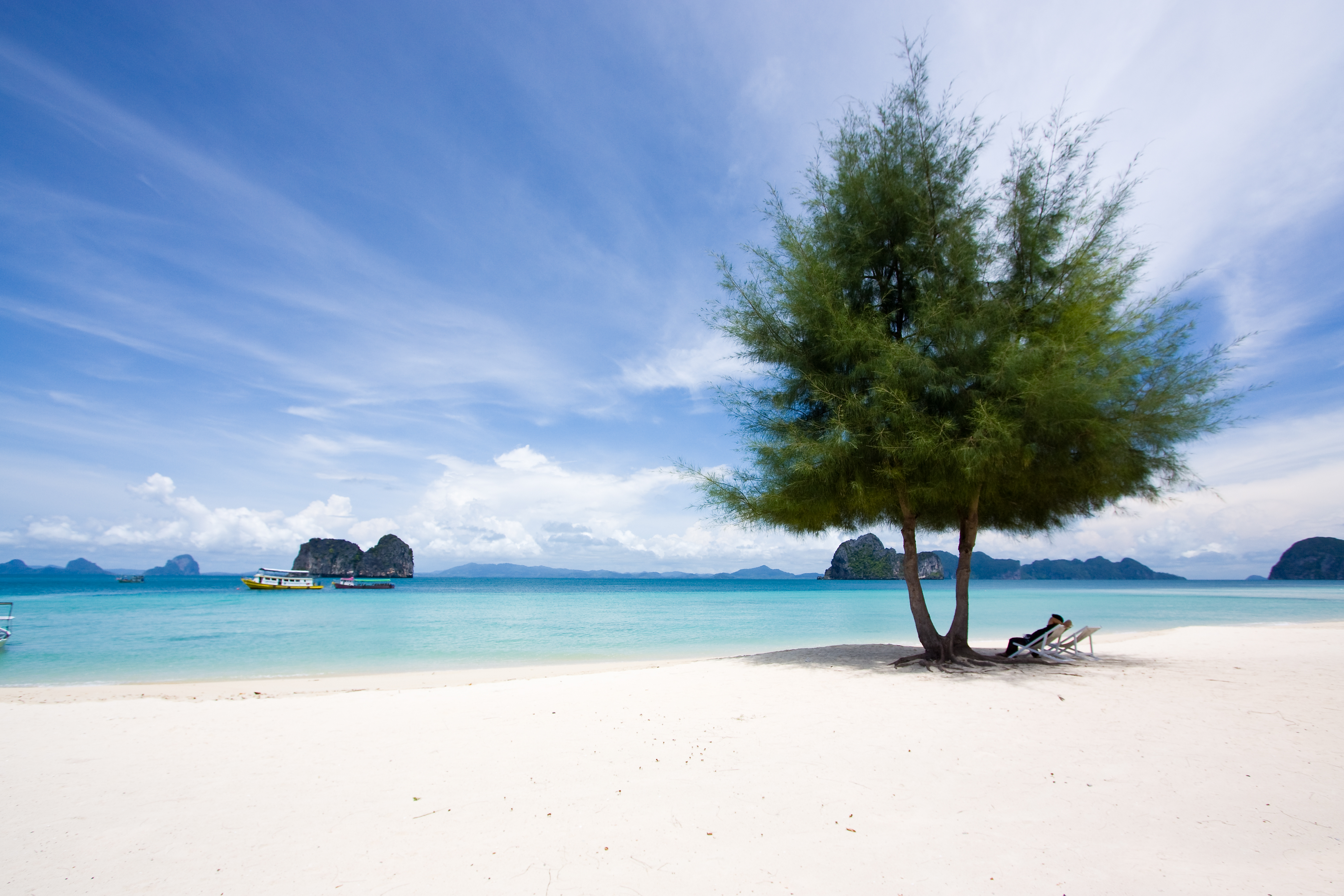
كوه نجاي، محافظة كرابي
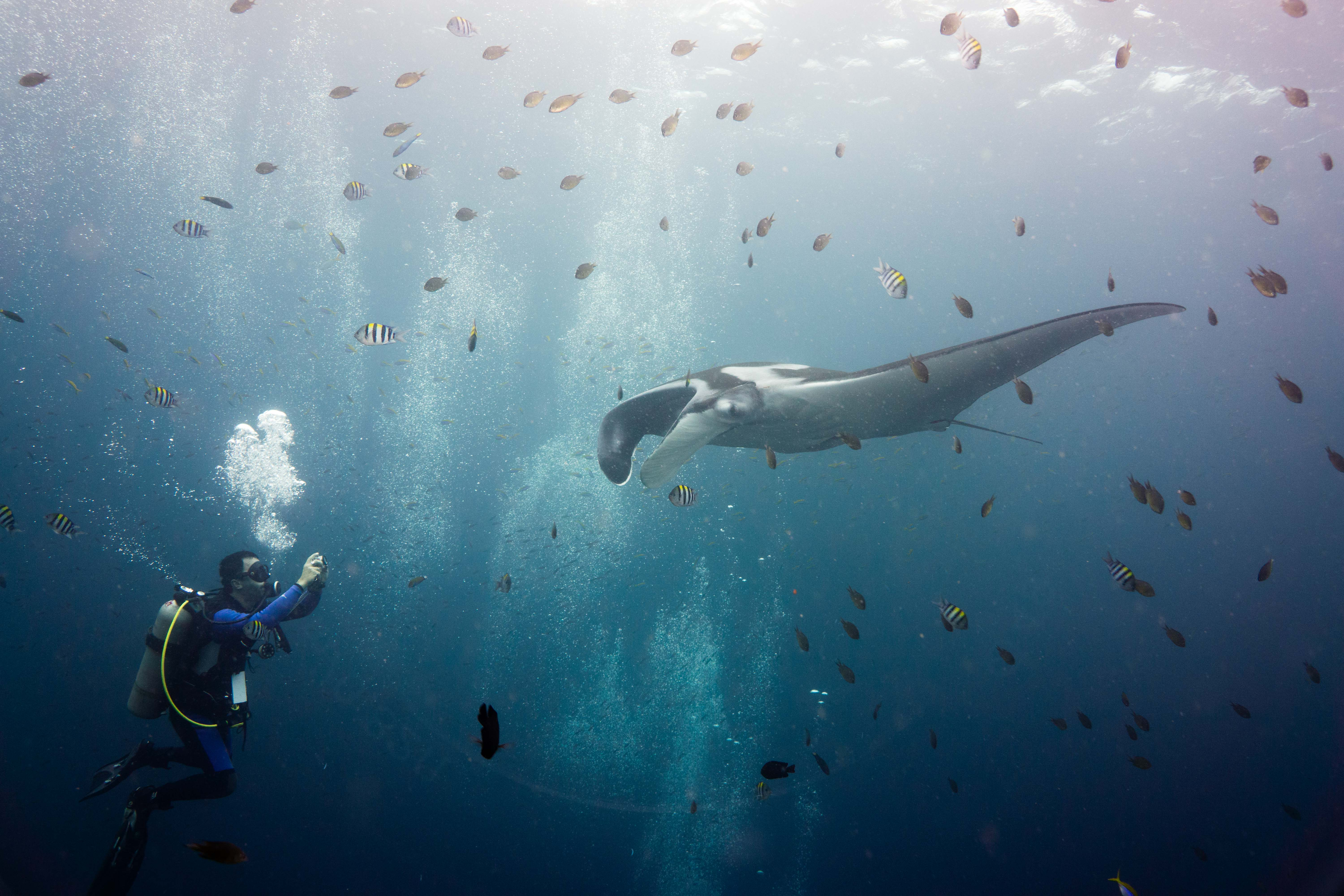
أشعة مانتا راي العملاقة ، محافظة كرابي

تعدّ السياحة في تايلاند دخل رئيسي للدولة حيث يقدر مساهمة القطاع السياحي في الناتج المحلي الإجمالي في 6,7% عام 2007.
في عام 2008 حصلت العاصمة بانكوك علي المرتبة الثالثة بعد لندن ونيويورك في قامة «أعلي وجهات لمدن العالم» من قبل شركة يورومونيتور المتخصصة في الأبحاث مسجلة زوار 10,209,900. وحصلت مدينة بتايا علي المركز الثالث والعشرين بعدد زوار 4,406,300 ثم جزيرة بوكيت بالمركز الواحد والثلاثين مسجلة 3,344,700 ومدينة تشيانغ مي بالمرتبة 78 بعدد زوار 1,604,600.
وفقا لهيئة السياحة في تايلاند جاء 55% من السياح في عام 2007 من منطقة أسيا والمحيط الهادئ.
ترتيب أكثر 15 دولة يأتي منها الزوار
| ترتيب | البلد            | العدد (أشخاص) | النسبة |
| ----- | ---------------- | ------------- | ------ |
| 1     | ماليزيا          | 1,969,629     | 12.39  |
| 2     | الصين            | 1,127,803     | 7.12   |
| 3     | اليابان          | 984,763       | 6.22   |
| 4     | المملكة المتحدة  | 818,303       | 5.17   |
| 5     | كوريا الجنوبية   | 815,970       | 5.15   |
| 6     | الهند            | 791,185       | 4.99   |
| 7     | أستراليا         | 715,612       | 4.52   |
| 8     | لاوس             | 689,673       | 4.35   |
| 9     | الولايات المتحدة | 620,496       | 3.92   |
| 10    | ألمانيا          | 612,620       | 3.87   |
| 11    | روسيا            | 611,019       | 3.86   |
| 12    | سنغافورة         | 579,105       | 3.66   |
| 13    | فرنسا            | 458,292       | 2.89   |
| 14    | فيتنام           | 401,188       | 2.53   |
| 15    | تايوان           | 385,689       | 2.43   |

### الوجهات السياحية حسب الموقع الجغرافي

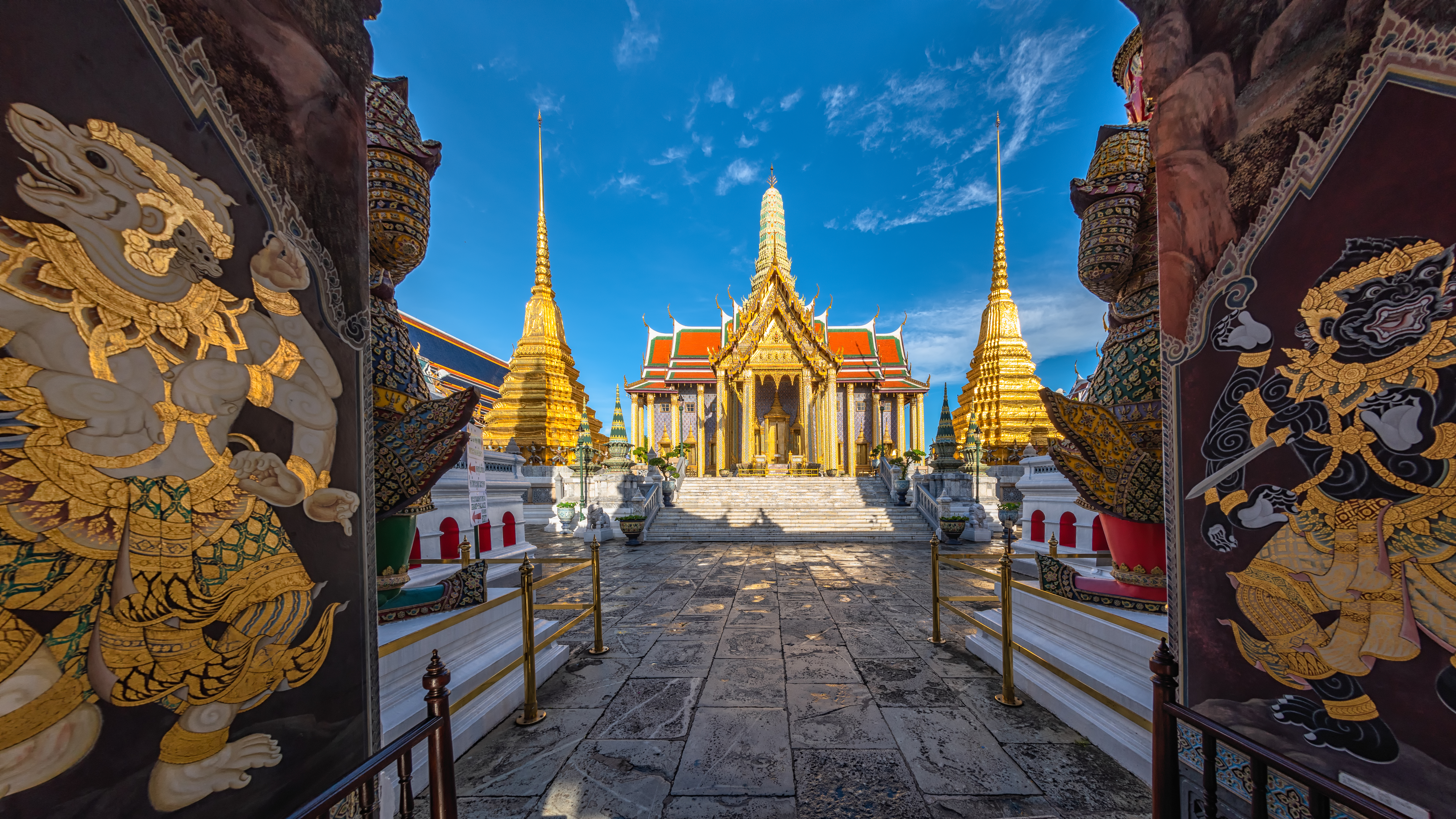
وات برا كايو

#### الوسط
بانكوك - أيوتثايا - هواهين - كانتشانابوري - بتايا - جزيرة تشانغ

#### الشمال
تشيانغ مي - تشيانغ ري - ماي هونغ سون - سوكوتاي

#### المنطقة الشمالية الشرقية
محافظة ودون تاني - محمية خاو ياي الوطنية ومعبد بارك فيماى التاريخي في محافظة ناخون راتشاسيما

#### جنوب
هات ياي - جزيرة ساموي - كرابي - ناخون سي تاممارات - بوكيت - فانغ نغا

## التركيبة السكانية
السكان
تهيمن عرقيتا التاي ولاو على التركيبة العرقية للبلاد، ويتمركز أفراد هذه الأخيرة في مناطق «إسيان» الشمالي شرقية ويشكلون حوالي ثلث السكان في البلاد. تتواجد مجموعات مهمة من التايلانديين من أصول صينية، كان لها دور كبير في تاريخ اقتصاد البلاد. من بين العرقيات الأخرى هناك: المالايو المسلمون في الجنوب، قوميات مون وخمير والعديد من القبائل البدائية في أنحاء متفرقة وهم عادة معظمهم يسمى بالتايلانديون.

### الأقليات
كذلك تتواجد بعض الجماعات المسيحية الصغيرة وبعض الهندوس، إلا أن الأقليات المختلفة تملك كل واحدة منها لهجتها الخاصة، ومن أهمها لهجتي لاو وخمير. رغم تدريس اللغة الإنكليزية في المدارس بشكل واسع، يبقى تداولها وإتقانها محدوداً جدا بين أوساط الشعب التايلاندي.

### الدين
| الديانات في تايلاند | الديانات في تايلاند | الديانات في تايلاند | الديانات في تايلاند | الديانات في تايلاند |
| ------------------- | ------------------- | ------------------- | ------------------- | ------------------- |
| الديانة             | الديانة             |                     | النسبة المئوية      | النسبة المئوية      |
| البوذية             | البوذية             |                     | 94.6%               | 94.6%               |
| الإسلام             | الإسلام             |                     | 4.6%                | 4.6%                |
| المسيحية            | المسيحية            |                     | 0.7%                | 0.7%                |
| أخرى                | أخرى                |                     | 0.1%                | 0.1%                |

يعتنق حوالي 94.6% من السكان الديانة البوذية وفقًا لآخر إحصاء في عام (2000)، وهم على مذهب ثيرافادا. ويمثل المسلمون ما نسبته 4.6%  بينما تتواجد أقلية هندوسية في تايلاند وتقع غالبًا في المدن الكبرى بينما تمثل المسيحية 0.7% من السكان والتي تعدّ لها تاريخ طويل في تايلاند حيث قدم المبشرين الأوروبيين عام 1550 وتشرف الدولة حاليًا على المؤسسات التربوية والاجتماعية المسيحية وتوفر مبالغ رمزية لبرامج الجماعات المسيحية.

### المسلمون
ينتشر المسلمون في تايلاند حيث تشير الإحصاءات إلى أنهم بين 2.2 مليون إلى 7.4 ملايين وينتشرون في مناطق الجنوب ومعظم التايلانديون المسلمون على مذهب أهل السنة والجماعة، ولهم تاريخ منفصل عن تاريخ تايلاند. وكانت الأقاليم الأربعة الجنوبية تشكّل جزءًا من مملكة فطاني. وهؤلاء المسلمون من عرق الملايو، ويتكلمون البهاسا، ويكتبونها بالأبجدية العربية وهناك 3,494 مسجد في تايلاند. يوجد الكثير منها في جنوبي تايلاند، ويوجد في العاصمة بانكوك ما يقارب 170 مسجد.

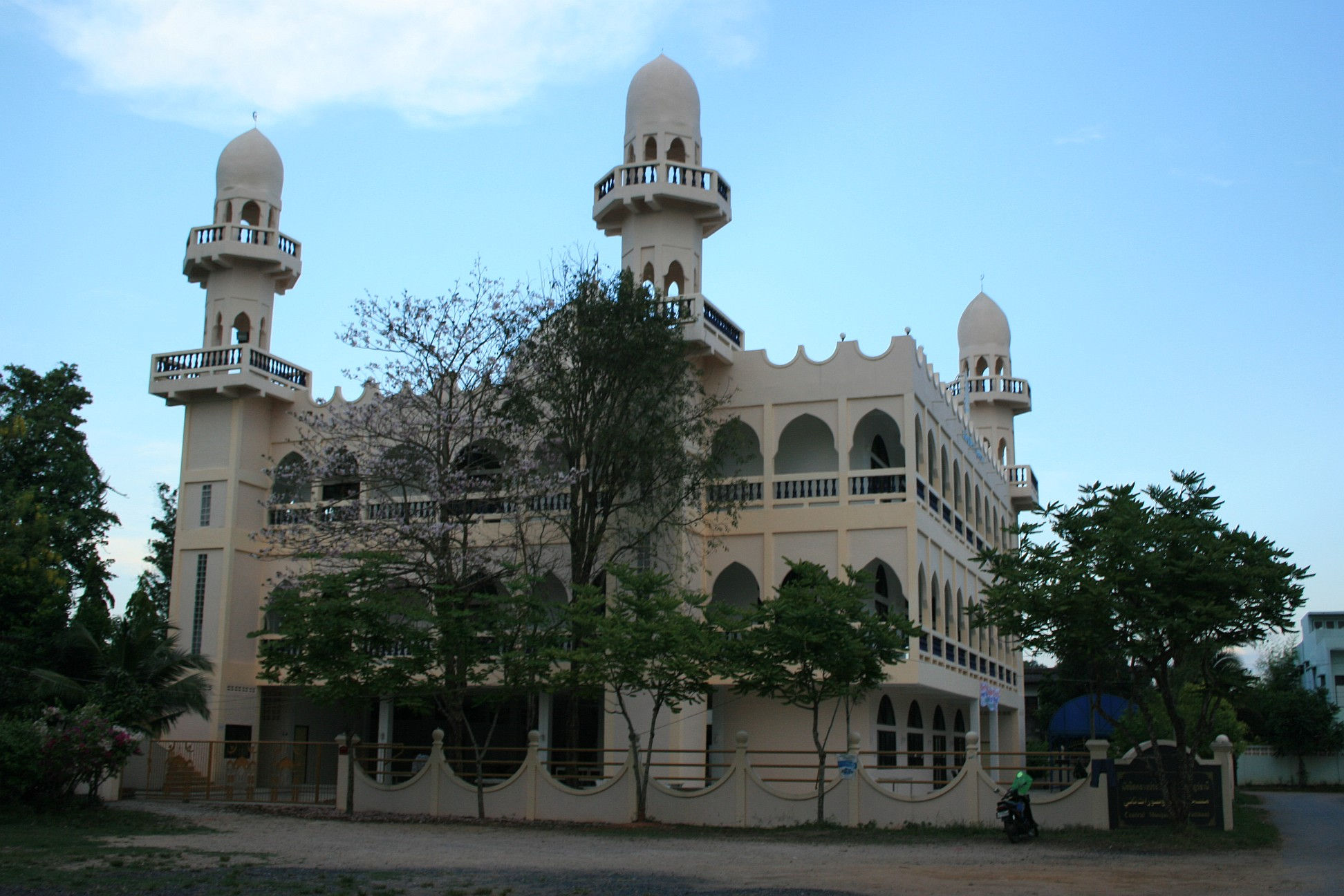
مسجد في محافظة سورات ثاني.
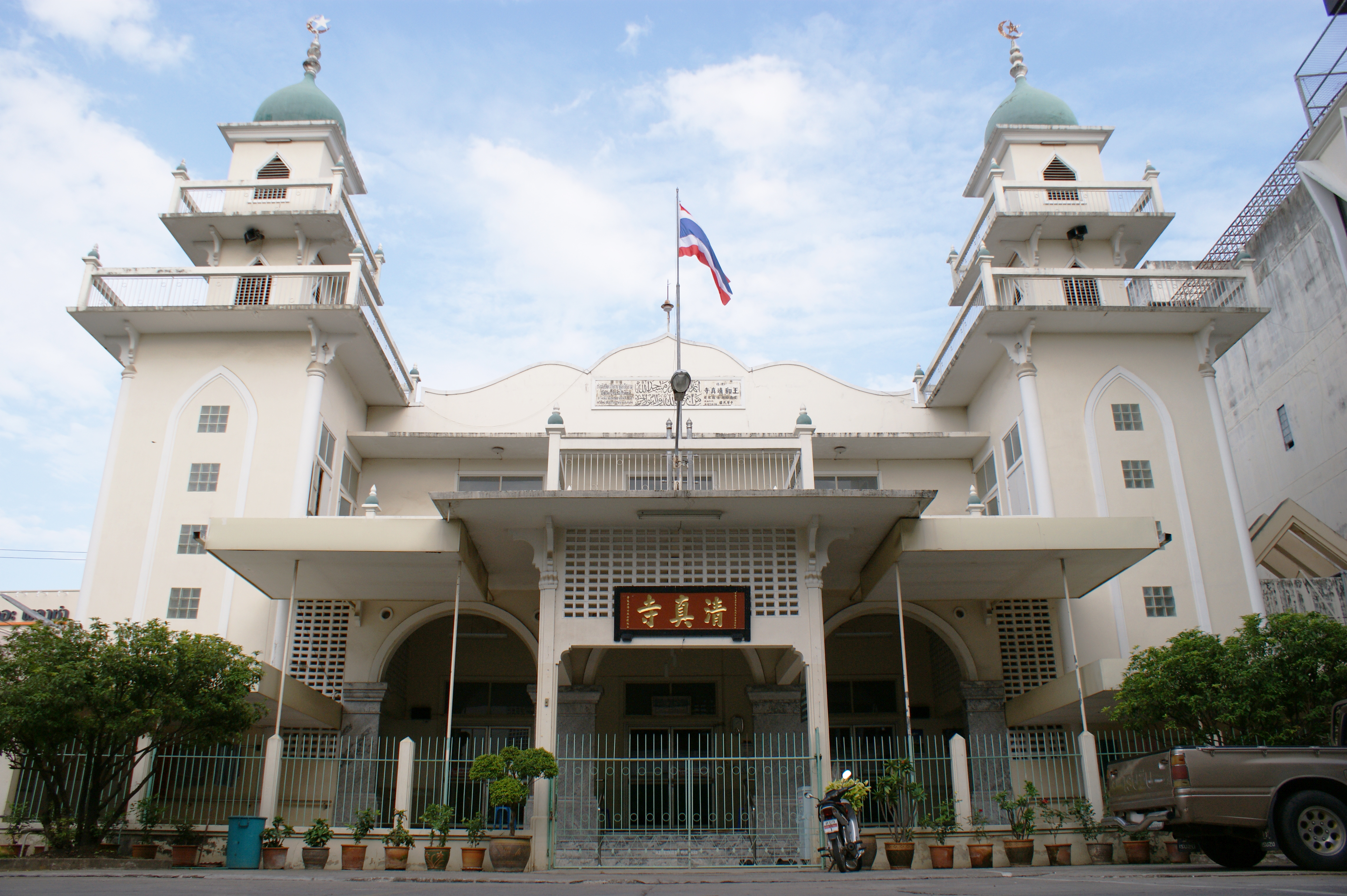
مسجد بان هاو في تشيانغ مي.
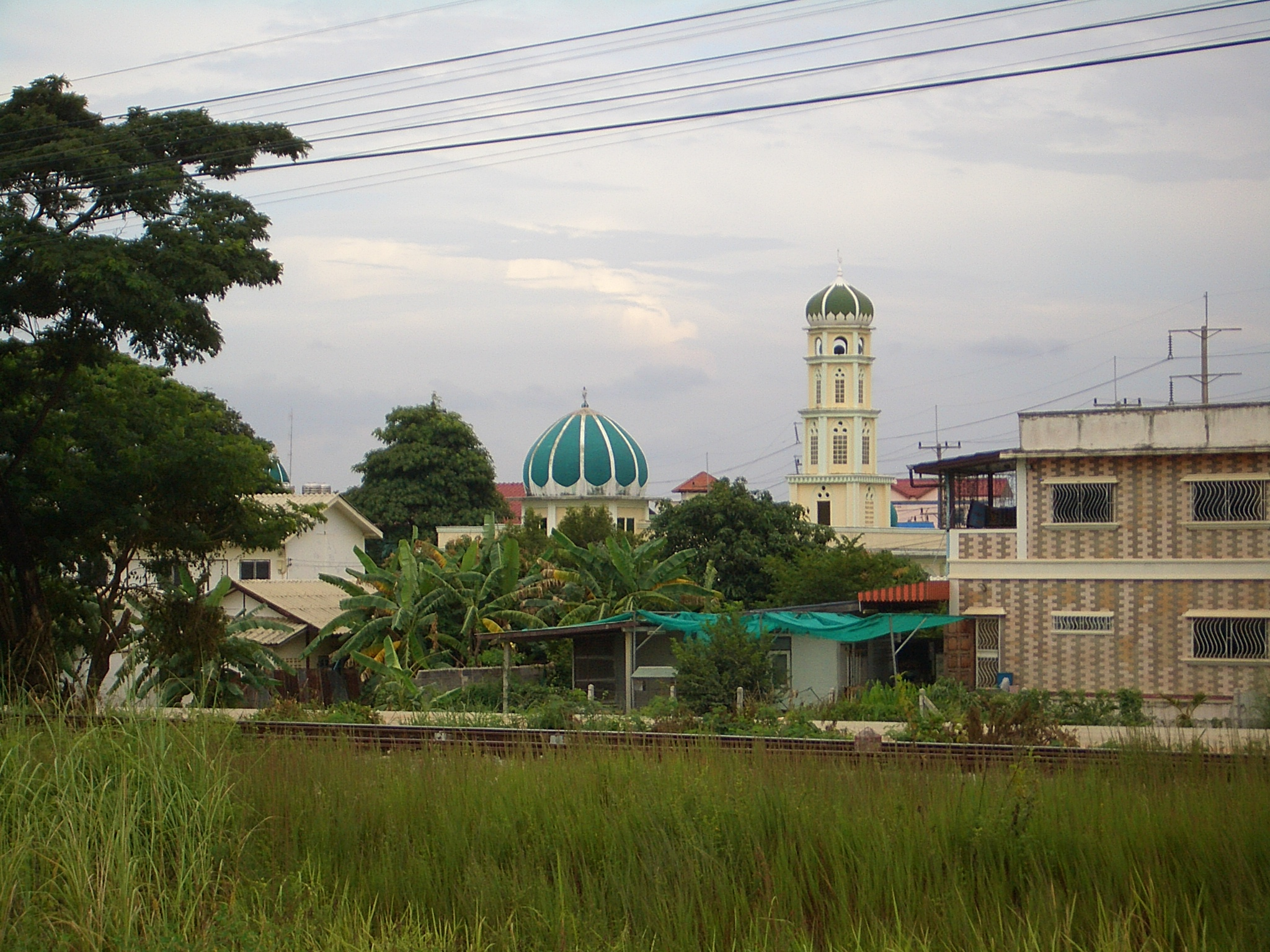
مسجد بتايا في مدينة بتايا.
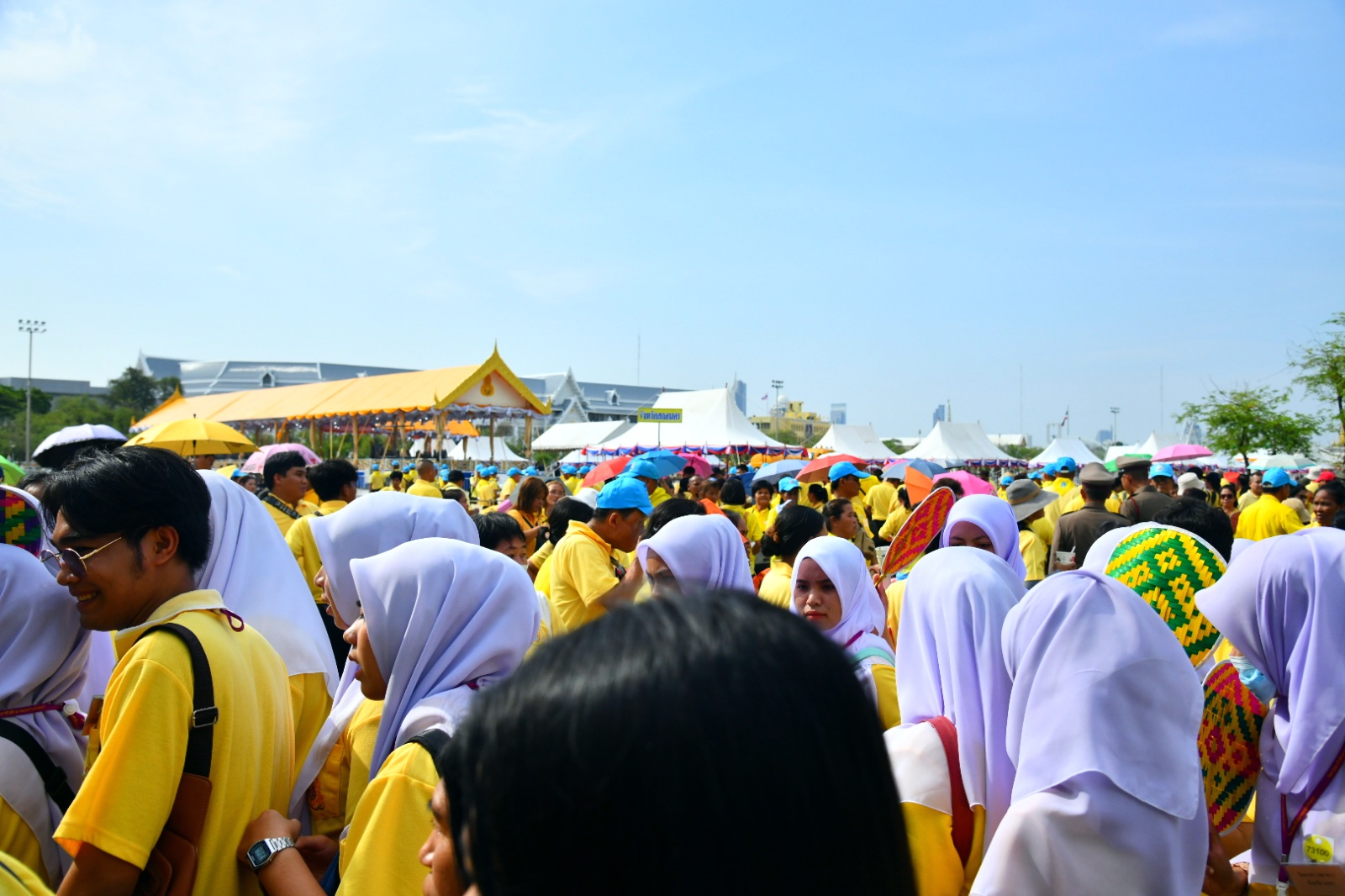
مسلمون أثناء تتويج الملك راما.
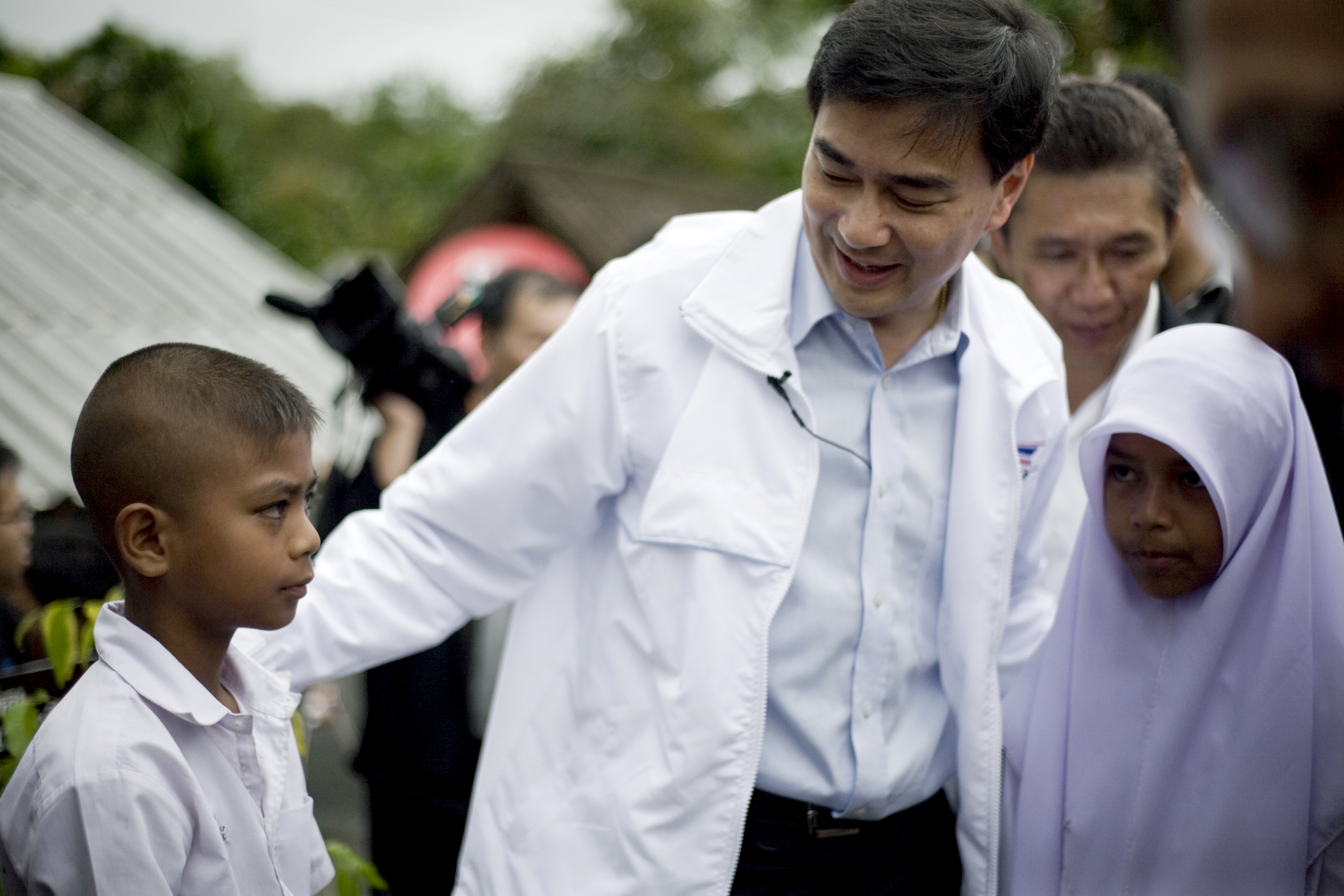
رئيس وزراء تايلاند بجانب أطفال مسلمون.

### البوذية
تايلاند لديها أعلى معدلات لانتشار البوذية في العالم وتعدّ مدرسة ثيرافادا هي المدرسة المنتشرة في البلاد. وتنتشر العمارة البوذية والمعابد البوذية في تايلاند وكذلك في كمبوديا ولاوس التي تتقاسم التراث الثقافي والتاريخي البوذي في المنطقة. ويرجع تاريخ الديانة البوذي في تايلاند إلى مملكة السكوتاي في القرن الثالث عشر الميلادي حيث كان الدين الرسمي للدولة. وعلى مدار التاريخ تأثرت الديانة البوذية في عدة عوامل منها هو سيطرة المدرسة ثيرافادا المستوردة من سريلانكا واختلاطها بالبوذية الهندوسية القادمة من كمبوديا حاليًا في النظام الدستوري الملكي في تايلاند ربطت الدولة لحماية البوذية متمثلة بالملك الذي يمنح الرهبان مزايا خاصة من قبل الحكومة والتي عملت لإنشاء هيئة تشرف على المعابد البوذية، إثر انقلاب عام 2007 صدرت دعوات من قبل بعض التايلانديين لوضع البوذية كدين الدولة وقد رفض هذا الاقتراح من قبل اللجنة المكلفة في صياغة الدستور الجديد.

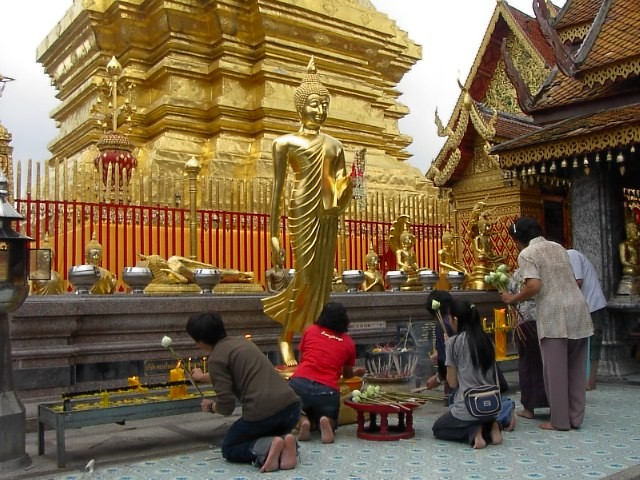
تلاوة الصلاة على بوذا
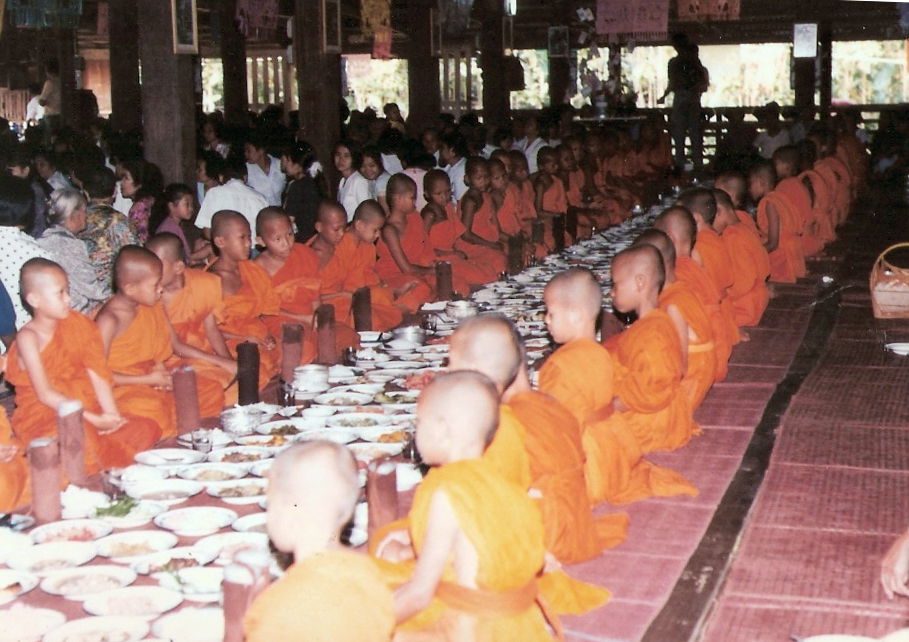
الأطفال الرهبان في المعبد
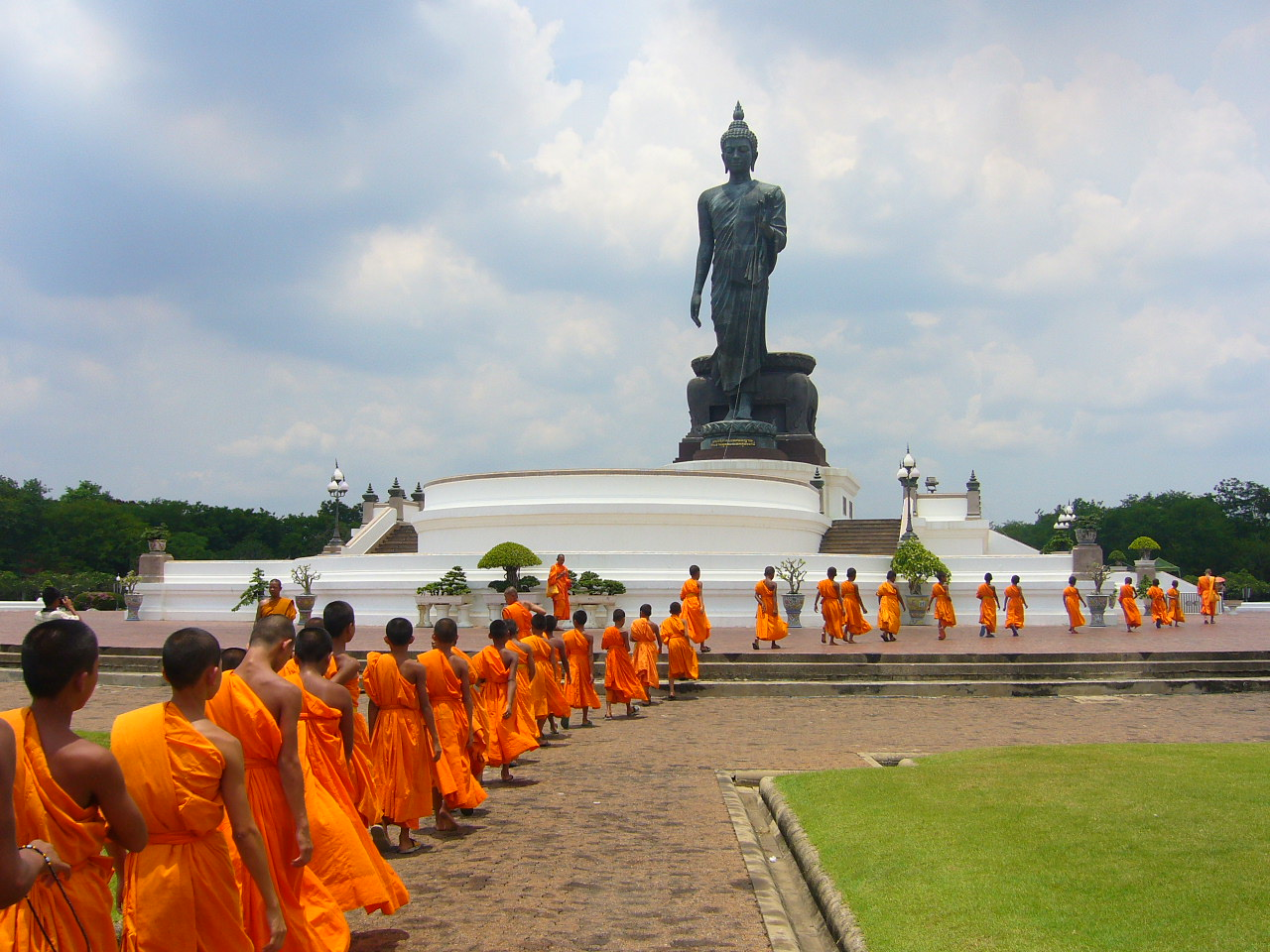
ثيرافادا تحظى
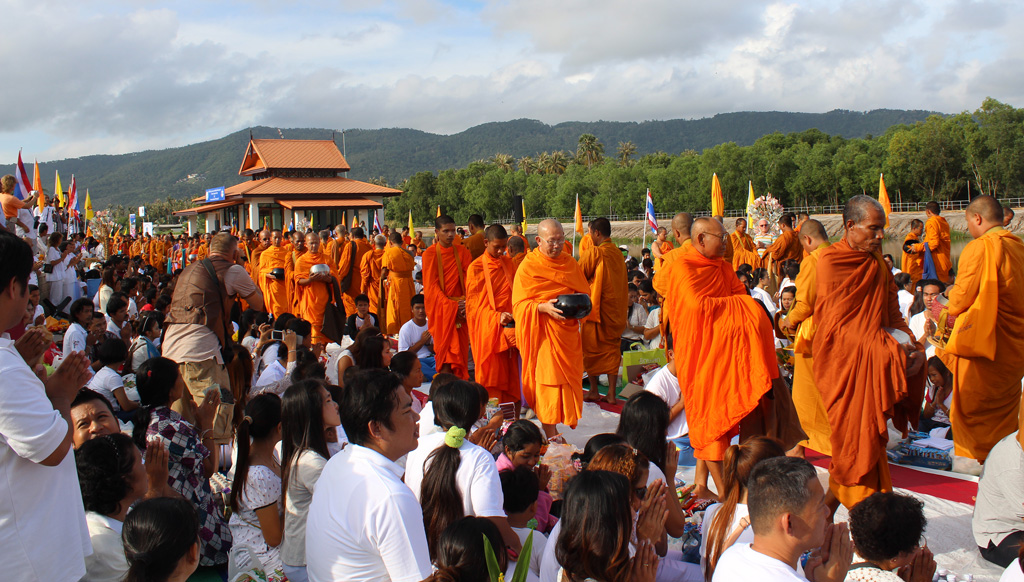
التايلانديين يقدمون الصدقات للطعام للرهبان

## الثقافة
تشكلت الثقافة التايلاندية بعوامل عديدة منها المعتقدات الدينية في المقام الأول عن طريق الروحانية والهندوسية والبوذية والهوية الثقافية التي تأثرت كثيرًا من الهند القديمة والصين وكمبوديا وثقافات جنوب شرق آسيا فضلا عن كثير من الهجرات من الصين والهند

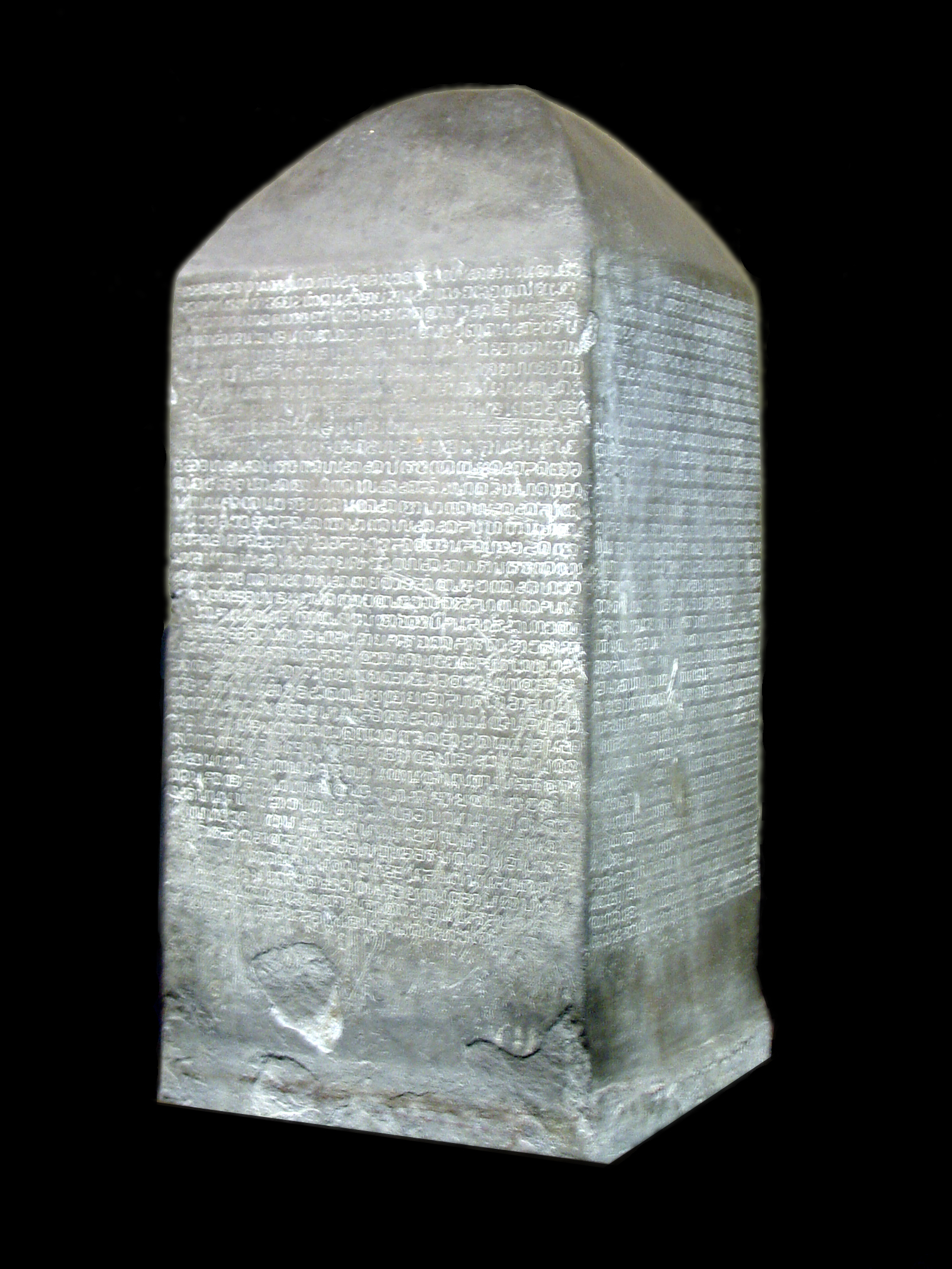
لوحة نقش للملك رامكامهاينج

اللغة التايلاندية هي لغة البلاد الرسمية، ولها حروف أبجدية خاصة ترتيب اللغة التايلاندية عالميا 45 ويتحدثها ما يقارب 60 مليون نسمة، واللغة التايلاندية هي اللغة الأم للشعب التايلاندي، وهم المجموعة العرقية المهيمنة في تايلاند. اللغة التايلاندية هي جزء من مجموعة تاي من العائلة اللغوية تاي كاداي. لغات تاي كاداي يعتقد بأنهم نشأؤا في ما هو الآن جنوب الصين، واقترح بعض اللغويين الصلات بينها وبين الأوسترواسياتية، أو الأوسترونيسيانية، أو العوائل اللغوية الصينية التيبتية. وهي لغة نغمية وتحليلية. تتميز بمجموعة متناسقة من الأنغام، وقواعد الإملاء معقدة، والعلامات العلائقية والأصوات المميزة، مما يجعلها صعبة التعلم لأولئك الذين لا يتكلمون بلغة متعلقة.

### التقويم الرسمي
يرجع التقويم الرسمي في تايلاند إلى الفترة التي عرفت دخول البوذية إلى البلاد، ويتقدم هذا التقويم ب‍543 سنة عن التقويم الميلادي. فسنة 2000 للميلاد مثلا، توافق سنة 2543 حسب التقويم الرسمي، ويسمي التقويم البوذي ويتم اعتمادة كذلك في كل من كمبوديا، لاوس وبورما.

### اللغات والتعليم

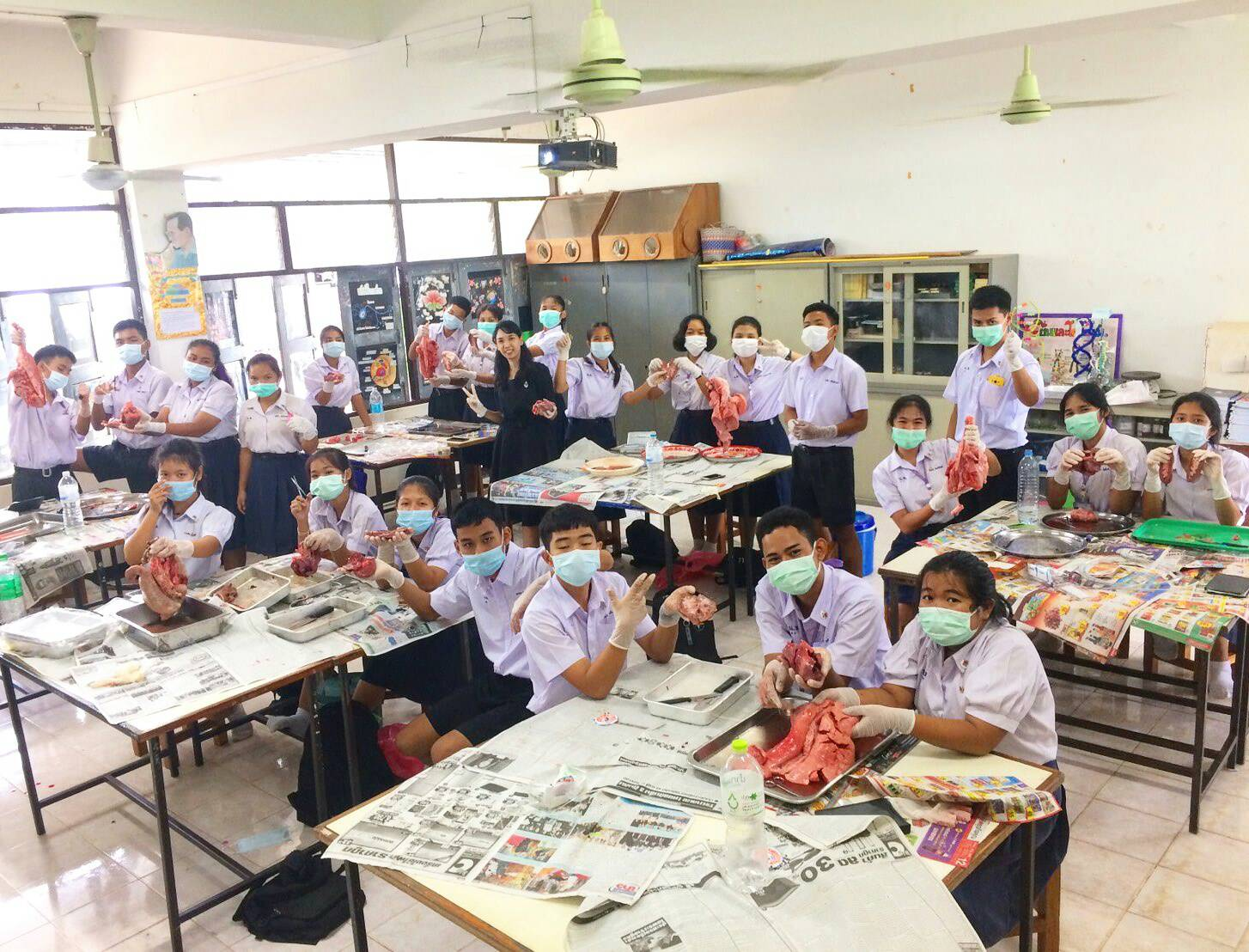
صف العلوم الثانوية في تايلاند

تتميز تايلاند بمستوي عال من معرفة القراءة والكتابة ويكفل الدستور التايلاندي نظامًا إلزاميًا ومجانيًا للتعليم. توفر الحكومة من خلال وزارة التربية والتعليم وإدارة التعليم العالي، التعليم مجاني لمدة اثني عشر عامًا، وإلزامي لمدة تسع سنوات بموجب الدستور التايلاندي. ومراحل التعليم تنقسم إلى اثني عشر عامًا من التعليم الأساسي وبعدها التعليم العالي، والتعليم الأساسي يتكون من المرحلة الابتدائية وهي بقسمين ثلاث سنوات للمستوي الأول وثلاث سنوات للمستوي الثاني، والتعليم الثانوي وينقسم لقسمين ثلاث سنوات للمرحلة الأولي (الإعدادية) وثلاث سنوات للمرحلة الثانية (الثانوية) رياض الأطفال للتعليم قبل الابتدائي وهي جزء أساسي من مستوي التعليم الأساسي وتمتد من سنتان إلى ثلاث سنوات اعتمادًا علي اللغة والمستوي للمتعلم. والتعليم الخاص يسهم كثيرًا في البنية الأساسية للتعليم، وينظم التعليم من قبل وزارة التربية التعليم ولجنة التعليم العالي.

### المطبخ
المأكولات التايلاندية تشتهر بالمزج بين الأربعة الأذواق الأساسية :
- الحلو (السكر والفواكه والفلفل الحلو)
- الحار (الفلفل الحار)
- الحامض (الخل وعصير الليمون، التمر الهندي)
- المالح (صلصة الصويا وصلصة السمك)
- نحت الفواكه

تشكل معظم الاطباق في المطبخ التايلاندي محاولة للتجميع بين معظم الأذواق ويتركز المطبخ التايلاندي على أطباق خفيفة معا مكونات عطرية
قوية والغذاء الرئيسي في المطبخ التايلاندي هو الارز وتعدّ تايلاند هي أكبر مصدر للأرز في العالم، والتايلانديون يستهلكون محلياً أكثر من 100 كيلو غرام من الأرز للشخص الواحد في السنة.

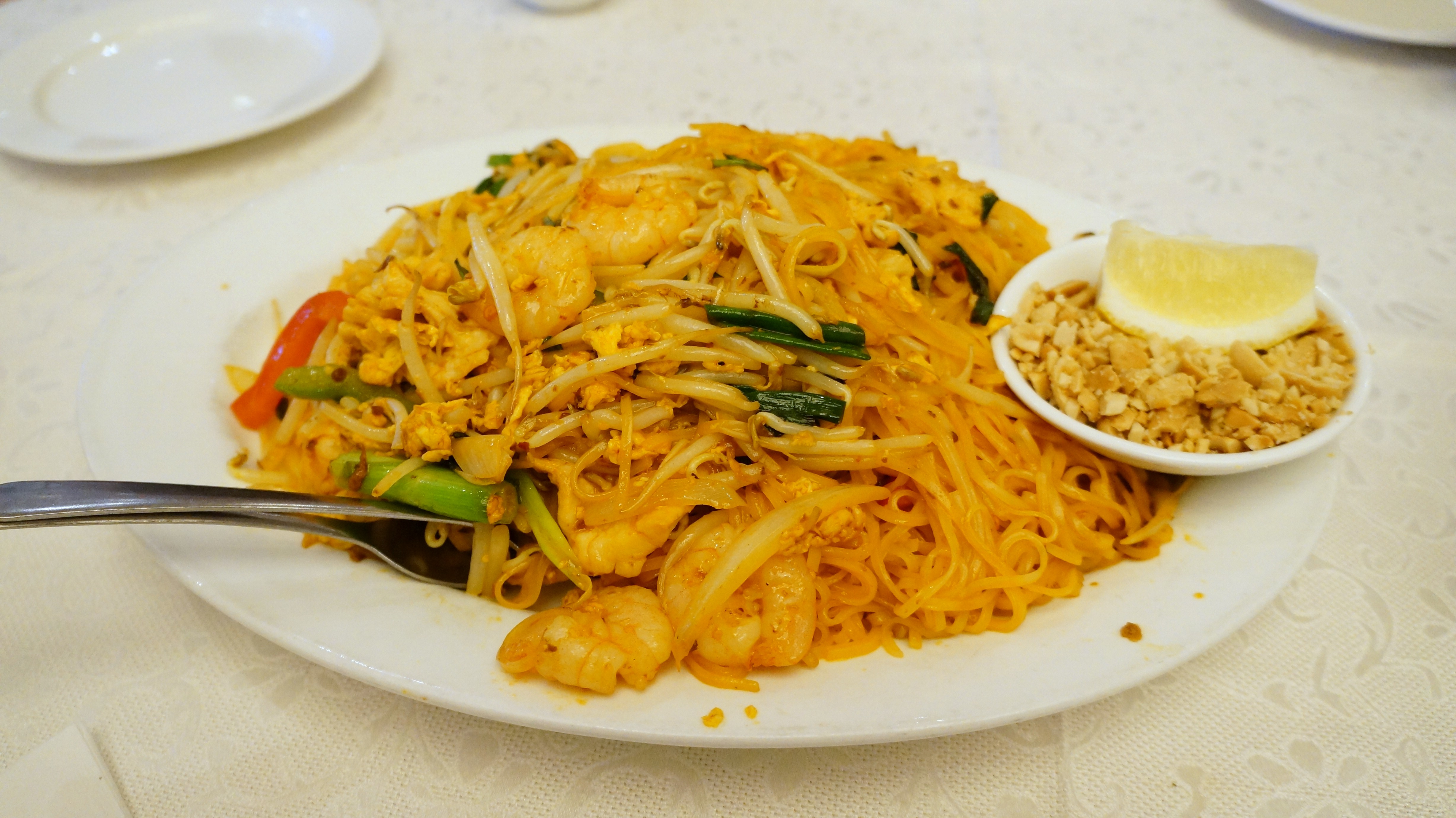
باد تاي
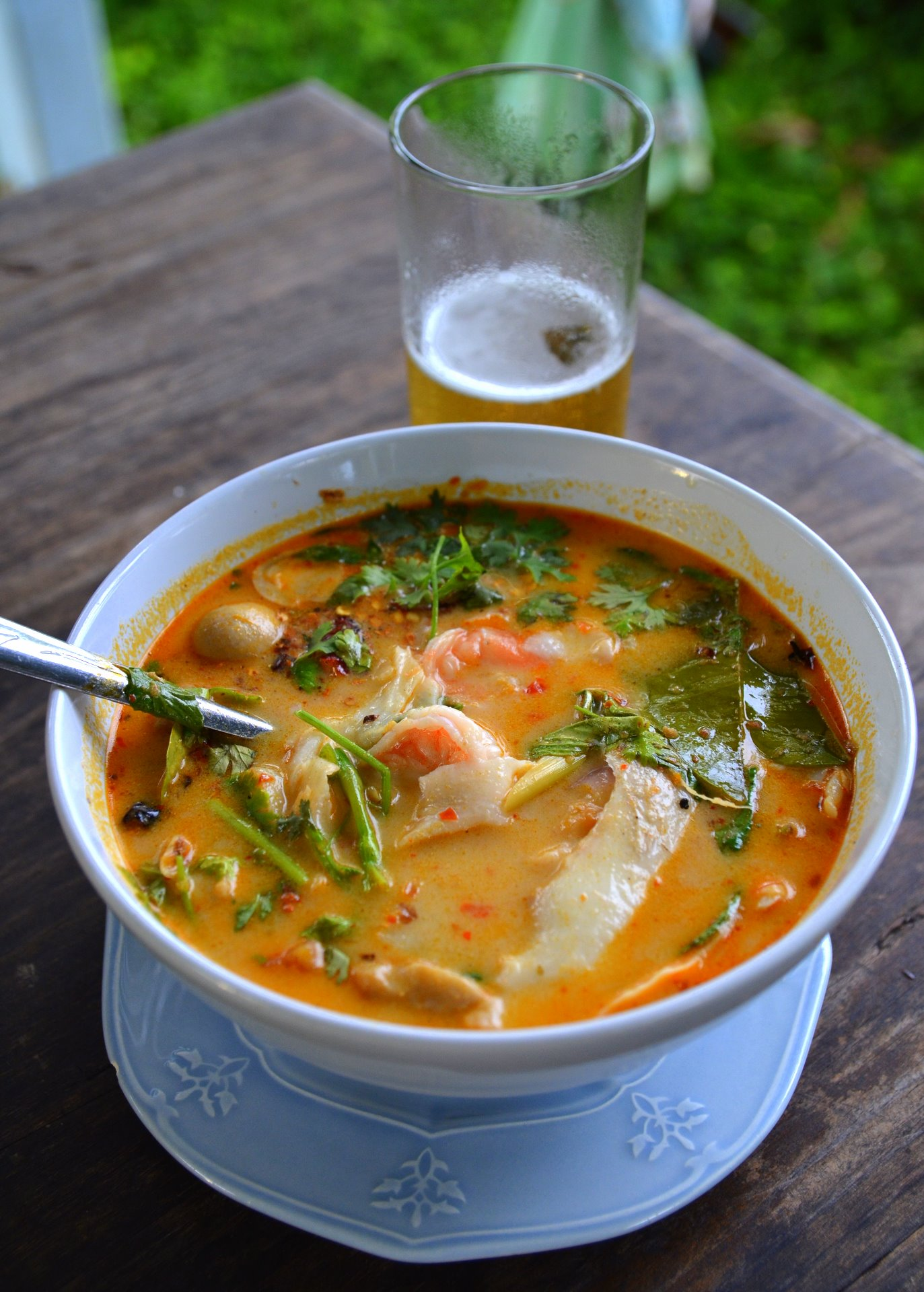
توم يام
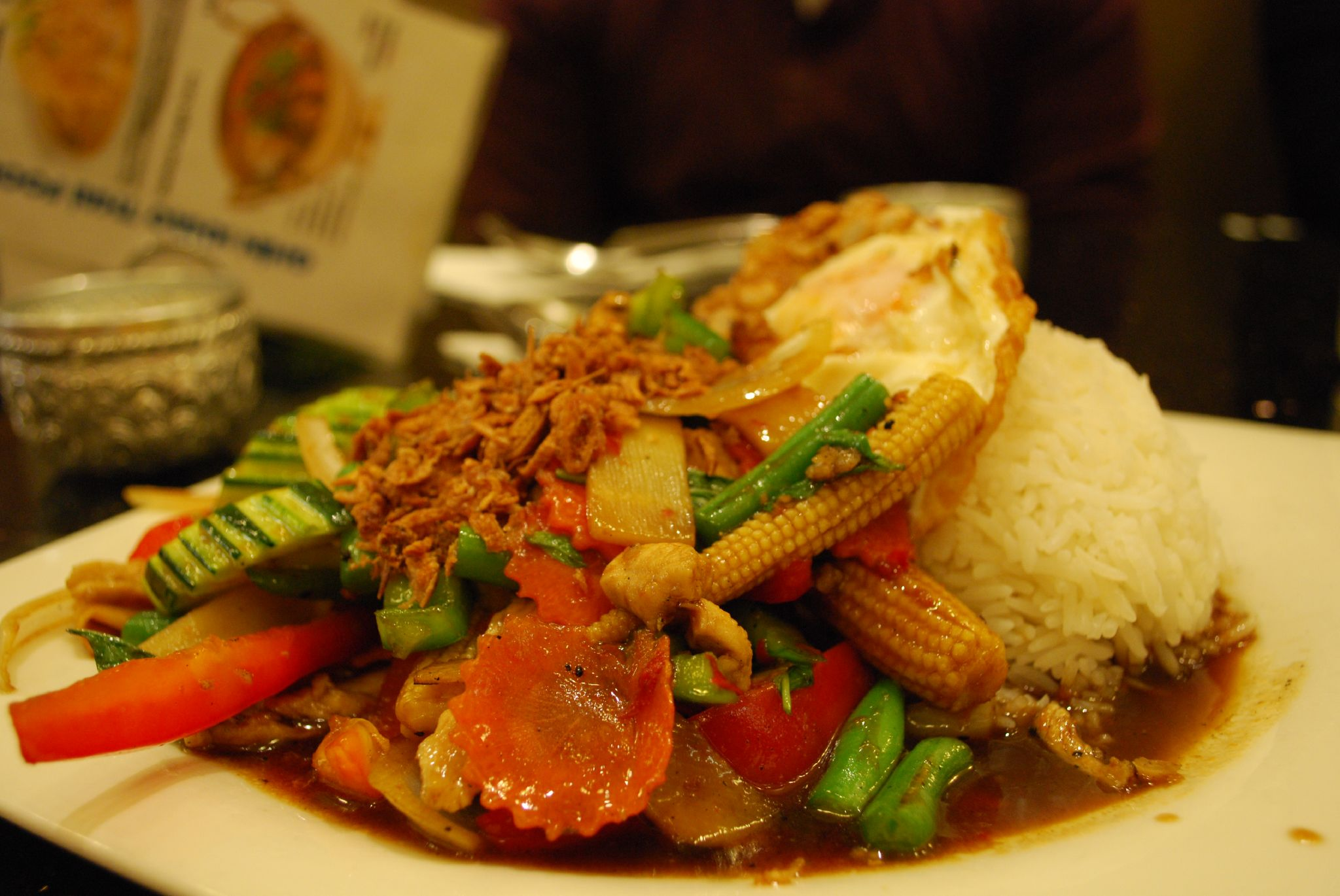
فات كافراو
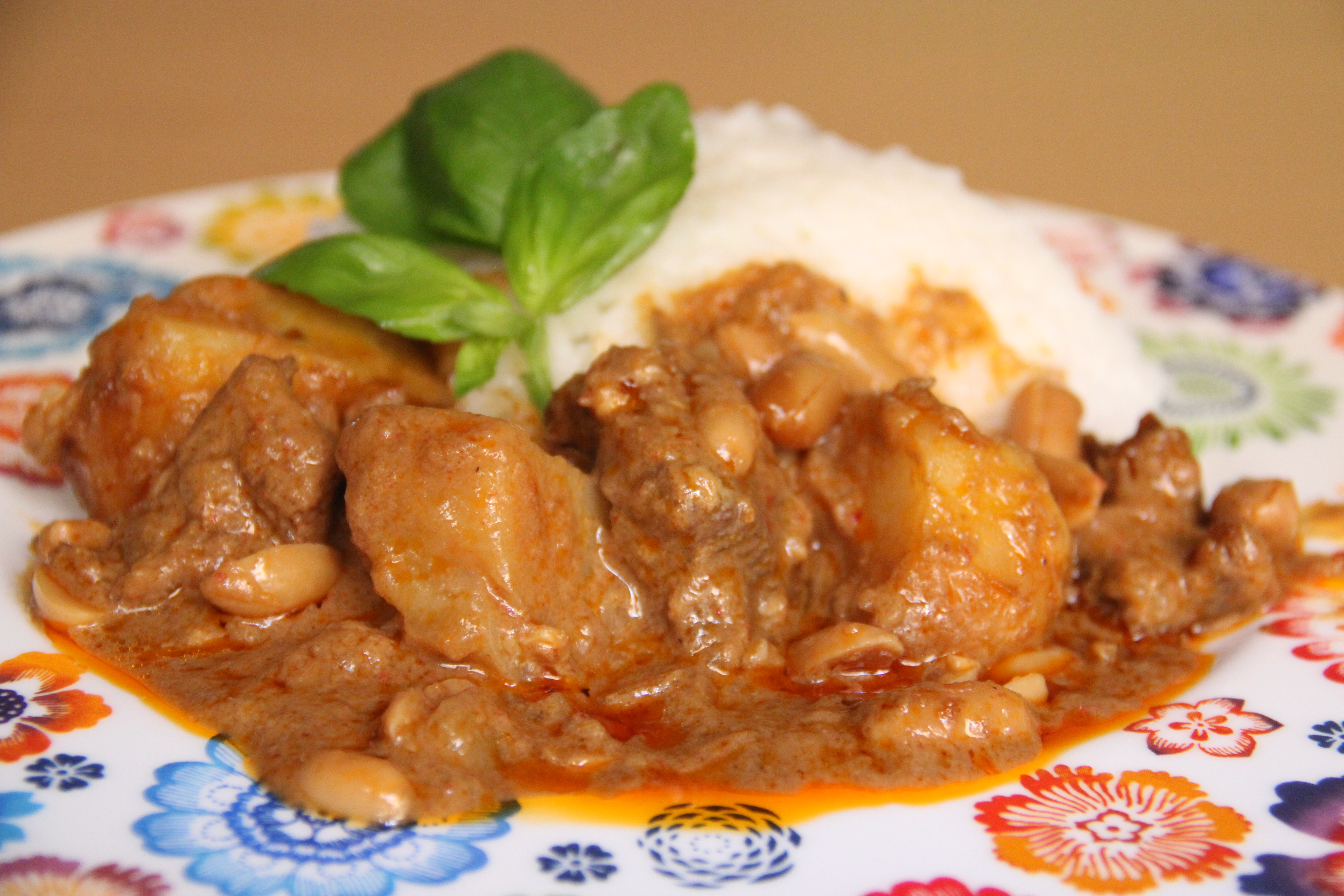
مسمان كاري
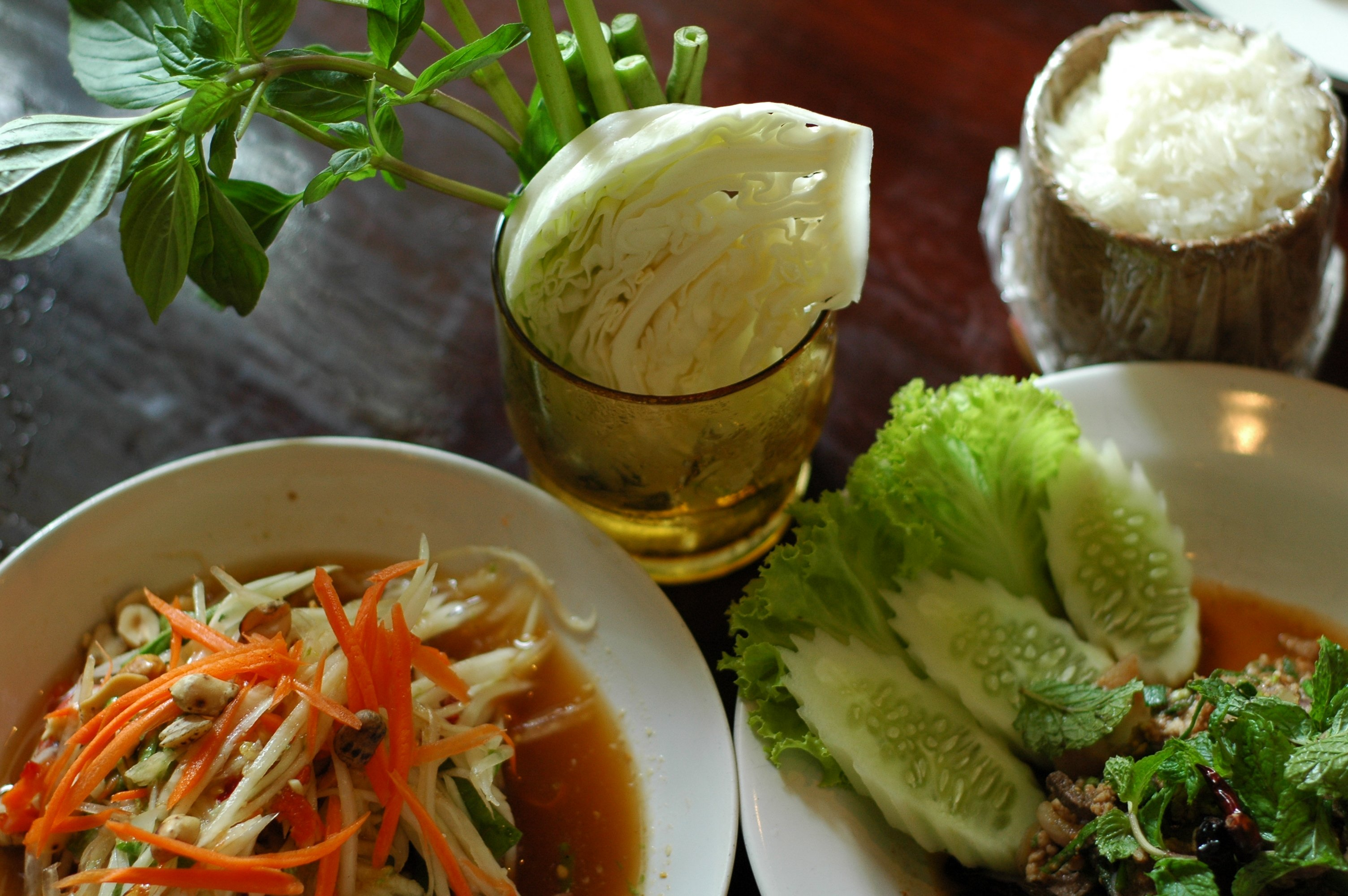
سلطة البابايا الخضراء

### وسائل الترفيه
أصبحت مشاهد القتال في أفلام الحركة مشهورة توني جا، هو ممثل فنون القتال التايلاندية وومؤدى رقصاتها والحركات البهلوانية، والمخرج البارع. أفلامه تشمل، وفى 2003 اصدر فيلم اونج باك وفيلم توم- يوم- غونغ عام 2005 (وتسمى أيضا الملك المحارب أو الحامي)وفى 2008 اصدر فيلم اونج باك 2 : منذ البداية. وفي 2010 اصدر فيلم اونج3.
نما الفيلم في صناعة الترفيه في تايلاند بشكل جيد. الراقصات لا تزال شعبية في تايلاند. أ تاتا يونغ، التي تتمتع بسمعة دولية أكبر، معروفة بفنان البوب الراقص 2004-2007. ولاليسا مانوبان اكتسبت شهرة عالمية كفنانة بوب راقصة.

## الرياضة
هناك تنوع كبير في النشاطات الرياضية في تايلاند ومن الألعاب التي تنتشر في تايلاند لعبة الغولف حيث تعدّ تايلاند مقصدا للاعبي الغولف ويزورها سنويًا الاعبين من عدة دول. ومن الرياضات التي تنمو في تايلاند لعبة رفع الاثقال والتايكواندو والملاكمة الأولمبية

### الملاكمة

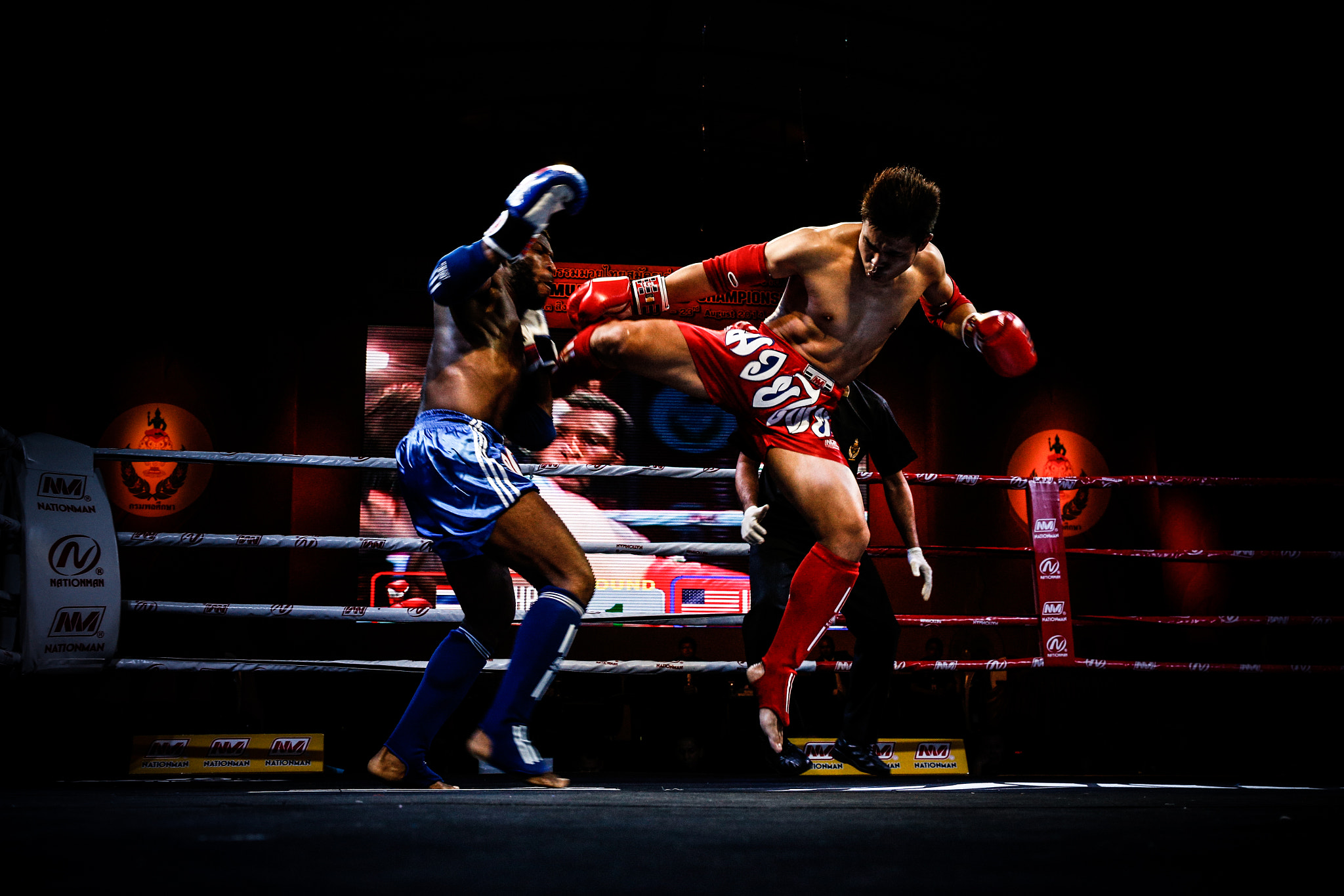
الملاكمة التايلاندية هي رياضة وطنية في تايلاند

تعد الملاكمة التايلاندية (มวยไทย) الرياضة الأكثر شعبية في البلاد. وهي من الرياضات الأصيلة المحلية، منذ التسعينيات ذاع صيتها عبر العالم. نظرا لتشابه العادات والتقاليد، يمكن العثور على فنون قتالية مشابه في البلدان المجاورة.

### الغولف
تجذب تايلاند عدد كبير من لاعبين الغولف من عدة دول مثل اليابان وكوريا الجنوبية وسنغافورة وجنوب أفريقيا وبعض الدول الغربية الذي يزورون تايلاند للعب الغولف كل عام  وتزداد شعبية لعبة الغولف بين الطبقات المتوسطة والعمالة الوافدة ويتوفر في تايلاند أكثر من 200 ملعب غولف علي مستوى دولي.

#### كرة القدم

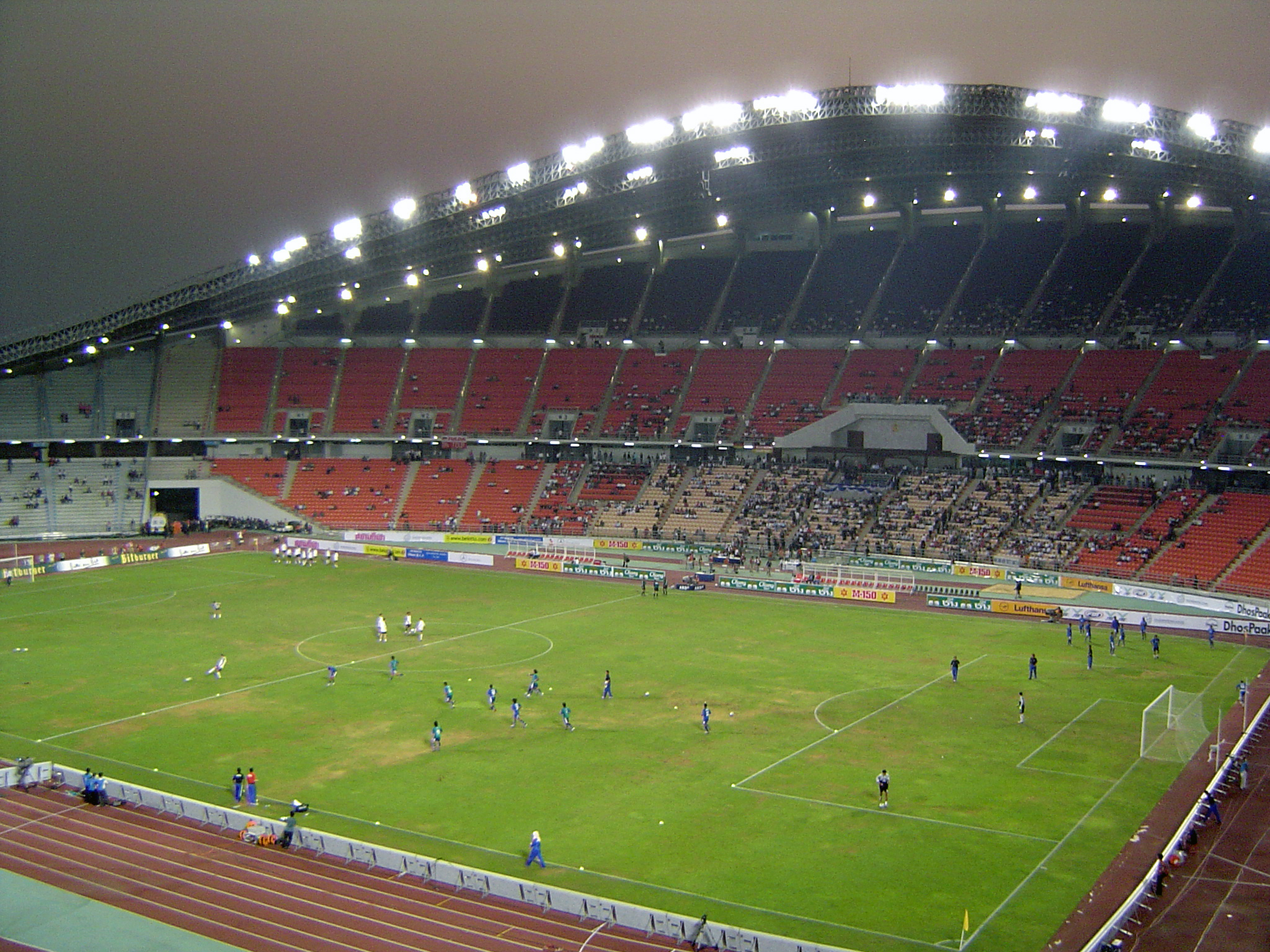
ملعب راجامانغالا الوطني

تطورت كرة القدم في تايلاند كثيرًا جدا ويحظي منتخب تايلاند لكرة القدم بتاريخ جيد حيث حل منتخب تايلاند في المركز الثالث في كأس الأمم الآسيوية لكرة القدم 1972 وشارك في مسابقة الأولمبياد الصيفية مرتان، ودورة الألعاب الآسيوية أربع مرات. يذكر انه تاريخ تأسيس اتحاد تايلاند لكرة القدم يعود إلى 25 أبريل 1916
استضافت تايلاند كأس الأمم الآسيوية لكرة القدم 2007 بالمشاركة معا فيتنام واندونيسيا وماليزيا ولم تستطيع التأهل عن مجموعتها بعد أن حلت في المركز الثالث بعد أن تصدر المجموعة المنتخب العراقي وحصل علي المركز الثاني المنتخب الأسترالي وحل بالمجموعة أخيرا المنتخب العماني.

#### ملاعب كرة قدم
- ملعب راجامانغالا الوطني الذي يقع في بانكوك هو أكبر المنشاءات الرياضية، حيث يتسع إلى 65 الف متفرج، وهو ملعب متعدد الاستخدامات حيث يضم مضمار لألعاب القوى، وقد أقيمت فيه العديد من الأحداث الكبرى مثل الألعاب الآسيوية عام 1998 م وكأس العالم للنساء تحت 20 سنة الذي أقيم عام 2004.
- أستاد سوفاتشالاساي في بانكوك في تايلاند هو ملعب متعدد الاستخدامات افتتح عام 1935، ويسع 35000 متفرج. أقيمت فيه الألعاب الآسيوية في أعوام 1966 و1970 و1978.

## الأعياد والعطل الرسمية
هناك الكثير من الأعياد في مملكة تايلاند. من أشهرها وأهمها لدي الشعب التايلاندي عيد الماء الذي يصادف سنويًا من 13 أبريل إلى 15 أبريل وعيد ميلاد الملك الذي يصادف سنويًا تاريخ 5 ديسمبر، واحتفالات رأس السنة الذي تقام بها العديد من الفعاليات المميزة مثل الألعاب النارية.

### جدول العطل الرسمية
| التاريخ               | الاسم                              | باللغة التايلاندية                              | ملاحظات       |
| --------------------- | ---------------------------------- | ----------------------------------------------- | ------------- |
| 1 يناير               | رأس السنة                          | วันขึ้นปีใหม่                                        |               |
| 3 فبراير              | اكتمال القمر                       | วันมาฆบูชา                                        |               |
| 6 أبريل               | ذكري يوم تشاكري                    | วันจักรี                                           |               |
| 13 أبريل إلى 15 أبريل | عيد الماء                          | วันสงกรานต์                                       |               |
| 5 مايو                | ذكرى تتويج الملك بوميبول أدولياديج | วันฉัตรมงคล                                       |               |
| مايو                  | يوم المزارعين                      | วันเข้าพรรษา                                      | يحدد سنويا    |
| 12 أغسطس              | عيد ميلاد الملكة                   | วันเฉลิมพระชนมพรรษา สมเด็จพระนางเจ้าฯ พระบรมราชินีนาถ |               |
| 23 أكتوبر             | ذكرى وفاة الملك شولالونغكورن       | วันปิยมหาราช                                      | توفي عام 1910 |
| 5 ديسمبر              | عيد ميلاد الملك                    |                                                 |               |
| 10 ديسمبر             | يوم الدستور                        | วันรัฐธรรมนูญ                                      |               |
| 31 ديسمبر             | عشية رأس السنة                     | วันสิ้นปี                                           |               |

## التصنيفات الدولية
| المنظمة                       | المسح                                  | الترتيب    |
| ----------------------------- | -------------------------------------- | ---------- |
| الحرية اقتصادية               | مؤشر الحرية الاقتصادية                 | 50 من 157  |
| منظمة مراسلون بلا حدود        | مؤشر حرية الصحافة في جميع أنحاء العالم | 134 من 169 |
| منظمة الشفافية الدولية        | مؤشر الفساد                            | 84 من 179  |
| برنامج الأمم المتحدة الإنمائي | مؤشر التنمية البشرية                   | 78 من 177  |
| المنتدى الاقتصادي العالمي     | تقرير القدرة التنافسية العالمية (2008) | 34 من 125  |

## معرض صور

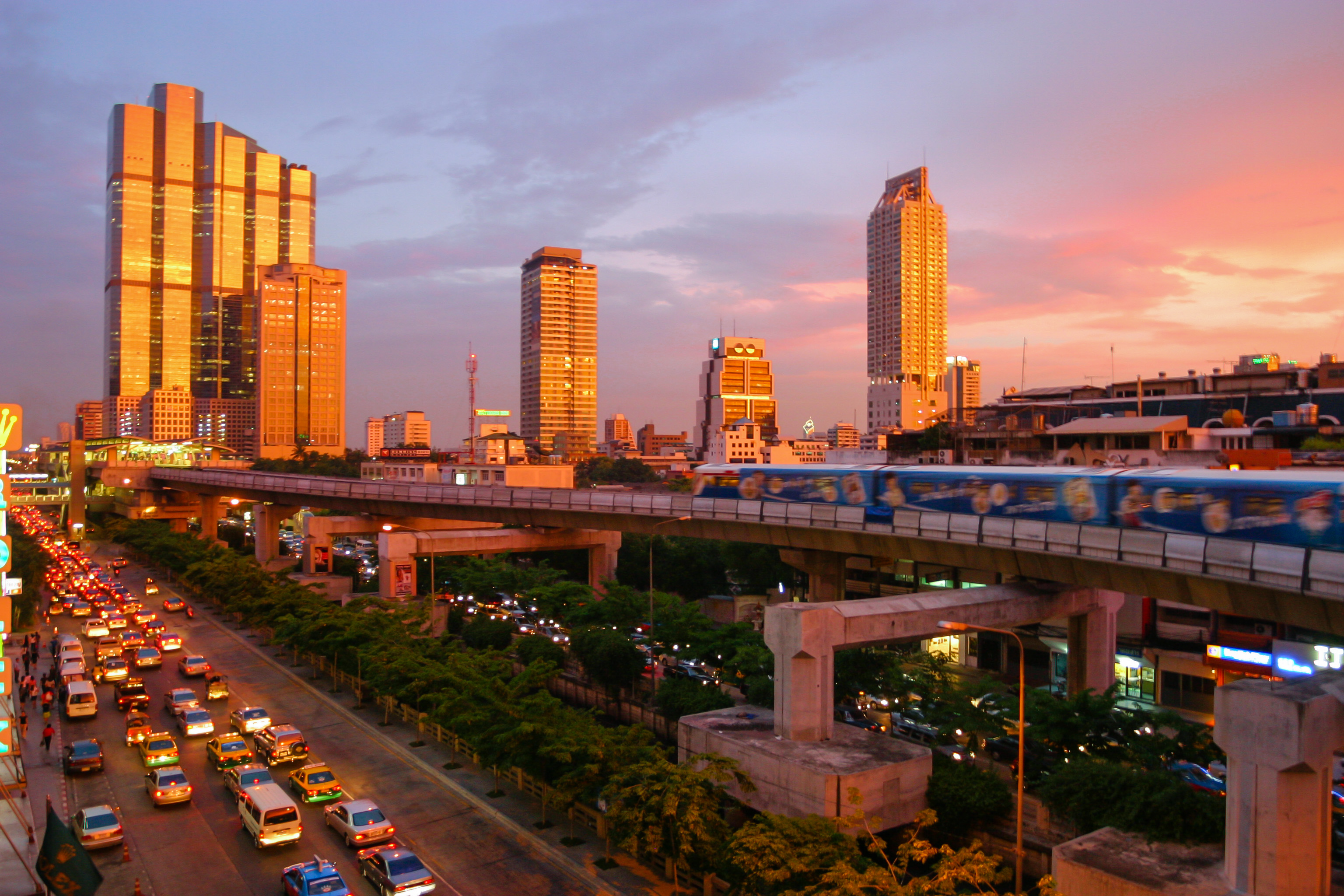
صوره لمترو العاصمة بانكوك
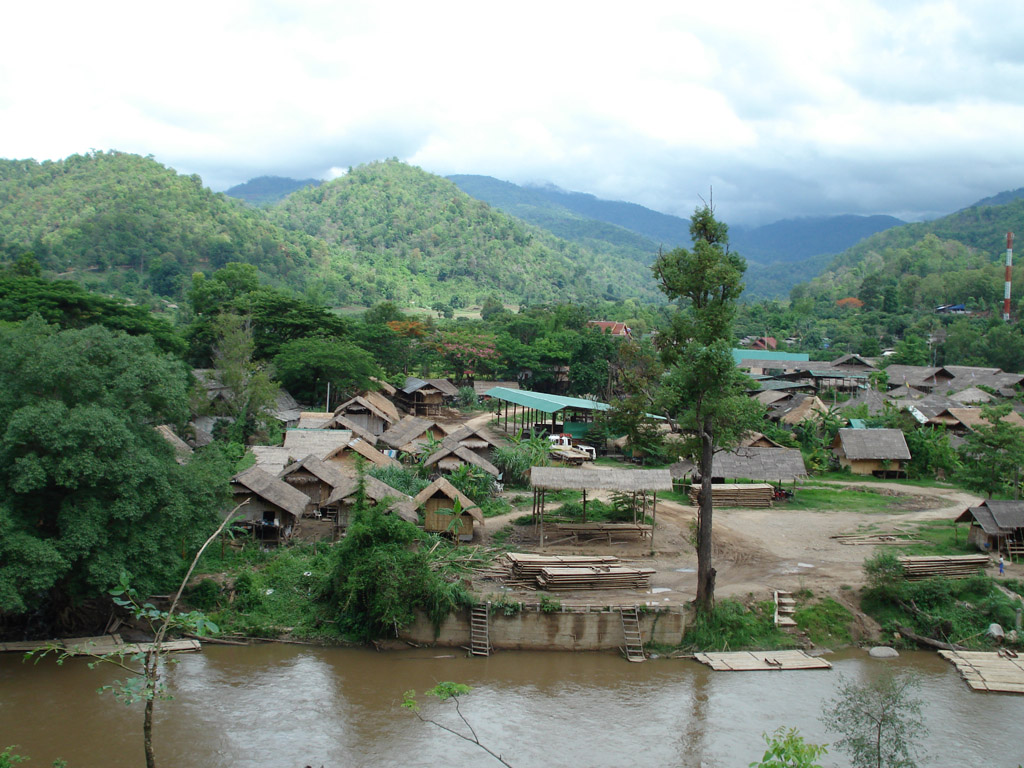
صور قرية ريفية في تايلاند
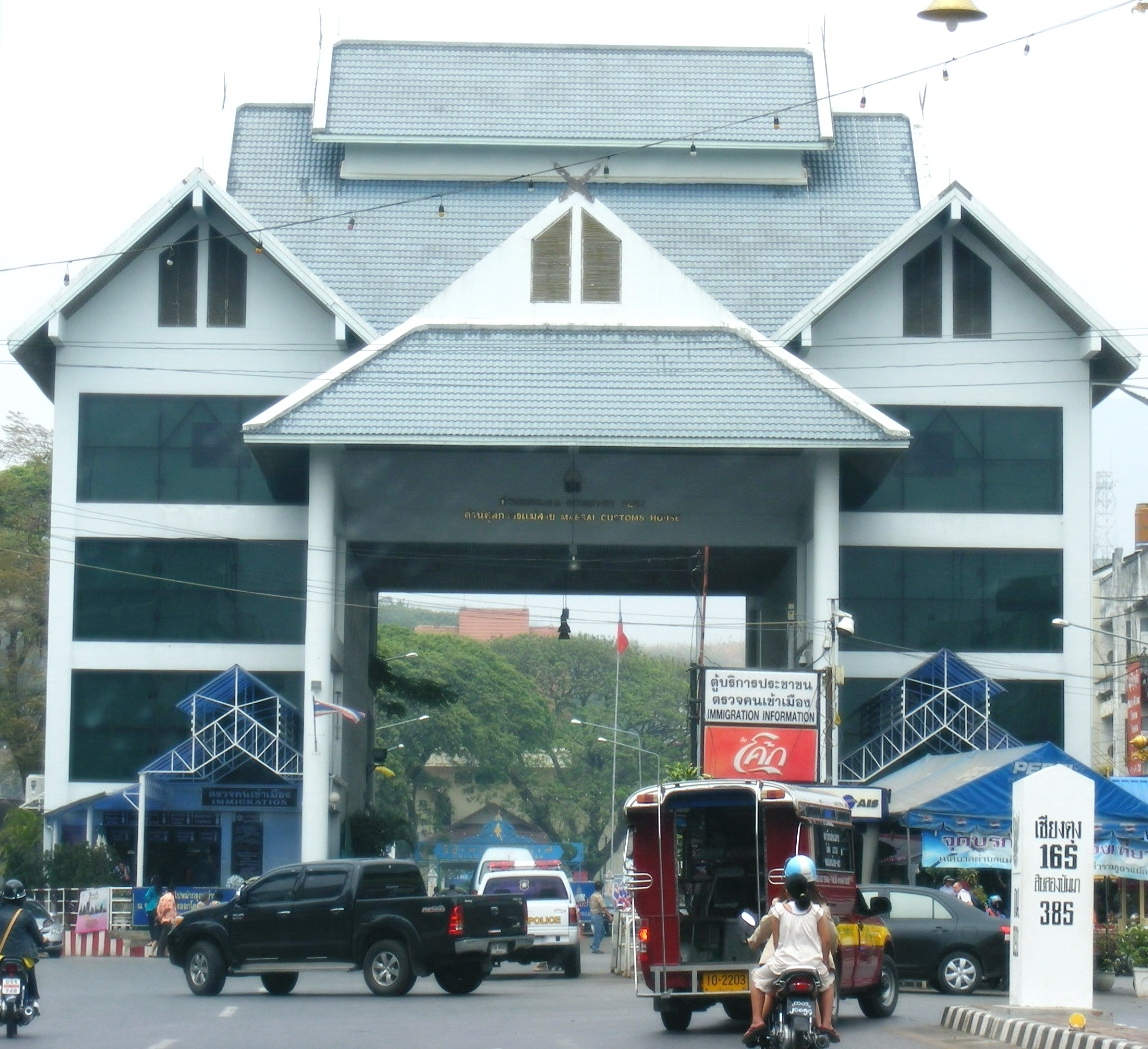
صور للجسر الحدودي بين تايلاند وميانمار
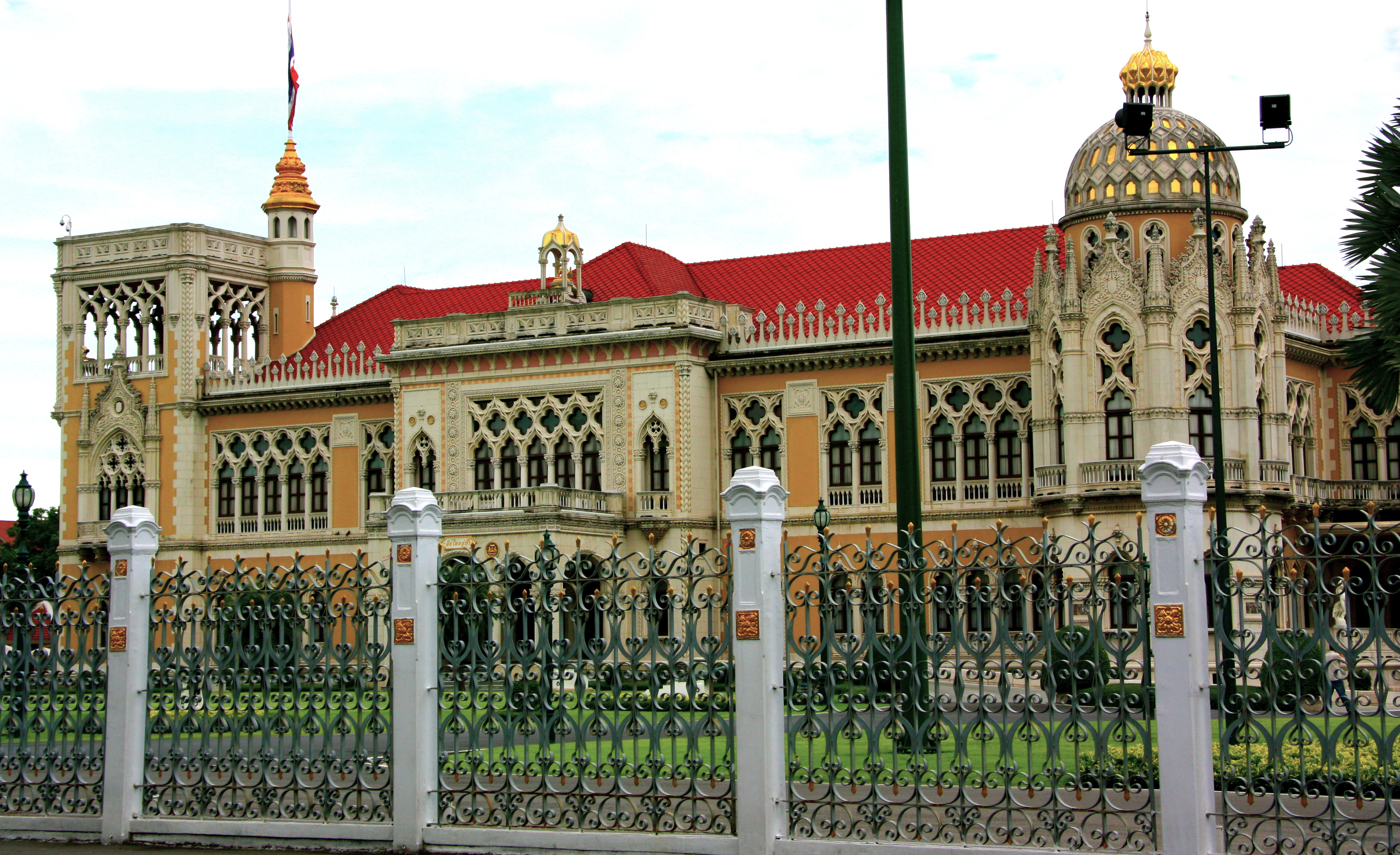
بيت الحكومة التايلاندية
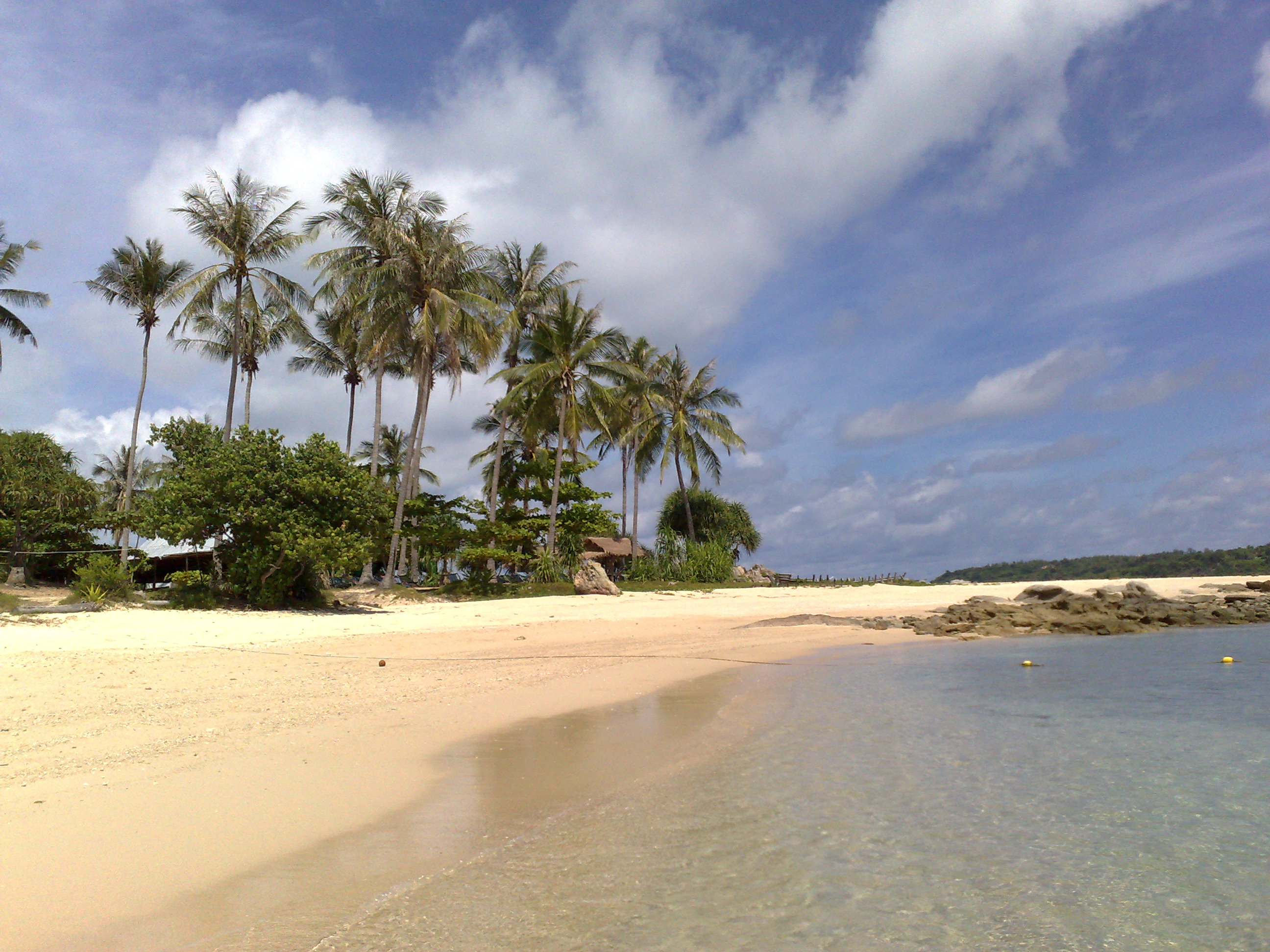
صورة لشاطئ في جزيرة بوكيت
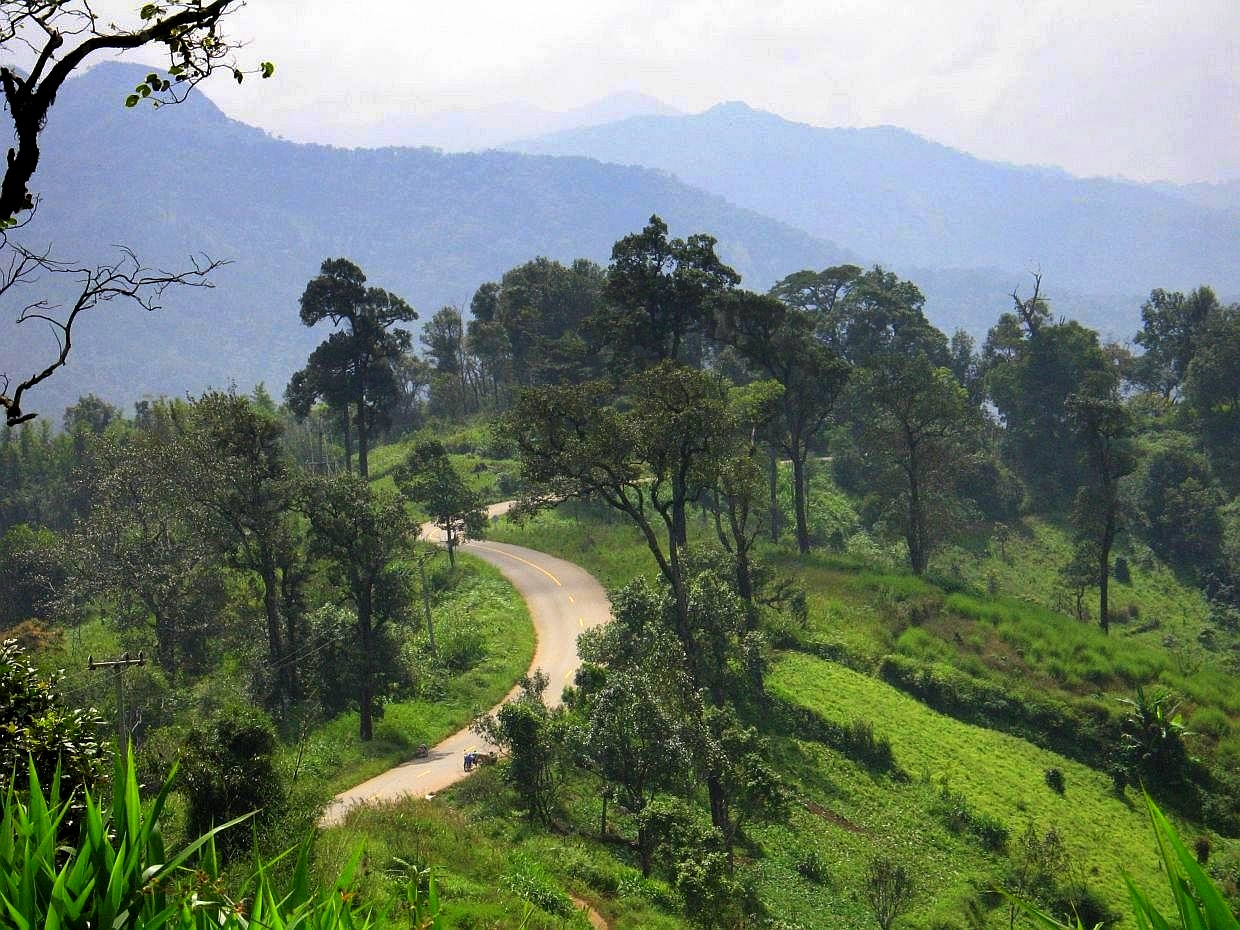
صورة لطريق جبلي في محافظة تشيانغ مي
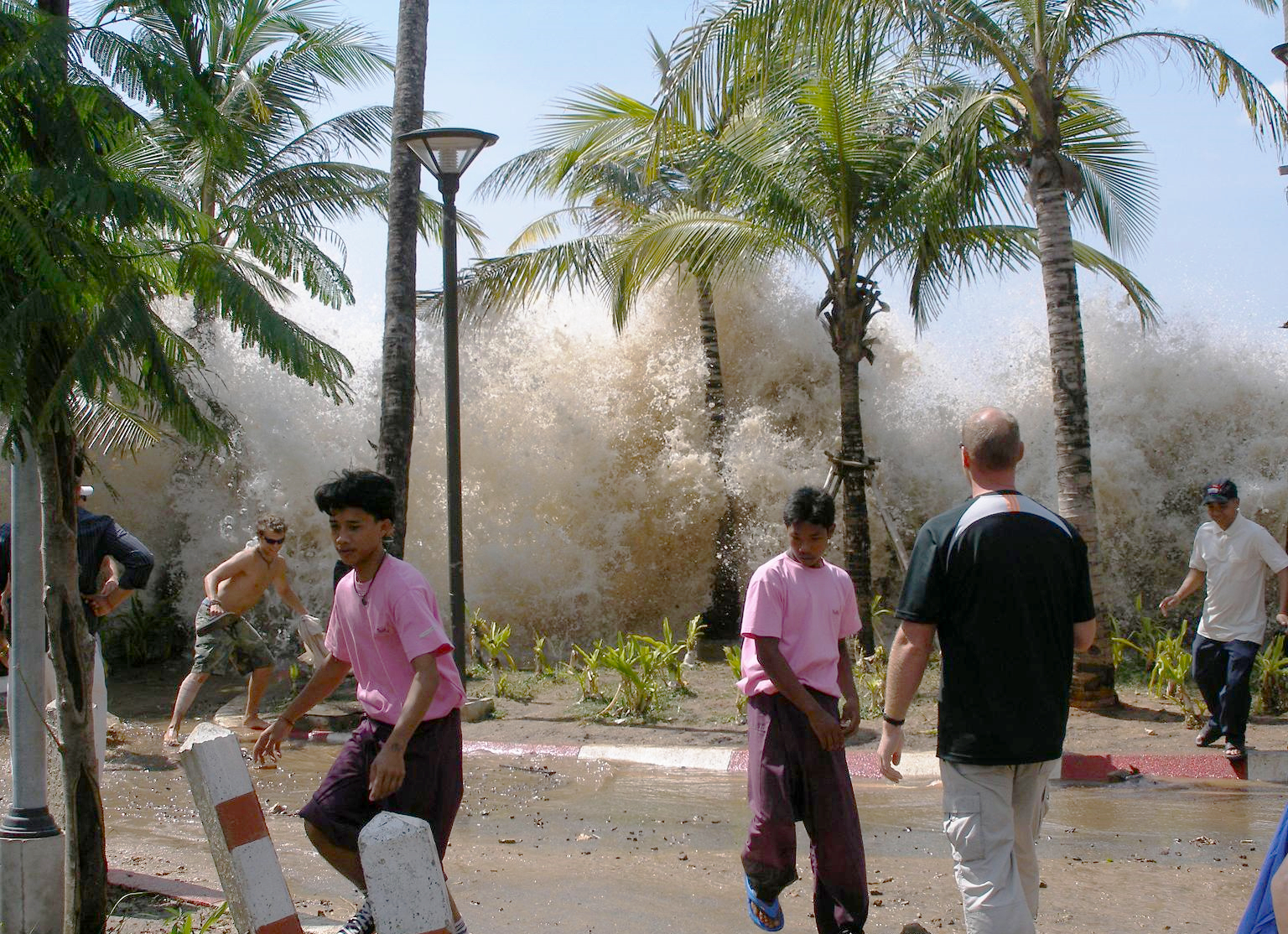
التسونامي الذي أصاب شواطئ كرابي في تايلاند في يوم 26 ديسمبر 2004.
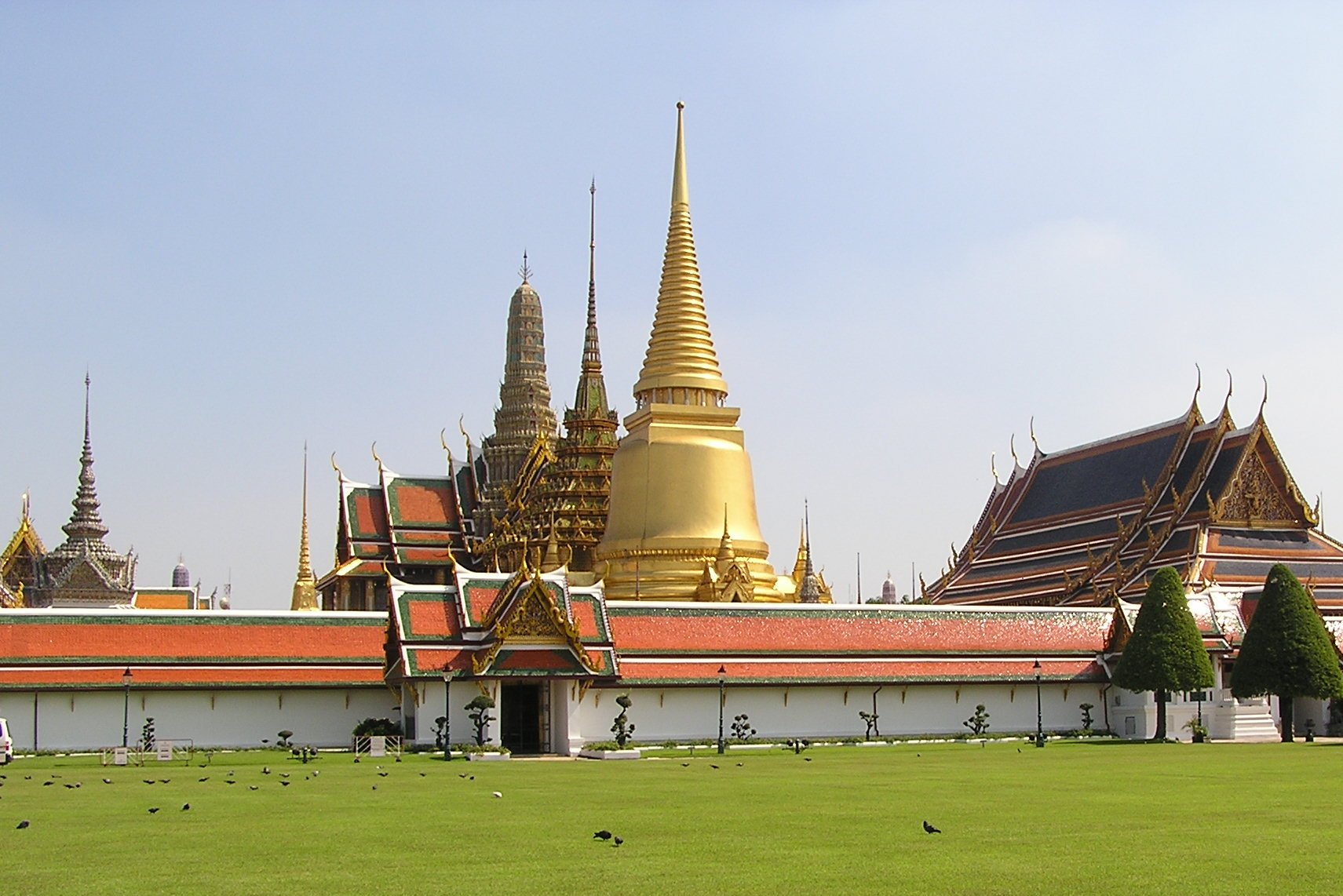
معبد وات فرا كايو في بانكوك

## وصلات خارجية
حكومة
- الحكومة الملكية التايلاندية (بالإنجليزية)
- الموقع الرسمي للبرلمان التايلاندي (بالتايلندية)
- معلومات الحكومة والملك والمناصب (كتاب حقائق العالم) (بالإنجليزية)
- وزارة الخارجية التايلاندية (بالإنجليزية)
- المركز الوطني التايلاندي لتكنولوجيا والكمبيوتر والإلكترونيات (بالإنجليزية)
- وزارة الثقافة التايلاندية (بالتايلندية)

معلومات عامة
- تايلاند في كتاب حقائق العالم  (بالإنجليزية)
- مكتبة الكونغرس لدراسات الدول - تايلاند 1987 (بالإنجليزية)
- تايلاند على مشروع الدليل المفتوح (بالإنجليزية)
- أطلس تايلاند (بالإنجليزية)
- موقع لونجدو لخرايطة تايلاند علي الإنترنت (بالإنجليزية)
- خريطة الأمم المتحدة (بالإنجليزية)
- قوانين تايلاند (بالإنجليزية)

سياحة
- هيئة السياحة في تايلاند (بالإنجليزية)
- موقع السياحة في تايلاند (بالعربية)